# ハイキュー!!
『ハイキュー!!』は、古舘春一による高校バレーボールを題材にした日本の漫画作品。『少年ジャンプNEXT!』（集英社）2011 WINTER・『週刊少年ジャンプ』（集英社）2011年20・21合併号にそれぞれ読切版が掲載された後、『週刊少年ジャンプ』にて2012年12号から2020年33・34合併号まで連載された。
2024年12月時点で、コミックス全45巻の累計発行部数は7000万部を突破している。

## 制作背景
中学、高校時代にバレーボール部のミドルブロッカーだった古館は、連載前からバレーボールを題材にした作品を描くという目標を持っていた。しかし、バレーボール漫画は実力がついてから連載するべきだという編集のアドバイスに従い、別のジャンルである『四ッ谷先輩。』で連載を始める。
『詭弁学派、四ッ谷先輩の怪談。』の連載終了後、バレーボール漫画の連載獲得を目指し、『少年ジャンプNEXT!』2011 WINTERに増刊読切版を掲載する。『週刊少年ジャンプ』2011年20・21合併号には本誌読切版が掲載される。その後、連載版の作成に取りかかるが、最初に作成された1話のプロットはかなり密度が濃く、実際の連載版の第1話 - 第7話に相当する部分が詰め込まれていた。そこで1話ずつ整理し現在の形に落ち着いたという。最初の読切掲載から約1年にも及ぶ推敲を経て、『週刊少年ジャンプ』2012年12号より本作品の連載をスタートした。

## 作風
タイトルの由来は、バレーボールを意味する熟語「排球」からである。連載開始時のキャッチコピーは「劇的青春」とされている。
本作品のおもな舞台は宮城県となっており、仙台駅や仙台市体育館など宮城の地名・建物が登場する。また、作中に八木山ベニーランドのコマーシャルのフレーズを歌う場面が描かれている。なお烏野高校とその周辺は、作者の地元・岩手県の風景をモデルにして描かれている。高校などは基本的に架空（おもに動物）の名称が使われているが、実在校をモデルにした高校も登場する。作中にて開催される各大会については、全日本中学校バレーボール選手権大会、全国高等学校バレーボール選抜優勝大会・全日本バレーボール高等学校選手権大会（春高バレー）・全国高等学校総合体育大会（インターハイ）など実在の大会が描かれている。
古舘は「超凄いセッターが、スパイカーに完璧にトスを合わせる話」として『ハイキュー!!』をスタートさせた。スポーツ描写には誇張があるものの、基本的に現実の試合で使われているプレーをもとに描いている。主人公コンビの速攻だけは古舘が考えた技で、実際にはあり得ない非現実的な描写がなされている。
ルールやプレイの説明はバレーに興味がない人にも読みやすいように、物語に組み込むようにしている。ローテーションはカタルシスや緊張感を持たせるために利用されているほか、プレイに関する重要な言葉にはそのプレイが印象に残るような言葉が選ばれている。

## メディア展開
連載当初から小説化・VOMIC化など様々メディアミックスが行われている。
テレビアニメは第4期まで制作され、アニメ版からはOVA・コンシューマゲーム・トレーディングカードゲーム・劇場アニメなどが派生した。2015年には「ハイキュー!! 頂プロジェクト2015」として、アニメ第1期総集編の劇場上映 や舞台化などが行われている。アニメ第1期における海外進出は、アジアでは2014年に韓国、2015年は台湾、香港、タイ、フィリピンで放映され、2016年マレーシアにも進出し、同年のドイツでは人気が高い日本アニメの1つに数えられている。2016年から2017年にかけてヨーロッパにも進出し、スペイン語とイタリア語の吹き替え版も存在している。また「8（ハ）1（イ）9（キュー）」の語呂合わせから、2015年10月のアニメ第2期の放送と第1期総集編上映記念に「ハイキュー!! セカンドシーズン」製作委員会の名義で8月19日を「ハイキュー!!の日」として日本記念日協会に申請し、正式に記念日として登録されている。
その後もさまざまなバレーボール大会とのコラボレーションが続けられている。
2022年8月13日、14日にV.LEAGUEとのコラボレートイベント「ハイキュー!!×V.LEAGUE ALLSTAR SPECIAL MATCH “THE VOLLEYBALL”」を開催。同年4月25日発売の『週刊少年ジャンプ』21・22合併号にて、同イベントを舞台とした新作の読み切り「特別番外編 祭り再び」を掲載。日本バレーボール協会の競技普及事業部で働く黒尾鉄朗の視点で描かれている。
2024年2月、劇場アニメ『劇場版ハイキュー!! ゴミ捨て場の決戦』の公開を記念して『週刊少年ジャンプ』2024年10号に特別編の読み切りを掲載。映画を別角度から描いた内容となっている。

## 反響・評価
読切版が掲載された『少年ジャンプNEXT!』（集英社）2011 Winterには『ニセコイ（読切版）』（古味直志）なども掲載されており、「プレミア物」になっているという。
連載を開始した2012年以降、本作の影響で中学・高校におけるバレーボール部の部員が男子を中心に増加傾向にあるとされている。2012年11月には、『黒子のバスケ』・『暗殺教室』などと並び、「ニューパワージェネレーションキャンペーン」の対象に選ばれた。2018年時点では、『ONE PIECE』『HUNTER×HUNTER』に続き、『僕のヒーローアカデミア』と並ぶ『週刊少年ジャンプ』の人気作であるとされた。

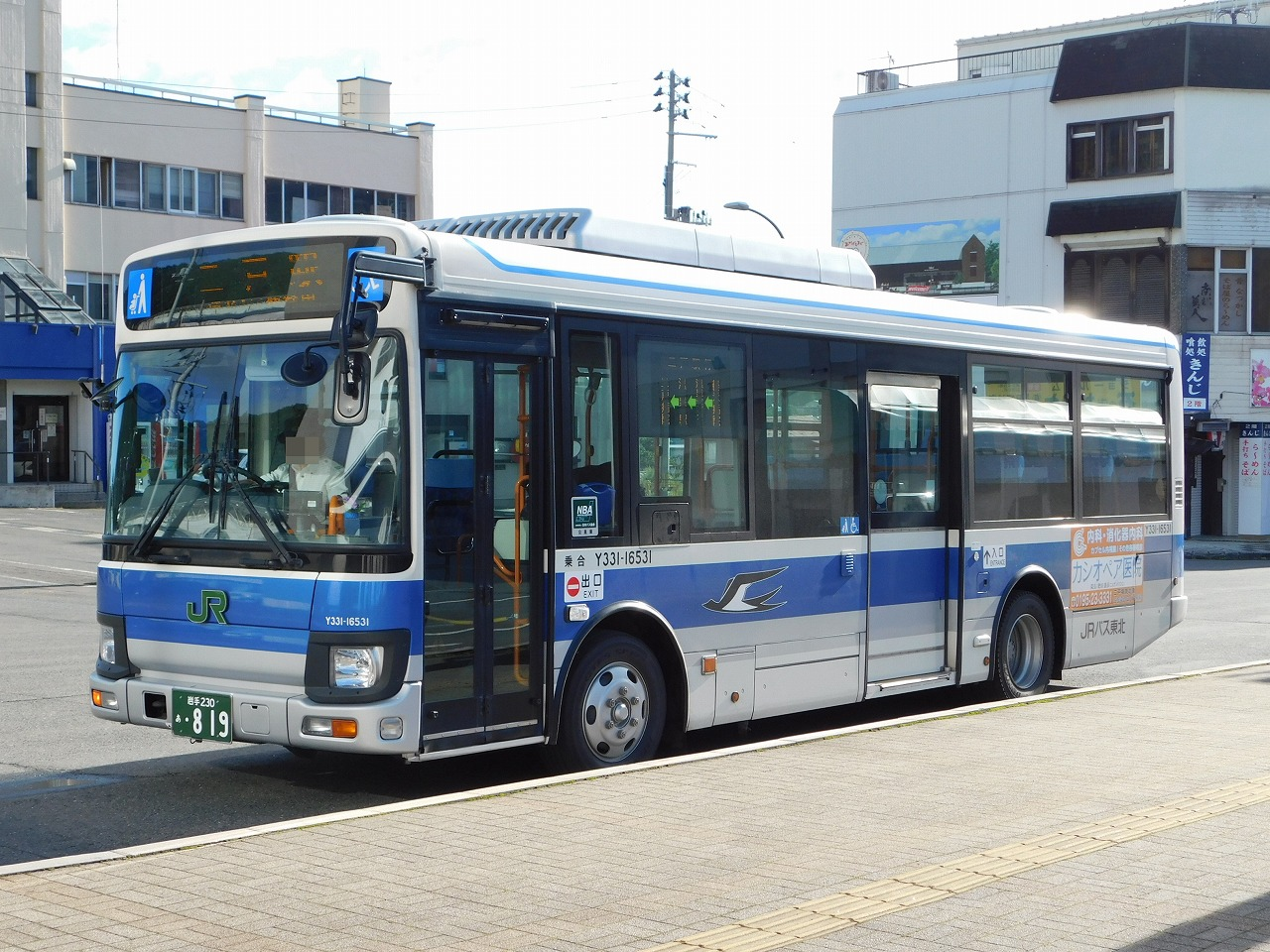
希望ナンバー「819」を取得したジェイアールバス東北二戸営業所の車両

古舘の出身地・岩手県軽米町と似た風景が作中で数多く登場しており、「聖地巡礼」に訪れるファンが多い。また地元商工会の青年部も独自に調査した場所を紹介していた。ジェイアールバス東北二戸支店は、2016年から岩手県立軽米高等学校「軽高祭」開催日は軽米線の臨時便を運行しており、高速車で運用される便は「カルマイトッキュー！819号」の愛称が付けられているほか、2017年に二戸支店に配属されたいすゞ・エルガミオ（2代目）ノンステップバス1台のナンバーは希望ナンバーにより「819」の番号を取得している。
葦原大介は『ワールドトリガー』を制作するにあたり、本作の影響を受けたことを明かしている。他誌出身の出水ぽすかは『約束のネバーランド』を連載中、絵柄を「ジャンプナイズ（ジャンプ化）」させるために本作を参考にしたという。
2014年10月に発売された単行本13巻と小説版4巻は、それぞれオリコンの週間ランキングのコミック部門とBOOK（総合）部門で首位を獲得し、ランキング主要2部門を制した。2015年5月には単行本16巻と小説版5巻で再びオリコンのコミック部門とBOOK（総合）部門で首位を獲得、両部門同時首位獲得数における単独トップに躍り出た。アニメが放送された2014年には、漫画単行本市場を伸長させた3作品の一つとして挙げられた。
本編完結後も劇場版アニメ公開の影響などで売り上げを伸ばし、2024年12月時点で電子版も含めたコミックス累計発行部数は7000万部を突破している。
| 年度   | セレモニー                             | 部門・賞        | 受賞対象   | 出典   |
| ------ | -------------------------------------- | --------------- | ---------- | ------ |
| 2013年 | 全国書店員が選んだおすすめコミック     | 4位             | ハイキュー | [ 41 ] |
| 2013年 | ブクログ大賞                           | ノミネート      | ハイキュー | [ 42 ] |
| 2014年 | 女子がハマった男子漫画ランキング       | 4位             | ハイキュー | [ 43 ] |
| 2014年 | BOOK OF THE YEAR                       | 4位             | ハイキュー | [ 44 ] |
| 2015年 | SUGOI JAPAN Award                      | マンガ部門・3位 | ハイキュー | [ 45 ] |
| 2015年 | 第61回小学館漫画賞                     | 少年向け部門    | ハイキュー | [ 46 ] |
| 2015年 | コレ読んで漫画RANKING                  | 14位            | ハイキュー | [ 47 ] |
| 2018年 | 高校生が“好きなマンガ・コミック”BEST10 | 男子9位 女子1位 | ハイキュー | [ 48 ] |

## あらすじ
ある日偶然春高バレーのテレビ中継を見かけた小柄な少年・日向翔陽は、「小さな巨人」と呼ばれ躍動する地元・宮城県立烏野高校のエースに心奪われバレーボールを始める。低身長という身体的不利を補って有り余るほどの類稀なる運動神経とバネ、バレーへの情熱を持ち併せていた日向であったが、入学した中学校のバレー部に指導者どころか自分以外の部員がいないなど環境に恵まれず上達の機を逸していた。中学3年の夏、やっとのことでメンバーを集めて出場した最初で最後の公式戦で、日向率いる雪ヶ丘中は「コート上の王様」と呼ばれる天才セッター・影山飛雄擁する強豪・北川第一中に惨敗してしまう。影山に中学校での3年間を否定された日向は、影山へのリベンジを果たすべく憧れの烏野高校排球部に入部。晴れて迎えた部活動初日、体育館に入った日向の目の前には影山の姿があった。初めは反発し合っていた二人だが、それぞれの持ち味を生かした“トスを見ない”クイック攻撃、通称・「変人速攻」を編み出し、独りでは見ることのできない「頂の景色」を見るため、個性豊かな烏野高校の仲間たちと共に全国大会を目指すこととなった。
序章（1巻）
中総体バレーボール競技宮城県予選1回戦、雪ヶ丘中学対北川第一中学の試合で対峙した日向と影山。惨敗した日向は影山へのリベンジを誓う。
3対3（1 - 2巻）
高校生となった日向と影山は、偶然にも同じ烏野高校へ進むが初日から主将・澤村大地の指示を聞かずいがみ合う。その様子に腹を立てた澤村は「互いをチームメイトと自覚するまでは練習に参加させない」と言い放ち2人を体育館から追放。他の新入部員と3対3の試合をして勝てば入部を認めるという条件を出された2人は、先輩である田中龍之介や菅原孝支の協力を得ながら、入部を目指し共に練習を重ね、自身らと同学年である月島蛍、山口忠との試合にも勝利。無事正式入部に漕ぎ着けた。
VS大王様（2巻）
日向と影山が無事入部を果たした直後、日向にとって最初の練習試合が舞い込んできた。相手は影山の中学時代の先輩である及川徹を擁し他にも多くの北川第一中出身の選手が所属する県ベスト4の強豪・青葉城西高校で、影山をセッターとしてフルで出すこという条件のもと練習試合を約束していた。試合では主将であり正セッターの及川を欠く青葉城西に対し日向影山のコンビ攻撃を駆使しつつ善戦を繰り広げた。
リベロ・エース編（3巻）
青葉城西との練習試合後まもなく、部活禁止処分を受けていたリベロの西谷夕が部に復帰する。しかし、エースである東峰旭は過去の試合のトラウマから未だ部活に戻れずにいた。一方、顧問の武田一鉄は烏野全盛期の監督・烏養一繋の孫で烏野OBでもある烏養繋心をコーチに招聘。繋心の高校時代のチームメイトを中心とした町内会チームとの練習試合を経て東峰も復帰を果たした。
合宿・音駒襲来（4巻）
リベロとエースが復帰し、ようやく全員でのスタートを切る烏野。因縁のライバルとされている音駒高校（東京）との練習試合を最終日に控えてゴールデンウィーク合宿を敢行した。日向はロードワーク中に音駒高校のセッター・孤爪研磨に遭遇。練習試合では、古豪音駒の鍛錬された「繋ぐ」バレーに烏野は苦戦を強いられ、日向影山の「変人速攻」さえも対応されてしまうなど多くの課題を突きつけられることとなった。
インターハイ予選（5 - 8巻）
音駒との練習試合を有意義に終えた烏野は、ついに高校総体（インターハイ）宮城県予選へと出陣する。
常波戦（5巻）
初戦の相手は、澤村の中学時代のチームメイト・池尻隼人のいる常波高校。合宿、音駒戦を経て大きく力をつけた烏野は常波を終始圧倒、初戦を突破した。日向にとっては人生初の公式戦勝利となった。
伊達工戦（5 - 6巻）
2回戦の相手は、3月の県民大会で東峰のスパイクを完全に封じた伊達工業高校。「鉄壁」のブロックを誇る伊達工相手に苦戦しながらも勝利。日向は「鉄壁」の一人である青根高伸と互いにライバルと認め合った。
青城戦（6 - 8巻）
3回戦、烏野の前には及川率いる青葉城西が立ちはだかる。度重なるピンチに見舞われながらもチーム一丸となって奮闘、フルセットにまで持ち込むもあと一歩及ばす敗北。日向、影山の「変人速攻」も完全に封じられてしまった。マネージャーの清水潔子を含む3年生4人は悩んだ末に残留を決意、全員で春高出場を目指すこととなった。
東京遠征（9 - 11巻）
春高に向けた練習が続く中、音駒高校監督・猫又育史の計らいで梟谷学園（東京）、森然（埼玉）、生川（神奈川）、音駒と関東の強豪4校で構成される「梟谷学園グループ」の合同合宿に参加できることになった烏野は、東京遠征を行うことに。新マネージャー・谷地仁花も加わり士気が上がる烏野。強豪との連戦で感化された日向は今まで目を瞑っていた「変人速攻」を目を瞑らずに行うことを宣言。影山との衝突を経て新たな「変人速攻」を完成させた。
春高予選（11 - 23巻）
東京遠征で多くの刺激を受け、チームはさらに進化。そしてついに、3年生は最後となる春高予選が始まる。
一次予選（12巻）
春高一次予選にて烏野は扇南高校、「2m」の百沢雄大擁する角川学園と対戦。東京遠征の成果を見せ、難なく予選通過を果たした。
代表決定戦（13 - 21巻）
烏野はインターハイ予選ベスト8と春高一次予選を勝ち抜いた8校の16校が一つの代表枠を争う代表決定戦に臨む。
条善寺戦（13巻）
“アソビ”がモットーの条善寺高校の型に嵌まらない攻撃に試合開始当初こそ苦戦を強いられるも、条善寺以上に型破りなプレースタイルを見せつけ勝利。同時に、型破りであるチームの強固な「土台」として澤村の安定感が光った試合でもあった。
和久谷南戦（13 - 14巻）
準々決勝、絶妙なコースの打ち分けによるブロックアウトを得意とするなど、かつての「小さな巨人」にプレースタイルが似ている中島猛を擁する和久谷南高校と対戦。この試合で田中と澤村が衝突。澤村が負傷離脱してしまうも、代わりに縁下がゲームキャプテンを引き継ぎ辛勝。
青城戦（15 - 17巻）
迎えた準決勝、インターハイ予選での雪辱を果たすため、烏野は青葉城西と因縁の対戦に臨む。試合はインターハイ予選と同様フルセットまでもつれ込み、最後は「新・変人速攻」を決めて勝利、雪辱を果たした。
白鳥沢戦（17 - 21巻）
春高予選決勝戦にて、烏野は全日本ユースチームにも選抜されている「絶対王者」牛島若利を擁し県内最強を誇る白鳥沢学園高校に挑む。王者白鳥沢に対し、烏野は攻守に渡って圧倒的な力の差を見せつけられるも月島の冷静かつ巧みなリードブロックを軸に辛うじて食らいつく。フルセット（決勝のみ5セットマッチ）に及ぶ死闘を繰り広げた結果、白鳥沢から大金星を上げた。
東京都代表決定戦（21 - 23巻）
11月中旬、音駒高校と梟谷学園高校は東京都代表をかけた戦いに臨んでいた。音駒、梟谷学園、戸美学園、井闥山学院の4校による準決勝、決勝、3位決定戦が描かれる。
音駒対梟谷戦（21 - 22巻）
勝利すれば代表入りが決定する準決勝、音駒高校と梟谷学園が代表枠を争う。粘り強く対応していく音駒であったが、攻撃の破壊力で勝る梟谷学園の前にストレート負けに終わる。
音駒対戸美戦（22 - 23巻）
梟谷学園に敗北した音駒高校は、最後の代表枠をかけて同じく井闥山学院との準決勝に破れた戸美学園との3位決定戦に挑む。音駒と同じく粘り強さ、嫌らしさが持ち味である戸美学園との戦いは混戦の様相を呈す中、音駒の守備の要であるリベロ・夜久衛輔が負傷離脱してしまう。しかし、チームワークに目覚めた灰羽リエーフの活躍により攻撃の火力で上回った音駒が勝利を挙げ、春高本大会への切符を勝ち取った。
強化合宿（23 - 25巻）
11月中旬、春高出場を控えた烏野に、影山の全日本ユース強化合宿招集の報せが舞い込む。また、宮城県内の有望な1年生を集めた「擬似ユース合宿」に月島が選抜された。どちらからも声がかからず焦った日向は県の1年生選抜合宿に強行参加するも、参加は認められず。ただ、「ボール拾い」としてならば参加することを許された日向は、ボール拾いを通してコート内の情報に基づく予測と「直感」を身につける。一方、ユース合宿に参加した影山は高校No.1セッターである宮侑に言われた「プレーはおりこうさん」という言葉から中学時代のトラウマと高校入学後に重要さを実感した「仲間との協調」との狭間で思い悩んでいた。
伊達工練習試合（25 - 26巻）
12月中旬、ユース合宿・1年生強化合宿・サーブ強化週間を経た烏野は、春高前の総決算として更にリードブロックのレベルを上げた伊達工との練習試合に臨む。思うように繋がらない烏野の攻撃に苛立ち自己中心的な発言をしてしまう影山であったが、日向や繋心の言葉から中学時代のトラウマを払拭、協調するだけでなく“ケンカ”することも仲間とのコミュニケーションであることに気づいた。
春高全国大会（26 - 42巻）
年が明けて1月5日、東京体育館にて春高バレーが開幕。
椿原戦（26 - 28巻）
迎えた神奈川県代表・椿原学園高校との初戦、烏野は慣れないコートの床と天井により空間認識を乱されつつも、対応した後は実力を発揮し危なげなく勝利をあげた。
稲荷崎戦（28 - 33巻）
大会2日目、宮侑を擁しインターハイ準優勝を誇る「最強の挑戦者」、兵庫県代表の稲荷崎高校と対戦。烏野は試合序盤から侑やその双子の治、高校トップ5のスパイカー・尾白アランなど全国トップクラスの選手らが繰り出す超高校級のプレーの数々に圧倒される。しかし、セッターとしてのみならずバレーボールプレーヤーとしての能力を解放させた影山を始め、完璧なレシーブを体得した日向、その他田中、西谷など各メンバーが成長を見せたことで、最終セットまでもつれ込んだ試合は烏野が制した。
音駒対早流川戦（30巻）
烏野が稲荷崎と激戦を繰り広げる頃、音駒は猫又の元教え子が率いる石川県代表の早流川工業高校との2回戦を戦う。音駒同様狡猾さと粘り強さを備えた早流川は音駒の「頭脳」である孤爪をフィジカル面から崩すことで音駒の攻略を目論んでいたが、それを上回る狡猾さと負けず嫌いさを持つ孤爪はその機転で作戦を逆手に取り、音駒が勝利。
音駒戦（33 - 37巻）
大会3日目、烏野はライバル・音駒との公式戦初対決に挑む。ついに全国大会での「ゴミ捨て場の決戦」が実現したのであった。鍛錬された守備に加え、自身らと同様に進化した音駒に今まで同様苦戦を強いられつつも、第2セットにて合宿・練習試合を通じて初めて音駒からセットを取ると、フルセットの末烏野が辛勝を果たした。
梟谷対狢坂戦（37 - 38巻）
烏野の勝利を見届けた木兎光太郎率いる梟谷学園は、全国三大エースの1人・桐生八を擁する狢坂高校と対戦。狢坂の策略に揺さぶられ本来の調子が出ず苦戦する梟谷セッター・赤葦京治であったが、木兎の激励もあって立ち直り勝利を果たした。
鴎台戦（38 - 42巻）
大会3日目の第2戦、ユース候補合宿参加者でもある「現・小さな巨人」星海光来を擁す、全国トップクラスのブロックを誇る鴎台高校と対戦。鴎台の隙のないブロックの前に第1セットを落とした烏野は、通常のローテーションから、ミドルブロッカーの日向と月島の位置を入れ替えた変則ローテで、鴎台のブロックに対して真っ向から日向をぶつける選択を取る。第2セットを迎え一進一退の攻防の末に烏野は第2セットを取り、試合は最終第3セットを迎える。
終章（42 - 45巻）
ビーチバレー修行（42 - 43巻）
烏野高校卒業後の2017年、各々がそれぞれの進路に進む中、日向はビーチバレーで修行するため単身ブラジルへ渡る。
Vリーグ（43 - 45巻）
2018年11月、Vリーグが開幕し、日本に戻りトライアウトに合格し、MSBYブラックジャッカルに加入した日向は、シュヴァイデンアドラーズに所属している影山と日本のバレーリーグにて中学以来の公式勝負を行うことになる。

## 登場人物
- 担当声優はVOMIC版 / アニメ版の順。特に明記の無い場合はアニメ版を指す[49][50][51][52][53]
- ハイパープロジェクション演劇「ハイキュー!!」の演者は#キャストを、劇団「ハイキュー!!」の演者は#キャストを参照。
- Vリーグ編は#V.LEAGUEを参照。

### 主要人物
日向 翔陽（ひなた しょうよう）

声 - KENN  / 村瀬歩
身長：162.8→164.2cm→172.2cm（プロチーム所属時） / 体重：51.9kg →70.1kg（プロチーム所属時）/ ジャンプ最高到達点：327→333cm / 誕生日：6月21日 / 好物：たまごかけごはん / 最近の悩み：ボールが片手で掴めない
烏野高校1年生のMB（ミドルブロッカー）。背番号は10→8（2年時）→5（3年時）。
MSBYブラックジャッカルOP（オポジット）背番号21
本作の主人公。小学5年生の時、偶然テレビで観た烏野高校のエース「小さな巨人」を目標にバレーボールを始める。
常人離れしたスピード、体のバネ、スタミナ、動体視力、闘争心を有する作中最小スパイカー。セッター・影山の精密なトスと自らの身体能力を生かしたコンビプレーであるマイナステンポの速攻・「変人速攻」を最大の武器とする。速攻以外にもフェイントや高いジャンプから繰り出すオープン攻撃など攻撃の多彩さも持ち合わせ、相手守備を見極めた上でのコースの打ち分けも行う他、守備ではレシーブの読みも的確になりつつある。
相棒である影山に対しては「影山ならトスを上げる」と無条件に信頼しており、自身が疲労困憊であろうと常に全力で飛ぶ。どんな時でもセッターに全力のトスを要求するその姿は、セッターにとってはある意味で最大の敵であるとも言われ、及川や宮侑といったトップクラスのセッターなどは「影山には同情する」「とんでもない相棒」としていると同時に「トスを上げたい相手」と評価している。自分と影山に対して妥協を許さないところから、谷地は「（影山よりも）王様に見える」と評した。
雪ヶ丘中学校時代、2年生までバレー部員は自身1人だったが、入部したての1年生3人と他部からの3年生助っ人2人を加えて6人揃え、公式戦に初出場する。影山のいる北川第一中学校に惨敗した1回戦が最初で最後の公式戦になった。試合後、影山にリベンジを誓うものの入学した烏野高校で再会する。
性格は素直かつ一生懸命で、努力を惜しまない。また、負けず嫌いが過ぎることもしばしばで同じく極度の負けず嫌いである影山を意識し常に何かを競い合っている。入部初日には影山とのいがみ合いから「教頭のカツラ飛ばし事件」を起こし、彼とともに体育館を出入禁止になる。月島いわく「猪突猛進」。
当初はプレッシャーに弱い様が描かれており、初の練習試合では睡眠不足と極度の緊張からバスの中で隣席の田中の股間へ吐いてしまったり、公式戦でも試合前に度々トイレに駆け込んでいる。しかし、経験を重ねるにつれそのような場面は見受けられなくなり、「緊張よりわくわくが勝るようになった」と称されるように現在では試合前に緊張する様はほとんど描かれない。試合終盤で見せる高い集中力と凄みは誰もが認めており、その飽くなき闘争心や向上心を感じさせる純粋な言動は時に周囲をぞっとさせるほどの威圧感を放つ。一方で、その純真さからくる言動は空気が読めない影山を主とした他人のフォローとなったり、チームの士気向上や鼓舞となることも多い。
コミュニケーション能力は極めて高く、空回りすることもしばしばだが、様々なタイプの相手とすぐさま打ち解けることができる。また、誰彼構わず自分が凄いと思ったことは素直に称讃するなど屈託がなく、黒尾（音駒主将）いわく「天然煽て上手」である。
高校入学時点では指導者どころか練習相手にも困る環境だったため、バレーに関して素人同然であり基本的な技術すら会得できておらず、様々な面において稚拙さが目立っており、入学後もしばらくは前述のような身体能力によって技術的・身体的不利を補っていた。
最大の武器である「変人速攻」はその典型例であり、入部条件として提示された3対3の試合にて、ろくにプレーできない日向に対して影山が提案した「日向の最大のジャンプに影山がトスを合わせる」という無茶なプレーが予想外に効果的に機能したことから端を発した。この「サイン無し・合図無し」という「とんでもないコンビプレー」を初めて見た繫心が2人を「変人」と呼んだことが名前の由来であり、青葉城西の選手達は「神技速攻」、烏養一繋は「マイナステンポ（の速攻）」と呼んでいる他、「とんでも速攻」「超速攻」などの名称もある。
日向は当初、「変人速攻」に際して最大のジャンプを実現するために、影山が送るトスを信じて目を瞑ってプレーしていた。この攻撃自体のトリッキーさは勿論のこと、相手ブロッカーを日向に集中させて味方スパイカーをフリーにする「最強の囮」として活路を見出され、烏野の攻撃のキーマンとして活躍するようになるも、その後インターハイ県予選で変人速攻をシャットアウトされて敗退し、現状の限界を思い知ることとなった。夏休前の合同合宿では「目を瞑るのをやめる」と主張するなど影山と衝突して行き詰ったが、一繋からスパイクの基本理論と基礎技術（助走）の指導を受けたことや、様々な相手とのコンビプレーを経験したことにより空中での技術や対応力が徐々に向上。影山の「打点で止まるトス」と相まって攻撃の主軸となり、コースの打ち分けやブロックアウト、真下に打ち込む速攻、シンクロオールに紛れる攻撃、マイナステンポの高速バックアタック（ウシロ・マイナス）など、多彩な攻撃を会得した。
春高予選後、全日本ユース代表合宿に選抜された影山へのライバル心から、呼ばれてもいない宮城県一年選抜合宿へ単独で乗り込んだ。だがそこで白鳥沢の監督である鷲匠に「影山なしでは価値がない」と宣告され、選手としての厳しい現実を思い知らされる。しかし自ら志願した球拾いによってコートに溢れる情報の重要性に漸く気づくことになり、「本能的勘」を、思考の伴った「直感」へと昇華させようとしている。それをきっかけにレシーブが少しずつ上達、春高稲荷崎戦では完璧なレシーブを決めてチームの勝利に貢献した。また以前まで勢いに任せていたジャンプも、影山の助言により母指球に体重を乗せしっかり踏み切る「『ドン』のジャンプ」を体得、より高いジャンプを実現させブロックの上から打ち下ろすオープン攻撃を会得した。しかしながら身体の軽さとパワー不足は依然として日向の最大の課題であり、全国大会では多彩な攻撃もレシーブで拾われてしまうシーンが増えている。全国大会・準々決勝では、第3セット途中で39.1度の熱を出し、退場することになった。
高校卒業後は、自身の技術向上や自らが行えるプレーの幅を増やすのを目的にビーチバレーでの修行を希望し、白鳥沢高校監督・鷲匠からの紹介で、高校卒業後に1年間の準備期間を経てブラジルへ渡り、2年間の期間という条件でビーチバレーでの修行を行う。高校の卒業時には影山のサーブをしっかりとレシーブ出来るまでになった。ブラジルへ渡った当初はホームシックになっていたが偶然及川と再会し、食事をしながら互いの近況報告をしたのちに、ペアでビーチバレーを行い本来のテンションを取り戻す。その後はブラジルでビーチバレーの試合や大会などで活躍し「Japanese ninja」「ninja shoyo」（ニンジャ・ショーヨー）の異名で呼ばれる様になった。武者修行を終えて日本に帰国後、「トライアウトを実地しているチームで一番強い」V.Leagueの中でも強豪のMSBYブラックジャッカルに加入。オールラウンダー寄りのOP（オポジット）として試合に出場している。ビーチバレーでの経験により、影山が認めるほどのバランス力、様々な状況で自身を囮にする技術、更にはジャンプサーブやトスやトスのフォームからの左でのスパイクまでも打てるほどになっており、高校の時より早い変人速攻を侑とやってのけた。2021年のオリンピックの際には、及川との再会を喜んでいる。
2020年にブラジルのアーザス・サン・パウロに移籍。2022年のバレーボール男子世界クラブ選手権大会決勝にまで駒を進め、影山と再戦している。
勉強はかなり苦手で、谷地に勉強を教わるまで60点満点の小テストで2桁の点数を採ったことがほとんど無かった。谷地に勉強を教わるも、期末テストの英語で1行ズレで解答して赤点を採ってしまい、補習を受けることになり、夏休前の合同合宿に影山と二人で遅刻参加した。

影山 飛雄（かげやま とびお)
声 - 前野智昭 / 石川界人
身長：180.6→181.9cm→188cm（プロチーム所属時） / 体重：66.3kg / ジャンプ最高到達点：335→337cm / 誕生日：12月22日 / 好物：ポークカレー温卵のせ / 最近の悩み：動物に嫌われているような気がする
烏野高校1年生のS（セッター）。背番号は9→7（2年時）→2（3年時）。
シュヴァイデンアドラーズS（セッター）。背番号は20
本作のもう一人の主人公にして日向の相棒。名将・烏養監督の復帰を耳にして烏野高校へ進学、日向と再会する。中総体で戦って以来、彼の身体能力に一目置いていた。
圧倒的なボールコントロール力と観察眼で誰もが舌を巻くほどの精密かつ正確なトスを繰り出す天才セッターで、烏野高校男子バレー部の正セッター。トス回しに関してズバ抜けたセンスを持ち周囲からは「天才」と評される一方で、自らを天才とは微塵も思っておらず、高い志でひたすらバレーボール道に突き進む。繋心にも「才能に胡座をかかず、容赦なくストイック」と評価されている。ゲームメイク能力に大変優れており、冷静な観察眼と判断力で相手ブロックを翻弄しつつ、決定的なシーンでツーアタックを決めるなど強心臓かつ筋金入りの負けず嫌い。梟谷学園高校のセッター・赤葦京治はその観察眼について「視野が広いだけでなく、（自らのプレーが）相手からどう見えているかも把握している」と評している。
烏野では、日向との「変人速攻」を始めとするマイナステンポの攻撃を軸にセンター線の速攻を多用する強気のトス回しを行う。そのフォームは、天童曰く「一糸乱れぬセットアップ」であり、どこにトスを上げるのか直前まで全く読めない。正確なトスと視野の広さが日向の運動能力と合わさることで、いつでもどこからでも攻撃が可能という厄介な攻撃手段となっている。
作中屈指のビッグサーバーであり、「殺人サーブ」とも称される強烈なジャンプサーブを武器としている。その他、セッターとしての能力以外にもスパイクやレシーブ、ブロックなど攻守に渡って非常に優秀なオールラウンダーである。だが最も多くボールに触れ、チームの司令塔となるセッターというポジションに対して強い誇りを持っており、「セッター魂」のロゴTシャツを好んで着用している。
強者を前にした時や逆境に直面した時、好調時には「嵐の前の静けさ」とも表現されるような穏やかな表情をたたえ、その見かけの穏やかさとは裏腹に全てにおいて「キレキレな」パフォーマンスを見せる。日向はこれを「穏や影山」（おだやかげやま）と呼んでおり、「穏やかな顔というだけで凶暴性は変わりないので注意が必要」としている。
性格は少々辛辣で、思ったことを空気を読まずにそのまま言うことが多々あるため誤解されやすい。特に皮肉屋の月島とは犬猿の仲であり、試合中であれ、いがみ合うことが多い。山口と会話する描写はあまりないが、サーブをミスしたときにも責めたりはせず、OVAで勉強を教えてもらったりするなど、彼の言うことには素直に従っている様である。また一年生の中で唯一彼には怒鳴っていない。ジャンプフローターサーブを成功させた時には彼を褒める先輩たちの後ろから声をかけたそうにしていたが、対音駒戦ではライバル心を燃やしている。
中学時代は強豪校の北川第一中でセッターを務めていたが、勝利へのあまりに強い拘りと向上心が仲間との溝を深めて孤立。その結果、チームメイトからは「コート上の王様」と皮肉めいたあだ名を付けられてしまう。中総体県予選決勝戦でも、ブロックを躱そうと焦るあまりスパイカーの意思を無視した速いトスを繰り返した結果、「トスしたところに誰もいない」というチームメイトからの拒絶を受けてしまう。この時のトラウマは後々まで影山のプレースタイルに影響を与える。
烏野入学当初も独善的な性格を覗かせていたが、澤村の荒療治（体育館出禁）の末、日向とのコンビプレーを確立。インターハイで菅原のプレーを目の当たりにし、チームメイトとコミュニケーションを取り協調する大切さを少しずつ学んでいく。
最初の「変人速攻」では、目を瞑ってスイングする日向の打点へピンポイントに合わせる精密なトスを繰り出していた。このことに注目した青葉城西・及川からは「神技」と称され「神技速攻」と呼ばれるに至った。インターハイ予選敗退後の合同合宿において、現状を打破するために目を開けて戦いたいと主張する日向に対して「新しいことをするより今の技を高めることが優先」と激しく衝突する。だが、及川の忠告からスパイカーに合わせる最大限の努力をすることを決意、繋心考案の「打点で止まるトス」を特訓して完成させた。これによって日向の空中での選択肢が増え、変人速攻は大きく進化を遂げていく。
春高予選の攻守に渡る活躍から全日本ユース代表候補として、ユース合宿メンバーに選抜。合宿で出会った稲荷崎・宮侑に自身のセットアップを「おりこうさん」なプレーと指摘され、中学時代のトラウマと「仲間との協調」の狭間で思い悩むこととなる。その後、チームメイトとの衝突を経て今までのプレーが他人と衝突することへの怖れからスパイカーの要求に応え、その癖に合わせるだけのものになっていたことを理解した。同時に繫心から「（コミュニケーションを取るということは、）“ケンカ”しないということではない」と提言を受ける。これをきっかけにトラウマが完全に払拭。司令塔にとってはスパイカーの状態と試合の状況を判断することが最も大切と学んだ。本誌ではこのエピソードは「返還」というタイトルで描かれ、孤独の王様を脱する為に一度は王冠をかなぐり捨てた影山が、新たな「コート上の王様」として再び戴冠するというシーンが描かれた。
また、セッターが支配できるのはスパイカーにボールを供給する時点までであるとの気付きから、今まで以上に冷静かつ的確に「スパイカーにより多くの選択肢を与える」セットアップを披露。かつてのライバル及川や高校No. 1セッターと言われる宮侑の目の前で、「静かなる王の誕生」として、影山の新たな覚醒が描かれている。田中曰くそのセットアップは「励ましではなく脅迫」（しんらい）であるという。
高校卒業後はプロになり、日本代表にも選ばれ、リオデジャネイロオリンピックにも出場している。白鳥沢出身の牛島と同じくV.LeagueのDivision1のシュヴァイデンアドラーズに入っており、ブラジルから送られて来た、日向と及川のツーショット写真を見ると牛島と2人揃って困惑していた。セッターとしては以前とは違い、贅沢で余裕があるとも言われる様なプレーをしており、同じセッターである侑は、影山が春高での脅迫じみたセッティングに、日向ら烏野のスパイカー達がそれに応えた事によって、その結果「自分の好きな様にやっても大丈夫であると」気づいたからであると日向に言った。試合終了後、金田一と国見に「また一緒にバレーをやろう」と約束した。
2019年にイタリアのアリ・ローマに移籍。2022年のバレーボール男子世界クラブ選手権大会決勝にまで駒を進めている。
上記のようなコート全体を把握した判断力やバレーの知識の高さに反して勉強は苦手。高校受験に際しては、県内トップのバレー強豪校かつ進学校である白鳥沢学園高校を一般受験するもあえなく不合格となった。高校進学後は、谷地に勉強を教わるも期末テストの現文で赤点を採ってしまい、補習を受けることになり、夏休前の合同合宿に日向と二人で遅刻参加した。

### 烏野高校

#### 男子バレー部員
澤村 大地（さわむら だいち）
声 - 柳田淳一 / 日野聡
身長：176.8→176.7cm / 体重：70.1kg / ジャンプ最高到達点：310cm / 誕生日：12月31日 / 好物：しょうゆラーメン / 最近の悩み：教頭のカツラが飛ぶ夢を頻繁に見る
烏野高校男子バレー部主将を務める3年生のWS（ウイングスパイカー）。背番号は11（1年時）→1。
派手なプレーこそないが経験に裏打ちされた高いレシーブ力とパワーこそないもののスパイク、サーブでは器用なプレーを見せ、その攻守の器用さからユーティリティプレーヤーとしてオポジット位置を務める。及川（青城主将）や大平（白鳥沢）などの強豪校の選手達からの評価は高く、「（澤村がいなければ）烏野の守備はもっと穴だらけなのに」と評されるほど。ただ高さがないことは気にしているらしく、身長が1mm縮んでいることに凹んでいた。春校本戦からはバックアタックもするようになり、北(稲荷崎主将)からは、「澤村は守備要員ではなく守備の上手いスパイカー」と評されている。
チームの土台としてリーダーシップに優れており、中学時代から「勝とうとしなきゃ勝てない」と主将としての責任を果たそうとしていた。先走りがちな影山・日向コンビのフォロー（西谷いわく「尻拭い」）や暴走しがちな田中・西谷コンビへの牽制、ネガティブな東峰への叱咤など仲間のメンタルを支えるチームの大黒柱を担っており指導者としては経験が浅い繋心や武田からは感心されている。
実直で基本的には温和な性格だが怒る際の怖さは後輩だけでなく同級生の菅原、東峰にも恐れられている。部や部員のことを第一に考えているため信頼は厚く上記の大黒柱としての一面から大人びて見られるが、クラスメートと購買部のパンを争った弾みで非常ベルを鳴らしてしまい先生に怒られるなど年相応のやんちゃさも持つ。大黒柱として相手の強烈なプレーやチームメート同士の諍いでも表面上は焦らない胆力はあるもののもしもの時は周囲にフォローを求めたり、その不安から悪い夢を見たりしている。黒尾（音駒主将）とは互いにを「喰えない奴」としている。及川からは「主将君」と呼ばれている。また、女心に疎い描写がある。
目標は全国大会優勝。日向と同じく春高バレーに出場した烏野高校バレー部員に憧れて同校に入学した。物語以前の入部当初は指導者不在や目標が揃わないチームなど「堕ちた強豪」の面を目の当たりにし憧れと現実のギャップに悩んでいたが、同じく新入部員だった菅原や東峰と共に自主練や練習のやり方を考え始め現状からの脱却を目指す。短期だが復帰した一繋の指導や田中たち世代の入部で実力を上げていき今に至る。そんな根底があるからこそ揺るがない強さがあると一繋からも評される。インターハイ県予選以降も部活を続けることに担任が学業の低下を懸念し、自身も「強い1・2年生に早めに託すべきではないか」と迷っていたが、菅原（3年副主将）に本心を見抜かれ、春高を目指すことを決意した。烏野高校を卒業後は警察官になっており、宮城県警の生活安全部に在籍している。
学業成績は優秀（進学クラス）。

菅原 孝支（すがわら こうし）
声 - 宮永恵太 / 入野自由
身長：174.3→174.6cm / 体重：63.5kg / ジャンプ最高到達点：299cm / 誕生日：6月13日 / 好物：激辛麻婆豆腐 / 最近の悩み：後輩に自分よりデカい奴が多い
烏野高校男子バレー部副主将を務める3年生のS。背番号は12（1年時）→2。
選手の性格や特徴を掴むのが上手い篤実なセッター。影山の入学以降、正セッターから控えに回ることとなったが、出場の機会は諦めてはいない。
影山のような圧倒的なトス回しはできないが、スパイカーに合わせたトスを丁寧に上げる。チームメイトからの信頼を集める先輩として影山の成長に大きな影響を与えた。突飛な攻撃は仕掛けないが、自らの欠点であるブロックの低さを逆手に取って月島と位置交換（スイッチ）をしたり、「練習と経験」に裏打ちされた頭脳的かつ冷静なプレーを見せる。春高予選決勝戦では、疲れの見えた影山と一時的に交替し、西谷のトスからのシンクロ攻撃を天童に仕掛けて、苦手だった攻撃面の殻を破ることにも成功した。
愛称は「スガ」で、温和で優しい性格。いつも笑顔で人当たりは良いが、辛辣な言葉を言い放つ時も笑顔であるため余計に怖い一面がある。及川は当初彼を「爽やか君」と呼んでいたが、プレーを目の当たりにした後に撤回している。試合になると興奮しやすくなるようで度々アップゾーンで奇声をあげており、春高予選決勝では主審に注意された他、春高本戦では観客から「大人しそうなのに」と言われている。
県民大会の伊達工戦では、東峰にトスを集めすぎて、彼一人にブロッカーと戦わせてしまいトラウマになっていた。「天才セッター」影山の入部で、自身のトスでスパイカーがブロックに捕まる恐怖から逃れられると安堵していたが、その気持ちを戒め、何時試合に出てもいい準備をしている。繋心が影山を正セッターにすることを躊躇していた際にも、「ひとつでも多く勝ちたいです…迷わず影山を選ぶべき」と進言した。主にピンチサーバー、ワンポイントツーセッターとして出場。春高予選の準決勝戦では、サーブの技術の高さを見せた。
インターハイ県予選後、部活引退を考えていた澤村の本心を引き出し、3年生全員が春高を目指すことへ導いた。烏野高校卒業後は小学校教師になっている。
学業成績は優秀（進学クラス）で、インターハイ県予選後、担任から「（部活を）引退して勉強に専念するよう」言われたが、「メリットがあるからバレーやってるんじゃないです」と信念を固持した。

東峰 旭（あずまね あさひ）
声 - 細谷佳正
身長：184.7→186.4cm / 体重：75.2kg / ジャンプ最高到達点：330→333cm / 誕生日：1月1日 / 好物：とんこつラーメン / 最近の悩み：学生ですって言っても信じてもらえなかったり、1年生に怖がられたり、『見た目そんななのになんか弱い』って同級女子に勝手にガッカリされたり、あと進路どうしようとか、キャプテンが怖いとか（以下省略）
烏野高校3年生のWS。背番号は10（1年時）→3。
エーススパイカー。3枚ブロックを打ち破るパワーに加え、多少乱れたトスでもスパイクを打ちきる技術を持ち合わせる。インターハイ県予選後、ジャンプサーブを習得した他、春高本選からはスパイクの際に空中でわずかに「溜め」を作ることでブロックが最高到達点から落ちるところを打ち破るという技に取り組んでいる。中学時代には「西光台の東峰」と言われておりそこそこ有名だった。
性格は温厚で小心者。傷つきやすく、人一倍責任を感じるガラスのハートの持ち主。外見からワイルドを目指そうと長髪にして顎髭を生やした結果、他校の生徒から「不良」「5年留年の成人」などとあらぬ噂を立てられ、「烏野のアズマネ」の悪名で恐れられている。元々オールバックで後頭部でぴっちり結びにする髪型だったが、インターハイ県予選後にヘアバンドを使ったヘアスタイルに変えている。春高直前からは髪を頭頂部で一結びにする髪型にしており（ヘアバンドは着用する時としない時がある）、対戦相手や観客からは「サムライ」と呼ばれている。
県民大会の伊達工戦で、スパイクを何度もシャットアウトされて挫折し、休部していた。しかし、新たに入部した日向・影山の熱意や菅原・西谷からの信頼に背中を押され、1カ月のブランクを経て復帰した。その後、練習と試合を重ねて「自分は独りで戦っているわけではない」ことに気付いた。インターハイ県予選会場で青根に「ロックオン」されるも目を逸らさなかったが、それは極度に緊張していたからであった。それでも、伊達工戦ではブロックを打ち破るスパイクを決めてリベンジを果たした。
夏休みの合同合宿で、日向のハートの強さを目の当たりにし、月島から「日向はエースという肩書に拘っています…また噛みつかれますよ」と言われたが、「それでも負けるつもりはないよ」とプレーでエースの自覚を見せつけた。烏野高校卒業後は東京でアパレルデザイナーをしている。2021年には、西谷とともに世界旅行している。

西谷 夕（にしのや ゆう）
声 - 岡本信彦
身長：159.3→160.5cm / 体重：51.1kg / ジャンプ最高到達点：300→302cm / 誕生日：10月10日 / 好物：ガリガリ君（ソーダ味） / 最近の悩み：無し!!
烏野高校2年生のL（リベロ）。背番号は4。
愛称は「ノヤッさん」。
レシーブの技術に優れ、後方からチームを鼓舞する「烏野の守護神」。抜群の反射神経と勘の良さを併せ持つ「天才リベロ」である。リベロに対する情熱は人一倍強い。インターハイ県予選後、アタックライン手前からのジャンプトスを試みたがオーバーハンドが苦手と分かり、菅原に指導を受けている。日向達が入部した頃は、休部した東峰と廊下で口論して教頭を巻き込み、停学1週間と部活禁止1ヵ月の処分を受けていた。
出身中学は千鳥山中で、当時は県のベストリベロ賞を受賞するほどのプレーヤーであったが、女子制服がかわいい・男子制服は黒の学ラン・家から近いなどの理由で、強豪校へは見向きもせず烏野高校へ進学した。
ゲリラ豪雨と例えられるほど騒がしく、煽てられると調子に乗り、時々、日向の憧れの技、「ローリングサンダー（&アゲイン）」（普通の回転レシーブ）を披露する。「四字熟語」のロゴTシャツを愛用しておりレパートリーも豊富である。
幼少期には現在からは想像もつかないほどの「ビビリ」であったが、祖父の「わからず終いはもったいない」という言葉からビビリの性格を克服していった。
春高予選決勝の前日に「白鳥沢にウシワカ（牛島若利）有りなら、烏野に俺有りっスから」とチームを鼓舞し、試合中に「唯一、奴（牛島）と対等なのは俺なんです」と覚悟を見せ、トータルディフェンス後方の砦の役割を果たした。第5セット、烏野のマッチポイントにつながるスーパーレシーブを連続で見せ、「太ももがはち切れようとも、空中戦は頼みます」とスパイカー達を鼓舞した。
レシーブの名手であるが、長い間リベロに徹していたことから唯一オーバーハンドでのボールタッチを苦手としており、オーバーハンドで行うのが通例であるジャンプフローターサーブのサーブレシーブが苦手。それを見破られた春高本戦の稲荷崎戦では宮侑のサーブの標的にされるという屈辱を味わったが、持ち前の根性で克服した。
田中とは煩い2年コンビとして扱われ、共にマネージャーの潔子（3年）を崇拝している。潔子から唯一平手打ちを食らったことで、田中と山本猛虎（音駒）から師匠扱いされている。
田中と同様に勉強は苦手。縁下（2年）に勉強を教わり、期末テストの赤点をギリギリで回避した。
卒業後はバレーの道を辞め、自分の好奇心を満たすために世界中を見聞する旅をしており、イタリアでの漁師姿（カジキ釣り）の写真を東峰に送っていた。2021年には東峰と世界旅行に行っている。

田中 龍之介（たなか りゅうのすけ）
声 - 本橋大輔 / 林勇、西川舞（小3）
身長：177.2→178.2cm / 体重：68.8kg / ジャンプ最高到達点：322→324cm / 誕生日：3月3日 / 好物：メロンパン / 最近の悩み：校内で迷ったらしき1年女子に教室を教えてあげようと声をかけたら泣かれた
烏野高校2年生のWS。背番号は5。
姉の冴子は同校卒業生。
「次期エース」として期待されるパワースパイカーだが、表情や口調とは裏腹に視野の広いプレーをし、ブロックアウトやコースの打ち分けも上手い。常に部内のムードメーカーでチームメイトに適切なフォローをする他、自身が追い込まれた時でもハイテンションを保ち、チームの危機を救うスパイクを幾度となく決める不屈のメンタルの持ち主。「できるまでやればできる」の精神の下、東京合宿で目の当たりにして以降体得を目指していた梟谷のエース・木兎光太郎の超インナークロススパイクを春高本戦にて完成させた。
春高本戦の実況やニュース番組では「裏エース」「切り込み隊長」と評されるなど評価が高い模様。
坊主刈りで口調は荒く、一見して不良のようだが、義理人情に厚く、上下関係を遵守している。日向と影山を入部当初から気にかけ、春高予選前は月島を気にかけている。また、赤点補習となった日向と影山のために、2人を合同合宿先（音駒高校:東京）まで送り届けてくれるよう姉（冴子）に頼んだ。一方、女子に人気のある男子や味方に突っ掛かる対戦校選手、潔子に近寄ろうとする男子に対しては敵意を隠さない。意図する、しないに関わらず対戦相手への威嚇をよく行い、澤村や菅原に窘められる。
高校入学当初までは金髪でありガラも悪かったが、3人の3年生（当時2年生）を「何か強えやつ」と認めた後に気合の入れ直しとして丸刈りにして現在に至る。
西谷とは煩い2年コンビとして扱われ、共にマネージャーの潔子を崇めている。入部初日に潔子を目にした瞬間に一目惚れ、第一声が「結婚してください」と初対面でプロポーズし（結果は拒否）、以降話しかけてガン無視されても喜んでいる。烏野高校卒業後はスポーツインストラクターになっており、潔子と結婚している。
西谷と同様に勉強は苦手。縁下に勉強を教わり、期末テストの赤点をギリギリで回避した。

縁下 力（えんのした ちから）
声 - 増田俊樹
身長：175.4→176.1cm / 体重：66.4kg / ジャンプ最高到達点：305cm / 誕生日：12月26日 / 好物：ホヤ酢 / 最近の悩み：気合い入ってる時でも眠そうって言われる
烏野高校2年生のWS。背番号は6。
次期主将候補。名将・烏養一繋監督が一時的に復帰した時、練習の厳しさに耐えられずバレー部から遠ざかってしまった過去がある。その事を現在でも悔み部活に対する姿勢の原動力となっているが、「次期主将」と言われることに対する引け目にも繋がっている。
及川いわく「そつのないプレーをする選手」。観察眼に優れ、チームメイトに的確なアドバイスを送る。そのため信頼は厚い。春高予選準々決勝の和久谷南戦では、負傷の澤村と交代してゲームキャプテンを務めた。
大人しい性格で、スタメンで出場しても対戦相手の監督から1人だけ忘れられるほど影が薄い。しかし、騒ぐ田中・西谷には毒舌を吐いて窘め、インターハイ県予選の青城戦では、調子を崩した影山が余儀なく交代させられた際、周りを観察して彼にアドバイスをするなど、しっかり者である。頭も良く、同学年の問題児コンビ（田中・西谷）を抑え、1年生の曲者2人（影山・月島）に牽制できる貴重な人材と見なされている。冴子いわく「どう見ても、2年の首領（ドン）」。烏野高校卒業後は理学療法士になっている。影山と日向の試合には仕事で来れなかった。2021年の時には白鳥沢高校バレー部も通院している整形外科クリニックで働いている。

木下 久志（きのした ひさし）
声 - 相楽信頼
身長：174.7→175.8cm / 体重：65.5kg / 誕生日：2月15日 / 好物：紅しょうが
烏野高校2年生のWS。背番号は7。
名将・烏養一繋監督が一時的に復帰した時、練習の厳しさに耐えられずバレー部から遠ざかってしまった過去がある（縁下・成田とともに戻った）。
縁下を次期主将で最有力候補であるとする理由を「田中も（主将に）向いていると思うけど、レギュラー1年のラインナップ（単細胞バカ×2＋ひねくれ×1）を見ると、（常に）冷静な奴がいい」と分析した。
物語開始から春高予選までの間、唯一試合出場のシーンが描かれなかった。春高予選以降はジャンプフローターサーブの習得を目指しており、山口曰く「高確率で同じところに打っている」とのこと。これ以降ピンチサーバーとして試合出場の機会を得ている他、オーバーハンドトスを苦手とする西谷の練習相手を務めるようになった。
春高本戦の稲荷崎高校戦では、第2セット終盤にピンチサーバーとして出場するも自身のジャンプフローターサーブをいとも簡単に処理された上に強烈なスパイクに反応できず、「俺は何もやってない」と理想と現実のギャップに打ちひしがれた。しかし、西谷が宮侑のジャンプフローターサーブを完璧にレシーブした際には練習相手としてアドバイスを送っていたことから一番にガッツポーズを向けられた。烏野高校卒業後は鉄道会社に就職している。
ドラマCD版では、寝ている田中の顔に油性ペンで落書き（本人が命名「龍えもん」）するなど、ユーモア溢れる一面もある。

成田 一仁（なりた かずひと）
声 - 西山宏太朗
身長：180.2→180.9cm / 体重：70.2kg / ジャンプ最高到達点：322cm / 誕生日：8月17日 / 好物：すし（タマゴ）
烏野高校2年生のMB。背番号は8。
名将・烏養一繋監督が一時的に復帰した時、練習の厳しさに耐えられずバレー部から遠ざかってしまった過去がある（縁下・木下とともに戻った）。
トスが乱れても、セッターと呼吸が合わなくても、対処できる器用なミドルブロッカー。現状日向や月島の控えであるが、菅原とのコンビプレーの相性は抜群に良い。春高予選決勝戦の第5セット、月島が治療中に交代出場する。粘りのプレーで窮地をしのぎ、繋心から「この場面で普段通りを発揮するなんて、大したモンだぜ」と労われた。烏野高校卒業後は不動産会社に就職している。

月島 蛍（つきしま けい）
声 - 内山昂輝、村中知（小学生時代）
身長：188.3→190.1cm / 体重：68.4kg / ジャンプ最高到達点：332→334cm / 誕生日：9月27日 / 好物：ショートケーキ / 最近の悩み：高校に入ってまた下の名前の読み方を色んな人に聞かれること
烏野高校1年生のMB。背番号は11→不明→3（3年時）。唯一のメガネ部員。
烏野高校男子バレー部で1番の長身プレーヤー。誰よりも冷静で状況の把握と分析に秀でる智略型ブロッカー。春高予選の決勝戦以降、巧みな駆け引きとリードブロックで、トータルディフェンスの司令塔かつ前線の盾として活躍する。白鳥沢高校・天童の「ブロックは読みと嗅覚」との言葉に対し「ブロックとはシステム」と自信を持って返した他、「止めてナンボのブロックなんて古い」と豪語するなど自らのプレーを個人技ではなくチーム全体の戦いの一部であるとする姿勢を貫いている。稲荷崎高校・角名には「こんなに自己主張の薄いMBは初めて」、武田監督には「烏野の理性」、菅原からは「職人」などと評されている。チーム内外で同ポジションの日向と比較され、表面上、身長・頭脳・技術で劣る日向には相手にしていない態度を取っているが、兄が敵わなかった「小さな巨人」の面影があり、抜群の身体能力を持つ彼を内心では畏怖している。
宮城県1年選抜強化合宿メンバー。春高予選後の宮城一年選抜合宿では、「ブロックが見えている」という日向の能力を認め練習相手にしている。
性格はかなりの皮肉屋で、日向と影山の入部を賭けた3対3では、2人のトラウマを抉るような発言を繰り返す毒舌家でもある。しかし、澤村は「いい性格の悪さをしている」と評している。チームメイトになってからも、熱血タイプの日向・影山に皮肉めいた言動を取っていがみ合うことも多く、そのたびに先輩達に窘められている。一方で「真っ向コミュニケーション」を苦手とし、心の内に素直に真っすぐ踏み込まれるとペースを乱され、いつもの皮肉が出なくなる。
普段は幼馴染みの山口（1年）と行動を共にすることが多く「ツッキー」と呼ばれている。口癖は「うるさい、山口」。谷地曰く「特別元気に見えないのが基本」。
「小さな巨人」の先輩だった兄（明光）の境遇から、「たかが部活」と部活動およびバレーボールに対して冷めたシニカルな姿勢をとっていた。繋心曰く「合格点を取っても、100点を目指さない」プレースタイルで、インターハイ県予選から春高一次予選を経てもそれは変わらなかったが、夏休みの合同合宿にて、後ろ向きな姿勢を山口からかっこ悪いと一喝されてしまう。しかし木兎や黒尾らの自主練習に付き合ううちに、「下手だから楽しくないのだ」という木兎の言葉に自らの未熟さを思い知った。これが月島自身の成長のきっかけになった模様。木兎や黒尾を始めこの自主練習に参加していた選手からも「ツッキー」と呼ばれている。
春高予選決勝戦、一方的な展開になった序盤はチームの中でただ一人諦め気味だったが、日向、影山や西谷の決して勝負を諦めることのない姿勢を目の当たりにして、ブロッカーとしての自らの役割を自覚して覚醒していく。決勝戦の第2セットでは、セッターの白布（白鳥沢）にプレッシャーを与え続けることで、僅かなトスの乱れを誘発し牛島を見事にシャットアウトした。第5セットで右手を負傷し治療のために一時交代するも、勝利後に「誰が何と言おうと、今日はお前がMVPだ」と繋心に称されるほど、これまでにない粘り強いプレーをしてみせた。しかし月島本人は、最後に牛島をシャットアウトする誘導作戦が通じなかったことや、たった一本しか牛島を止められなかったことで、その不甲斐なさを悔やんでいる。
春高本戦の稲荷崎高校戦では、宮兄弟の「双子速攻」をシャットアウトした他、角名倫太郎のターン打ちに対しクロス側のみを冷静かつ徹底的に塞ぎ続けることで、味方レシーバーに攻略の糸口を提供した。
学業成績は優秀（進学クラス）。テスト前は日向と影山に勉強を教えている。教える際に秒針のようなリズムで舌打ちするらしく、日向は「俺達がバカ過ぎるからイラついている」と推測している。高校卒業後は大学へ進学し、大学卒業後は仙台市博物館に就職予定であり、またV.League Division2の仙台フロッグスに所属している。

山口 忠（やまぐち ただし）
声 - 斉藤壮馬、中嶋ヒロ（小学生時代）
身長：179.5→180.0cm / 体重：63.0kg / ジャンプ最高到達点：315cm / 誕生日：11月10日 / 好物：ふにゃふにゃになったフライドポテト / 最近の悩み：カワイイ女の子が話しかけてきたと思ったらツッキーのことばっか聞かれる
烏野高校1年生のMB。背番号は12→9（2年時）→1（３年時）。
MBだが、試合ではピンチサーバーで起用される。ジャンプフローターサーブの使い手。
月島とは幼馴染みで、彼を「ツッキー」と呼び、普段から一緒に行動している（同クラス）。入学当初は、月島に追従する形で日向と影山に挑発的な態度をとることもあったが本人はいわゆる「いい子」であり、影山に勉強を教える描写もある。月島の最大の理解者で、夏休みの合同合宿で叱咤激励し彼が変わるきっかけを作った。
自分以外の1年生が試合に出場し活躍している姿を見て発奮し、嶋田（烏野OB）を訪ねてジャンプフローターサーブを習う。インターハイ県予選の青葉城西戦でピンチサーバーとして初めて公式試合のコートに立つも、極度の緊張で失敗。しかしその悔しさを忘れず練習に励んだ。春高予選準々決勝の和久谷南戦では（2本目に）失敗を恐れ守りのサーブをしてしまい自己嫌悪に陥る。試合後、繋心に「もう一度チャンス」を請い、準決勝の青城戦はサービスエース3本を含む連続5得点に絡む活躍をした。この活躍に周囲は驚喜したが、月島は「この5ヵ月、（山口は）誰よりもサーブ練習をしてきた」と活躍が当然のように言い切った。春高前のサーブ強化週間にはより速いサーブの習得を目指し、春高初戦の椿原学園戦でも幾度となくサービスエースを決め、繫心をして「こいつ短期間でどんだけ成長するんだ」と言わしめた。高校３年の時は主将を務めた。日向がブラジルから戻ってきたときには、迎えに行っている。
高校卒業は月島と同じく大学へ進学し、大学卒業後は家電メーカーに就職予定である。

八乙女 泉輔（やおとめ せんすけ）
庄子 暖（しょうじ だん）
時田 空（ときた すかい）
日向達の後輩。八乙女はリベロ（日向3年時背番号4）。高校卒業後、3人ともブラックジャッカル対ドラーズの試合を観戦しに来た。

#### 男子バレー部関係者
清水 潔子（しみず きよこ）
声 - 内田真礼 / 名塚佳織
身長：166.2cm / 体重：51.4kg / 誕生日：1月6日 / 好物：天むす / 最近の悩み：おやつはじゃがりこにするかジャガビーにするか
烏野高校男子バレー部マネージャーを務める3年生。
黒髪のロングヘアに眼鏡、季節を問わず一年中穿いている黒タイツが特徴。他校の選手や周囲の人々も目を奪われるほどの美人で、田中や西谷のみならず音駒の山本など虜となっている者は多く、そのような連中に対しては声をかけられてもガン無視を徹底している。
寡黙だが仕事は要領よくこなす有能なマネージャー。バレー部を思う気持ちは熱く胸に秘められており、インターハイ県予選後に1年生の教室を回りマネージャーの再募集に奔走した。表情の変化に乏しくやや口下手な面があるが、谷地の入部後は笑顔を見せるようになった。日向・影山・月島がそれぞれの合宿から戻った日、日向と影山の喧嘩を見て「平和」に感じていた（いつもの烏野バレー部に戻ったことが嬉しい様子）。
中学生時代は陸上部に所属しておりハードル走の選手であったが、決して優秀な選手ではなくよく転んでいたという。高校進学後は陸上部に入らず澤村に勧誘されるままにバレー部にマネージャーとして入部するも、それは自分が選手として「最前線」で戦うことを恐れての判断であった。入部後もバレー部の戦いを「どこか他人事」として見ていたが、次第にマネージャーとしての「最前線」での戦いに目覚め、新マネージャーの勧誘など次の世代に繋ぐために精力的に活動している。高校卒業後はスポーツショップ店員になっており、また田中と結婚し名前も田中潔子となっている。髪型は短くなっている。

谷地 仁花（やち ひとか）
声 - 諸星すみれ
身長：149.7cm / 体重：42.5kg / 誕生日：9月4日 / 好物：ふ菓子 / 最近の悩み：死ぬ、もしくは死にそうになる場面に出くわしたらどうしよう
烏野高校男子バレー部マネージャーを務める1年生。
インターハイ予選後、学期途中に入部した新米マネージャー。夏の合同合宿（東京・埼玉）のため、日向のスパイク写真を素材にした「寄付金募集ポスター」を作成して遠征費の確保に貢献した。「春高出場決定ポスター」も作成している。
性格は素直だが、極度のビビリで心配性。重度の妄想癖があり、潔子の側に長時間いたために「ファンに暗殺される」、日向に声を掛けられたときには名前が分からず（まだ自己紹介を受けていなかったので当然だが）、他人の名前を覚えられないことを悲観し「ゆくゆくは臓器売買しなければ」などと妄想する描写がある。夏休みの合同合宿（埼玉）最終日のバーベキューの時には、背の高い選手が群がっているのを見て「巨人の密林」と想像するなど奇怪な思考を持つ。
仮入部期間中、母親の厳しい言葉に迷い日向に相談し、自身を受け入れてくれる部員や潔子の真っすぐな言葉にも押され、街中の大通で母親に向かって「私マネージャーやるから」と大声で宣言した。田中の姉の冴子の胸を見て愕然とするなど、胸の大きさにコンプレックスを抱いてる節がある。春高予選の決勝戦の勝利直後に気絶した。
学業成績は優秀（進学クラス）で、日向と影山に勉強を教えて2人の赤点を1教科のみに抑えた。高校卒業後は大学へ進学し、大学卒業後は広告デザイン会社に就職予定である。髪は伸び、ポニーテールになっている。

武田 一鉄（たけだ いってつ）
声 - 神谷浩史
身長：166.5cm / 体重：59.4kg / 誕生日：1月10日 / 好物：肉じゃが / 最近の悩み：生徒に「先生メガネダサイ」と言われた / 年齢：29歳
烏野高校男子バレー部顧問兼監督。現代文の教師。田中と西谷からは「たけちゃん」と呼ばれている。
就任して間もないばかりで、バレーボールの素人であるためルールも理解していなかった。しかし、部員や繋心に教えてもらうたびにメモを取るなど、真面目で熱心な性格。猫又監督（音駒）から「熱意には熱意が返ってくる、あんたが不格好でも頑張ってれば、生徒はちゃんとついてくる」と励まされた。現代文教師であることからミーティングでの訓辞などでポエミーな言葉選びをすることが多く、そのたびに周囲に引かれていないか心配している。また、土下座が得意らしい。
バレー部を強くするため、コーチ就任を頼みに繋心を何度も訪ねたり、人脈のない状況で強豪校の青葉城西高校と音駒高校との練習試合や、梟谷学園グループとの合同合宿（東京・埼玉）への参加を取り付けるなど献身的に動いている。その行動はバレー部を成長させた礎として「あんたは凄い事をやってくれた」と繋心に感謝された。2018年時も烏野高校バレー部の監督を務めている。
酒に強いらしく、夏の合同合宿では猫又監督とかなりの酒量を飲んでいる。

烏養 繋心（うかい けいしん）
声 - 田中一成（第1期 - 第3期8話）→江川央生（第3期9話 - ）
身長：178.2cm / 体重：72.2kg / 誕生日：4月5日 / 好物：玉こんにゃく / 最近の悩み：まだ30にもなってないのに親に「早く結婚しろ」って言われる / 年齢：26歳
烏野高校男子バレー部OBでコーチ。
喫煙者で、普段は母方の実家である坂ノ下商店の店番をしている。後に坂ノ下商店の店主になっている。
かつて、烏野高校バレー部を強豪校まで引き上げた名将・烏養監督の孫。町内会チームを作るほどの「バレーボール好き」だが、コーチなど人に指導することはあまり好まなかった。ただ、高校・大学時代は後輩指導に長けており、対戦相手の分析も鋭かった。その才能を聞いた武田監督から何度もコーチ就任を請われ、音駒高校と練習試合することを知って重い腰を上げた。当初、5月GWの音駒との練習試合までという約束でコーチを引き受けたが、猫又監督の挑発に乗り、継続して務めている。猫又監督曰く「（突っかかる理由は）顔付がじじぃ（一繋）に似ているから」。自身の指導力量を超えている事に対しては、日向の指導を祖父の烏養（元監督）に依頼したり、月島へはブロックの基本理論を話して「俺はお手本になるほど上手くねぇ…身近で優れているのは音駒の黒尾あたり」と、適切なアドバイスを送るなど真摯なコーチング姿勢でいる。
プレーヤーとしてのポジションはセッター。高校時代、試合にスタメンで出場したのは後輩の正セッターが怪我をした時の1試合のみで、その経験もあって菅原をスタメンから外すことに躊躇していたが、彼の進言を聞き「お前らが勝ち進む為に、俺にできることは全部やろう」と決心。自他チームの分析に優れているあまり、試合では消極的な指示を出すことも度々あった。その消極的な指示も、春高予選の準々決勝戦までの選手達の成長振りと、澤村のリーダーシップにより払拭された。白鳥沢学園の鷲匠監督からは「孫の代になっても（戦い方が）変わんねーな！」と評されている。春高予選の決勝戦の第5セット、白鳥沢学園に2度目のマッチポイント（14‐15）を取られてチームのメンバーが動揺した際には、「下を向くんじゃねえ！ バレーは常に上を向くスポーツだ！」とメンバーを叱咤激励をした。
春高大会までにサーブのレベルアップを図る方針を取り、影山、月島がそれぞれ参加する強化合宿の期間中を「サーブ強化週間」としていた。2018年時も変わらず烏野高校バレー部のコーチを務めている。

烏養 一繋（うかい いっけい）
声 - 中博史
最近の悩み：孫に腕相撲で負けるんじゃないかと心配 / 年齢：69歳
烏野高校男子バレー部元監督。
烏養繋心の祖父。
「小さな巨人」を育て烏野高校を春高へ導いた名将で、「烏野の烏養」として広く名が知られている。「凶暴な烏を飼っている」と評判のスパルタ指導者だった。猫又監督とは長年のライバルで、烏野高校と音駒高校の試合は「（カラスとネコの）ゴミ捨て場の決戦」と言われている。また、鷲匠監督とは正反対のチーム育成論者である。一度は監督を引退するも後に復帰。しかし、間もなく倒れてしまい入院することになった。復帰時に指導を受けた現2・3年生を震えあがらせた（現2年生は一度逃げ出している）。その後退院し、自宅の庭コートで近所の小中学生や大学生、ママさん選手など幅広い層にバレーボールを教えている。
春高一次予選前、孫の繫心の依頼を受け、日向にスパイクの基本理論と基礎技術を指導して「変人速攻」の進化を手助けした。日向の姿に、かつて育てた「小さな巨人」を重ねている様子。彼を「チビ太郎」と呼ぶ。春高一次予選の角川学園戦を観戦し、「マイナステンポ（変人速攻）は確かに単品ではスゴいが、使い方がもったいない」と批評している。決勝戦も試合途中から観戦している。
春高予選後に再入院。繫心は「検査入院」と武田に説明している。

#### 女子バレー部員
道宮 結（みちみや ゆい）
声 - 瀬戸麻沙美
身長：159.3cm / 体重：51.0kg / ジャンプ最高到達点：250cm / 誕生日：8月1日 / 好物：納豆ごはん / 最近の悩み：太ももたくましいね って言われる
烏野高校女子バレー部前主将の3年生のWS。
澤村の中学からの同級生で、インターハイ県予選まで烏野高校女子バレー部主将を務めた。試合前などは弱気になってしまうが、澤村の言葉も支えとなり部員の前では常に頼れる主将として努力し続けた。真緒（3年）と一緒に春高予選の決勝戦の応援に駆け付け、澤村へ「御守」を渡した。彼に想いを寄せている様子。卒業後は、東京で、ホテルスタッフになり、セパタクロ―選手になっている。

相原 真緒（あいはら まお）
烏野高校3年生。結と一緒に白鳥沢戦の応援に駆け付けた。結が澤村へ御守を渡せたのを見て、「あんたにしては、よくやった」と褒めた。

佐々木 千鶴（ささき ちづる）

渡部 望（わたべ のぞみ）

菊池 萌（きくち もえ）

青木 真奈美（あおき まなみ）

須藤 凛子（すどう りんこ）

烏野高校女子バレー部新主将。男子に負けじと「インターハイ県予選ベスト8」を目標に掲げた。

アヤ
声 - 金香里（1期）、佐藤奏美（3期）

#### 男子バレー部OB
宇内 天満（うだい てんま）
年齢：21歳
烏野高校男子バレー部が数年前に行った春高で、エーススパイカーとして活躍した「小さな巨人」。現役2年生当時の背番号は10。
繋心が祖父・一繋から聞いた話によると、当時の身長は170cmそこそこだったらしい。入部当初は表立った活躍はなく、2年生から頭角を現して春高の舞台に立っている。その時のポジションはレフト。冴子によれば「自分がエースであることの絶対的プライドと自信」を全身から立ち昇らせていたと言い、練習試合にて不調によりベンチに下げられた際には、悔しさのあまりロッカーに自ら頭を打ち付けた。冴子によると、その際の目付きは「どんな強面の知り合いより怖かった」という。
「小さな巨人」の呼名は、春高バレーの実況アナウンサーが付けた様子。その試合での活躍が日向をバレーボールに導いた。
高校卒業後の現在は関東の大学に在学中。大学からのスカウトなどもなかった上、「他にやりたいことがあったから」としてバレーボールを引退している。2018年時には漫画家になっており、自身の担当編集の赤葦とともに日向と影山の試合を見に訪れている。連載中の漫画が打ち切り予定であり、次作はバレー漫画を企画している。

滝ノ上 祐輔（たきのうえ ゆうすけ）
声 - 阪口周平
身長：185.6cm / ジャンプ最高到達点：330cm / 年齢：26歳
実家は滝ノ上電器店。ポジションはMB。
町内会チームのメンバー。たまに、繋心の代わりにコーチを引き受ける。試合ではプレーの解説役を担っている。

嶋田 誠（しまだ まこと）
声 - 前野智昭
身長：177.7cm / ジャンプ最高到達点：300cm / 年齢：26歳
実家は嶋田マート。ポジションはWS。当時の背番号は12。
町内会チームのメンバー。変則の紅白戦にて、ジャンプフローターサーブで連続サービスエースを決めた。教えを請いに来た山口にジャンプフローターサーブの指導をしている。春高予選準々決勝の和久谷南戦にて、満を持してピンチサーバーで出場した山口を見て「吐きそう」と漏らした。試合では滝ノ上とともにプレーの解説役を担っている。

内沢 英紀（うちざわ ひでのり）
声 - 倉富亮
身長：176.3cm / ジャンプ最高到達点：295cm / 年齢：28歳
実家は内沢クリーニング。ポジションはWS。
町内会チームのメンバー。

月島 明光（つきしま あきてる）
声 - 櫻井孝宏
身長：185.2cm / 体重：79.5kg / ジャンプ最高到達点：328cm / 誕生日：3月8日 / 好物：葉ワサビしょうゆ漬け / 最近の悩み：日本酒に慣れない / 年齢：22歳（「小さな巨人」の1学年上）
月島蛍の兄。ポジションはWS。
中学時代は主将でエーススパイカーだったが、烏野高校では3年間ベンチ入りすら叶わなかった。現在は、家を出て仙台市で暮らしており、高校時代の悔しさから就職してもバレーボールを続け、「バレーを気が済むまでやりたい」と考え、社会人チーム「加持ワイルド・ドッグス」に所属。春高予選前に、蛍を所属チームの練習に参加させ、彼にスポーツグラス（眼鏡）をプレゼントした。
弟の蛍とは正反対の明るい性格。自身の影響で蛍が偏屈な性格になったと思っており、学校や部活で山口以外の友達がいるのか心配していた。春高予選の決勝戦を観戦（応援）し、蛍がチームに溶け込んでいる姿を目の当たりにして安心した。蛍から「観戦（応援）に来るな」と言われていたため、変装して烏野応援席に着いたところ、冴子から不審者（スパイ）と勘違いされて捕らわれた。烏野の優勝が決まり、近くにいたおじさんに誇らしげに蛍を自慢した。

黒川 広樹（くろかわ ひろき）
声 - 小西克幸
身長：183.2cm / 体重：76.9kg
烏野高校男子バレー部前主将（澤村の前の主将）。ポジションはWS。背番号は1。
中学時代から「久中のクロカワ」と呼ばれるなど実力者であった。練習をサボった縁下達（当時1年）が戻ってきた際に無条件に受け入れようとした澤村（当時2年）に対し、優しいだけでは駄目だという考えから「練習がしたいなら着替えて来い」と言った。春高に出場した烏野の応援に東京まで駆けつけている。

田代 秀水（たしろ ひでみ）
声 - 宮田幸季
身長：175.8cm / 体重：70.8kg
烏野高校男子バレー部前々主将（黒川の前の主将）。
監督不在の中、チームを率先して引っ張っていたが、インターハイ県予選では早々（2回戦）に敗退した。引退の挨拶で「チャンスは準備された心に降り立つ…（全国優勝の）チャンスが来たら掴めよ」と、当時1年生の澤村・菅原・東峰に言葉を残した。黒川とともに春高に出場した烏野の応援に東京まで駆けつけており、成長した澤村たちの姿に涙を流していた。

#### その他関係者
田中 冴子（たなか さえこ）
声 - 小松由佳
身長：155.2cm / 体重：48.8kg / 誕生日：5月5日 / 好物：ホームランバー / 最近の悩み：弟のカッコ良さを解る女子がいない！ / 年齢：21歳（「小さな巨人」の同級生）
烏野高校OGの大学生。田中龍之介の姉。
弟の龍之介と同様に面倒見が良い「姐御肌の女性」。大学では和太鼓のチームに所属し、祭りなどで活躍している。赤点教科の補習のために夏休前の合同合宿へ出発できなかった日向と影山を、龍之介の頼みで合宿先（梟谷学園高校）まで送り届けた。烏野バレー部員からは「姐さん」と慕われており、彼らを始め多くの知り合いを下の名前で呼ぶなどフレンドリーな一面が強調されている。
「小さな巨人」の同級生だが、はっきりとした面識はない。日向と影山を合宿先へ送る車中、「自分がエースであることの絶対的プライドと自信、そういうのが全身から立ち上ってるんだ」と小さな巨人の印象を語っている。当時のバレー部の試合を数度観戦している。バレーボールに対しては素人だが、滝ノ上、嶋田の解説によりチームの1人1人の役割と位置付けを理解している様子。春高予選の決勝戦では、第5セット（9‐12）で意気消沈した烏野応援団を鼓舞した。
春高予選決勝の勝利直後に気絶した谷地を片手で支えた強者。酒にも強く、日向と影山を合宿先へ送り届けた夜、猫又監督（音駒）や武田監督達と一緒に、かなりの酒量を飲んだことが描写されている。
春高本戦では2回戦の稲荷崎戦で和太鼓のチームを率いて上京、「烏野太鼓」の演奏で稲荷崎吹奏楽部に対抗し烏野メンバーを鼓舞した。2018年時にはバイクショップに就職しており、和太鼓集団「烏合」の代表も務めている。

森 行成（もり ゆきなり）
声 - 櫻井トオル
身長：183.5cm / ジャンプ最高到達点：320cm
東北商業大学3年生。ポジションはMB。
町内会チームのメンバー。

教頭
声 - 櫛田泰道
本名・年齢不詳。カツラを被っている。田中によると「何かと問題行動にしたがる教頭」でバレー部とは浅からぬ因縁がある（東峰と西谷の騒動）。
入部したばかりの日向と影山にカツラを飛ばされた。他言無用を条件に不問にしたが、この事件は、日向と影山が体育館出禁になるキッカケとなった。なお、カツラは全校生徒の暗黙の了解となっている（影山だけは気づいていなかった）。
アニメ版では、白鳥沢戦で自らカツラを外し振り回して応援するなど意外と熱い面もある模様。

### 宮城県の高校

#### 青葉城西高校
及川 徹（おいかわ とおる）
声 - 浪川大輔
身長：184.3cm / 体重：72.2kg / ジャンプ最高到達点：335cm / 誕生日：7月20日 / 好物：牛乳パン / 最近の悩み：烏野のマネちゃんに声かけたらガン無視された
青葉城西高校バレー部主将を務める3年生のS。背番号は1。誰彼構わずあだ名を付ける。作中屈指のイケメン。
攻撃型セッター。華麗なトスと強烈なジャンプサーブを武器としている。プレーレベルの高さもさることながら、高いコミュニケーション能力も併せ持ち、味方選手それぞれの性格やクセを掴んで試合に活かす司令塔である。また、対戦相手チーム・選手への観察眼も鋭い。烏野高校との練習試合では、怪我のため終盤からピンチサーバーとして出場し、抜群のパワーとコントロールを見せつけた。
影山の中学校の先輩であり、「ブロックとサーブを及川さんを見て覚えた」と影山が言うほど、彼にはプレー面で大いに影響を及ぼしている。「チームの力を100％引き出せるセッター」として牛島（白鳥沢主将）からも一目置かれ、練習を偵察した影山に「一生勝てないかも」と思わせた。県内トッププレーヤーと称されているが、「凡人」としての努力の結果であると自覚している。そのため「天才」と呼ばれる選手（牛島や影山）を異常なほど忌み嫌っていた。日向や菅原ら烏野のチームメイトが影山を「独裁者（孤独の王様）」から脱却させたことにいち早く気づき、影山が変人速攻のことで相談をしてきた際には辛辣なアドバイスを送ってもいる。春高出場を決めた影山を見て「ムカつく」と吐きながらも、影山のプレーを誇らしく思っている様子。
普段の少々おちゃらけた性格とは裏腹に、試合では一言でチームの雰囲気を変えるカリスマ性を持つ。甘いマスクで女子からの人気が高く、女子に愛嬌を振りまいては岩泉から怒りを買っている。影山いわく「引っ掻き回すのが好きで性格が悪い」らしい。「王様」である影山が恐れる先輩ということから、日向からは「大王様」と呼ばれる。座右の銘は「叩くなら折れるまで」。中学最後の中総体で県のベストセッター賞を受賞している。春高予選の準決勝敗退後、進学先に白鳥沢学園を選択しなかった理由について、牛島から「お前は道を間違えた…取るに足らないプライドの為に…」と指摘され、「取るに足らないこのプライド、絶対に覚えておけよ」と言い返した。
高校卒業後はアルゼンチンへ渡り、現地のプロリーグのCAサン・ファンに所属し、プレーをしている。アルゼンチンのプロチームでプレーをしている理由は、自身が目標としている選手である、ホセ・ブランコについていく為である。チームのブラジル遠征の際に偶然日向と再会し互いの近況報告などをし、日向とビーチバレーをした。別れる際には「翔陽」と呼ぶようになっている。最終話にてアルゼンチンに帰化して、 2021年のオリンピックではアルゼンチン代表となっていることが明かされた。日向との再会を喜んでいる。
アニメでは八木山ベニーランドのテーマソングや、東北楽天ゴールデンイーグルスの応援歌を鼻唄で歌っていた。

岩泉 一（いわいずみ はじめ）
声 - 吉野裕行
身長：179.3cm / 体重：70.2kg / ジャンプ最高到達点：327cm / 誕生日：6月10日 / 好物：揚げ出し豆腐 / 最近の悩み：あと1cm…いや せめて7mm…！
青葉城西高校バレー部副主将を務める3年生のWS。背番号は4。名前の由来は岩手県岩泉町岩泉温泉。
エーススパイカー。身長はそこまで高くないが、パワーとテクニックを持ち合わせ、勝負所で決めるメンタルの強さも持っている。長年、及川とともにバレーボールをしてきたことから安定感のあるコンビプレーを見せ、影山から「阿吽の呼吸」と表現された。小学生の頃からの仲である及川からは「岩ちゃん」と呼ばれている。及川にはよくからかわれるが、彼に辛辣な言葉を浴びせることもある。中学時代に天才・牛島への敗北と天才・影山の登場（入学）によって焦った及川が独善的にプレーにのめり込むようになった際は、「6人で強い方が勝つ」と彼にチームプレーの大切さを説いた。京谷を頭越しに怒れる唯一の人物。春高予選敗退後、及川に「俺の自慢の相棒でものすごいセッターだ。チームは変わってもそれは変わらない」と激励した。
春高予選の決勝戦、勝利を決めた烏野高校の最後の攻撃について、（咄嗟にテンポを変えた日向に）「最後に…よく反応できたな」と後輩の影山を讃えた。高校卒業後は大学生となり、牛島の父・空井崇に会うため、渡米していた時に牛島と再会する。空井が牛島の父とは知っておらず、牛島から自身の父と聞かされた時には驚きを見せた。2021年のオリンピックの時はアスレティックトレーナーになっており、日本代表チームのアスレチックトレーナーになった。

松川 一静（まつかわ いっせい）
声 - 祐仙勇
身長：187.9cm / 体重：73.8kg / ジャンプ最高到達点：331cm / 誕生日：3月1日 / 好物：チーズINハンバーグ / 最近の悩み：制服が似合わないって言われる
青葉城西高校3年生のMB。背番号は2。 名前の由来は岩手県八幡平市松川温泉。
老け顔が特徴。及川からは「松（まっ）つん」と呼ばれている。
春高予選の準決勝では日向の新しい速攻に対し、直接シャットアウトを狙うのではなくコースを絞るブロックで対応した。春高2回戦・烏野対稲荷崎戦にて、宮治に対してコミットブロックで対応した日向が今までで一番嫌だったブロックを考え抜き、このプレーを再現してみせた。高校卒業後は、宮城で葬儀会社で勤務している。

花巻 貴大（はなまき たかひろ）
声 - 櫻井トオル
身長：184.7cm / 体重：72.0kg / ジャンプ最高到達点：327cm / 誕生日：1月27日 / 好物：シュークリーム / 最近の悩み：腕相撲でどうしても岩泉に勝てない
青葉城西高校3年生のWS。背番号は3。名前の由来は岩手県花巻市花巻温泉。
薄い桃色の髪が特徴。及川からは「マッキー」と呼ばれている。及川の代わりにトスを上げることもある。高校卒業後は東京で転職中である。

渡 親治（わたり しんじ）
声 - ランズベリー・アーサー
身長：171.2cm / 体重：62.5kg / ジャンプ最高到達点：290cm / 誕生日：4月3日 / 好物：ゆでたまご（カチカチ茹で） / 最近の悩み：もっと筋肉つけたい
青葉城西高校2年生のL。背番号は7。名前の由来は岩手県花巻市渡り温泉。
坊主頭が特徴。及川からは「渡っち」（わたっち）と呼ばれている。
セッター経験のあるリベロで、アタックライン手前からのジャンプしてトスを上げるという離れ業をやってのける。守備力では西谷(烏野)に敵わないと自覚している。しかし、チームが勝つためにするべきことを咄嗟にできる選手である。高校卒業後は、神奈川で水族館で勤務している。

矢巾 秀（やはば しげる）
声 - 河西健吾
身長：181.9cm / 体重：69.0kg / ジャンプ最高到達点：320cm / 誕生日：3月1日 / 好物：いくら丼 / 最近の悩み：及川さんの後釜キツイ
青葉城西高校2年生のS。背番号は6。名前の由来は岩手県矢巾町矢巾温泉。
茶髪が特徴。烏野高校との練習試合で、故障中の及川に代わりスタメンとして出場していたセッター。チャラい性格であるが、バレー部と先輩に対する思いは真剣である。春高予選の準決勝戦、ミスを連発して交代させられた京谷の拗ねた態度を、辛辣な言葉で諌めた。
春高予選準決勝の烏野戦の試合前練習にて、仁花に声をかけようとボールを転がしたが、味方選手のレシーブミスのボールが仁花へ向かって飛び、それを潔子（烏野）が打ち払ったのを見て恐れをなした。
春高本戦で善戦する烏野に対し、人一倍大きい声援を送っている。高校卒業後は、宮城でスポーツインストラクターになっている。

金田一 勇太郎（きんだいち ゆうたろう）
声 - 古川慎
身長：189.2→190.0cm / 体重：74.3kg / ジャンプ最高到達点：332cm / 誕生日：6月6日 / 好物：焼きとうもろこし / 最近の悩み：クラスの女子に「金田一君って大きいっていうより長いって感じだよね」と言われた
青葉城西高校1年生のMB。背番号は12。名前の由来は岩手県二戸市金田一温泉。
逆だった髪型が特徴。影山の中学時代のチームメイト。国見と同様に中総体県予選決勝戦で影山の横暴なプレーに反旗を翻した。
高い打点からスパイクする長身プレーヤー。及川から潜在スキルを引き出され、スタメン選手になった。烏野高校との練習試合で、影山・日向のコンビプレーに翻弄され、影山の速いトスに対応できている日向を見て自信を失いかけた。
練習試合以降、日向の実力を認め影山には気を遣っている。影山のプレースタイルの変化に気づき、ずっと中学時代の影山への仕打ちを気にしていたようだが、日向から「ゆずれなくてケンカすんのは普通だ」と言われ、少し心が救われた様子。らっきょうに似た髪型から、日向からは「らっきょヘッド」と呼ばれているが、本人に自覚は無い。
宮城県1年選抜強化合宿メンバー。同合宿不参加の影山が「上のレベル（日本ユース代表合宿）」に行ったことに気づき、改めて悔しさを滲ませた。押し掛けた日向を「参加させればいい」とライバル心を剥き出しにした。ボール拾いに徹しながらも並々ならぬ向上心を見せる日向の姿を見て以降、何かと日向を気にかけている。高校卒業後、大学2年生の時に日向と及川が再会した写真が送られたときは驚いている。
高校卒業後は大学へ進学し、国見と共に影山と日向の試合を見に訪れている。大学卒業後は電気工事会社への就職が決まっており、V.League Division2のたまでんエレファンツでプレーしている。大会後は影山と「また、一緒にバレーをやろう」と約束した。

国見 英（くにみ あきら）
声 - 田丸篤志
身長：182.8→183.0cm / 体重：66.1kg / ジャンプ最高到達点：320cm / 誕生日：3月25日 / 好物：塩キャラメル / 最近の悩み：授業中起きてるのツライ…
青葉城西高校1年生のWS。背番号は13。名前の由来は岩手県雫石町国見温泉。
真ん中分けの髪型が特徴。影山の中学時代のチームメイト。金田一と同様に中総体県予選決勝戦で影山の横暴なプレーに反旗を翻した。
「効率よく・燃費よく・常に冷静」が武器のクレバーなプレーヤー。積極性に欠けるプレーが多く練習中もコーチから度々注意されているが、能力の高さは影山も認めるところだった。結果的には最後まで動けるプレースタイルであり、単なる体力温存の緩慢プレーではない模様。「常に全力」を求める影山には国見のプレースタイルは相容れないものであったが、及川にはそれを見抜かれ利用されている。
インターハイ県予選までスタメン。烏野戦では、後半から体力が減り動きが鈍くなったチームメイトをよそに活躍している。マイペースな性格で、嫌いな言葉の第2位は「がむしゃら」であり、第1位は「かわいそう」である。強豪校である青城でレギュラーをとったことから、高いセンスを持っていることが窺えるが、春高予選の烏野戦では影山に得意のフェイントを読まれて、その後は京谷と交代してベンチに控えた。中学時代の影山への仕打ちを気にしている金田一に「気にするな、お前も精一杯やっただろう」と慰めている。
宮城県1年選抜強化合宿メンバー。同合宿に押し掛けた日向からプレーを注視されてやり難い様子を見せていた。
高校卒業後は大学へ進学し、大学卒業後は宮城県の一十一銀行に勤務する。金田一とともに影山と日向の試合を見に訪れており、試合後は、影山と「また一緒にバレーをやろう」と約束した。

京谷 賢太郎（きょうたに けんたろう）
声 - 武内駿輔
身長：178.8cm / 体重：70.8kg / ジャンプ最高到達点：327cm / 誕生日：12月7日 / 好物：ハミマのチキン / 最近の悩み：「新！かりゃあげ君」も捨て難い
青葉城西高校2年生のWS。背番号は16。
短髪の金髪に2線の入れ込みが特徴。及川からは「狂犬ちゃん」と、不愉快なあだ名を付けられているが、日向から「異名か？…かっけぇ!!」と思われている。
決定力に欠ける青城高校の秘密兵器として春高烏野戦に登場。強い背筋で体を反らして強打するパワースパイカー。威力あるジャンプサーブも武器とする。「攻撃は強打が決まんなきゃ、気持ちよくねぇ」が信条。日向いわく「フェイントの快感を知らないとは、もったいない奴め!!」。
スパイカーとしての実力は高く、1年生から試合に出場していた。しかし、アクの強い性格が災いして当時の3年生と衝突し、今年（2年生）の春高予選前までバレー部を離れ、大学サークルやクラブチームで練習していた。
春高予選準決勝、烏野戦ではそのバネと強打で獅子奮迅の活躍を見せるが、他人（金田一）に上がったトスを奪ってスパイクを外したり、乱れたトスをそのまま強打してブロックにシャットアウトされたり、勝敗は二の次の独善的なプレーも目立った。得点力はあるが失点も多い、いわば「諸刃の剣」である。第2セット後半から第3セット前半にかけて、烏野の菅原と山口にサーブで狙われたり、田中の意図せぬ挑発や月島の機転などもあって調子を崩したため一時はベンチに下げられた。同学年の矢巾から「先輩の晴舞台に泥塗ったら、絶対に許さねえからな」と諌められたことで、チームプレーの大切さを知ったようである。
高校卒業後は、月島や黄金川と同じDivision2の仙台フロッグスでOPととしてプレーしている。

温田 兼生（ゆだ かねお）
声 - 羽多野渉
青葉城西高校3年生のWS。名前の由来は岩手県西和賀町湯田温泉峡。
ベンチ外だがレギュラー陣以上にテンションが高い。春高予選の準決勝敗退後、号泣しながらハイテンションでレギュラー陣を慰めた。及川曰く「(温田を)見ると冷静になれる」。岩泉のことを「はじめ」と呼んでいる。

沢内 求（さわうち もとむ）
声 - 岩中睦樹
青葉城西高校3年生のMB。名前の由来は岩手県西和賀町沢内高原温泉。
志戸と共にテンションが高すぎて暴走気味な温田を抑える役割を担う。

志戸 平介（しど へいすけ）
声 - 中村太亮
青葉城西高校3年生のWS。名前の由来は岩手県花巻市志戸平温泉。
太い眉毛が特徴。気遣いができ、沢内と共に暴走する温田をよく止めている。

入畑 伸照（いりはた のぶてる）
声 - 星野充昭
最近の悩み：お腹が出てきて気になるけどビールはやめられない / 年齢：52歳
青葉城西高校バレー部監督。名前の由来は岩手県北上市入畑温泉。
常に完成形チームを作る指導者と評価が高い。基本的に選手達に試合運びを任せる方針と思われ、優秀な司令塔（及川）の存在もあり、積極的に指示を出すことはない。対戦相手の選手の成長やプレーの変化（上達）に対し、警戒するとともに指導者ゆえか素直に賞賛する。烏野高校との練習試合にて、溝口 (C) が変化した影山を見て惜しんだが、「烏野だったから、あの（ビブス）5番（日向）が居たからこそ…」と諌めた。

溝口 貞幸（みぞぐち さだゆき）
声 - 荻野晴朗
最近の悩み：「最近の若いヤツは…」ってつい言ってしまって自身のオッサン化を感じる / 年齢：31歳
青葉城西高校バレー部コーチ。
練習や練習試合中に、低燃費スタイルの国見をよく叱責している。烏野高校との練習試合にて、プレースタイルが変化した影山を見て、獲得しなかったことを惜しんだ。

#### 常波高校
池尻 隼人（いけじり はやと）
声 - 宮崎寛務
身長：177.2cm / 体重：67.5kg / ジャンプ最高到達点：295cm / 誕生日：2月19日 / 好物：オムそば / 最近の悩み：進路とか…
常波高校3年生のWS。背番号は4。名字の由来は池尻大橋駅。
澤村とは中学校の同級生で、インターハイ県予選で烏野高校に敗北。澤村にエールを送り引退。春高前の元旦、初詣帰りの澤村と偶然再会し再び鼓舞した。高校卒業後は、宮城の仙台市役所で市役所職員になりバレー部に所属している。

駒木 輝（こまき ひかる）
声 - 武内健
身長：176cm
常波高校バレー部主将を務める3年生のWS。背番号は1。名字の由来は駒澤大学駅。

茶屋 和馬（ちゃや かずま）
声 - 吉開清人
身長：180cm
常波高校3年生のMB。背番号は3。名字の由来は三軒茶屋駅。

玉川 弘樹（たまがわ ひろき）
声 - 大原崇
身長：175cm
常波高校3年生のWS。背番号は5。名字の由来は二子玉川駅。

芳賀 良治（はが よしはる）
声 - 古島清孝
身長：174cm
常波高校2年生のS。背番号は9。名字の由来は用賀駅。

渋谷 陸斗（しぶや りくと）
声 - 相楽信頼
身長：182cm
常波高校2年生のMB。背番号は10。名字の由来は渋谷駅。

桜井 大河（さくらい たいが）
声 - ランズベリー・アーサー
身長：164cm
常波高校3年生のL。背番号は12。名字の由来は桜新町駅。

#### 伊達工業高校
青根 高伸（あおね たかのぶ）
声 - 松川央樹
身長：191.8cm→192cm / 体重：88.2kg / ジャンプ最高到達点：335cm / 誕生日：8月13日 / 好物：栗きんとん / 最近の悩み：電車に乗って座席に座ると両サイドに誰も座ってくれないこと
伊達工業高校2年生のMB。背番号は7→1。名前の由来は宮城県柴田郡青根温泉。
県内屈指のミドルブロッカー。見かけによらず素早い。二口とコンビの「鉄壁」の一角。他校のエースを見ると「ロックオン」を意味する指差し癖があり、彼らの攻撃を封じてきた自信を持っている。ブロックの実力はトップレベルで、トップレベルのブロックの鴎台を青根6人と評されるほど。
無口かつ無表情、眉毛がないので周囲から怖がられるが、本人は密かに気にしている。一言しゃべるだけで周囲は驚いていたが、3年生が引退し自身が部内における最上級生となってからは普通に会話する場面も多々見受けられる。インターハイ県予選の烏野戦で日向をブロックする際に彼の背番号を叫んだり、敗戦した後に茂庭に向かって共に春高を目指そうということを示唆したりと、見た目とは違い心に熱いものを持ち合わせている。
インターハイ予選で対戦して以降、日向をライバルと認めており、二口の日向に対する批評には表情を歪めた。春高予選で敗退後「どんな強く高い相手でも止められるようになる」と悔しがる黄金川に対して「止める事が難しい相手が、大きく力が強いとは限らない」と暗に日向のことを指し示す発言をしている他、日向と会う度に丁寧なお辞儀を交わしている。
高校卒業後は建築会社に就職し、社会人チームのVC伊達に所属している。

二口 堅治（ふたくち けんじ）
声 - 中澤まさとも
身長：184.2cm / 体重：71.5kg / ジャンプ最高到達点：325cm / 誕生日：11月10日 / 好物：すっぱいグミ / 最近の悩み：親知らずを抜きに行かないといけない
伊達工業高校バレー部主将を務める2年生のWS。背番号は6→2。名前の由来は宮城県仙台市二口温泉。
青根とコンビの『鉄壁』の一角を担う技巧プレーヤー。インターハイ県予選後、3年生の引退にともない茂庭から主将を引き継いだ。チームのためにゲーム中は活躍していたいという思いを秘めている。ジャンプサーブもチーム一強烈。
普段は軽い態度や口調で少々難のある性格にて、軽薄な態度とは裏腹に、試合では積極的にチームメイトに声掛けをして、鼓舞する面もある。黄金川の不器用な生真面目さに手を焼いており、以前の自身の態度を少し悔やんでいる。しかし、生真面目よりマシと思っている。
高校卒業後はエネルギーメーカーに就職し、青根と同じく社会人チームのVC伊達に所属している。

小原 豊（おばら ゆたか）
声 - 祐仙勇
身長：186.2cm→187cm / 体重：83.1kg / ジャンプ最高到達点：323cm / 誕生日：12月15日 / 好物：テリ焼きチキン / 最近の悩み：2年の中で影が薄い気がする
伊達工業高校2年生のWS。背番号は12→3。名前の由来は宮城県白石市小原温泉。

茂庭 要（もにわ かなめ）
声 - 小野塚貴志
身長：176.3cm / 体重：67.5kg / ジャンプ最高到達点：305cm / 誕生日：9月6日 / 好物：ごはんですよ / 最近の悩み：2年。
伊達工業高校バレー部前主将の3年生のS。背番号は2。名前の由来は宮城県仙台市茂庭の湯。
不作の年代と言われてきたが、『鉄壁』の呼名に負けないように努力してきた。面倒見が良く、後輩(特に青根と二口)に振り回されるが、チームの雰囲気が悪くなる前に明るく声をかけ、チームメイトの気持ちが沈むことなく戦えるよう、気配りができる。今後の黄金川に期待している。
インターハイ県予選後に引退。（2年生）二口達の実力を評価しており、彼らには3年生になっても春高まで挑戦するよう進言した。
卒業後は地元の溶接工に就職。オリンピックの席抽選に当たり、試合を見に来た。

鎌先 靖志（かまさき やすし）
声 - 佐藤拓也
身長：186.8cm / 体重：82.2kg / ジャンプ最高到達点：330cm / 誕生日：11月8日 / 好物：もなか(白あん) / 最近の悩み：腹筋って何コまで割れんのかな!?
伊達工業高校3年生のMB。背番号は1。名前の由来は宮城県白石市鎌先温泉。
キレのある速攻と『鉄壁』の名に恥じないブロックが持ち味。男前な性格で烏野との試合に敗退した後も、青根や二口に先輩としての逞しさを見せた。引退後も就職活動の傍ら、よく部活を見に来ている。卒業後は地元の家具職人に就職。仕事の途中にオリンピックを観戦。

笹谷 武仁（ささや たけひと）
声 - 間島淳司
身長：174.3cm / 体重：68.1kg / ジャンプ最高到達点：310cm / 誕生日：2月10日 / 好物：笹かまぼこ / 最近の悩み：オッサンくさいっていわれた
伊達工業高校3年生のWS。背番号は3。名前の由来は宮城県柴田郡笹谷温泉。
落ち着いた性格。インターハイ予選後に引退。
卒業後は主夫に。2人の子供の面倒を見ながらオリンピックを観戦。

作並 浩輔（さくなみ こうすけ）
声 - 大西真央（1期） → 寺島惇太（2期）
身長：164.1cm→166cm / 体重：59.5kg / ジャンプ最高到達点：295cm / 誕生日：8月30日 / 好物：柿ピー / 最近の悩み：身長が伸びてくれたらうれしい
伊達工業高校1年生のL。背番号は13。名前の由来は宮城県仙台市作並温泉。
素人同然の黄金川を「一人前のセッター」として導くよう、レシーブで黄金川の得意な場所に送るよう追分監督から指示を受けている。
高校卒業後は宮城県の建築会社に就職。

黄金川 貫至（こがねがわ かんじ）
声 - 庄司将之
身長：191.5→193.0cm / 体重：80.2kg / ジャンプ最高到達点：340cm / 誕生日：7月9日 / 好物：カツ丼 / 最近の悩み：ツーアタックがカッコよく決められないこと
伊達工業高校1年生のS。背番号は7。名前の由来は宮城県刈田郡黄金川温泉。
春高一次予選から出場した大型セッター。技術は未熟だが、青根に匹敵する長身と身体能力を生かしたプレーをする。茂庭の説明では「新兵器大型セッター→発展途上セッター→新しい鉄壁」と呼名が変わるほど未知数なプレーヤー。鎌先から「動きがまだ素人くさい」と言われ、二口曰く「真面目過ぎる性格で、常に全力のためブレーキが効かないこともしばしばある」。春高予選準々決勝、青城戦で岩泉（青城）に正面からブロックを打ち抜かれて敗退。
県1年生選抜強化合宿メンバー。同合宿参加の国見（青城）のプレースタイルに反発していたが、日向と交流を持ち、一緒に国見のプレーを注視するようになった。また、青根が認めている日向に興味がある。
高校卒業後は自動車メーカーに就職し、月島と同じくV.League Division2の仙台フロッグスに所属している。

女川 太郎（おながわ たろう）
声 - 千葉翔也
身長：175.2cm→176cm / 体重：61.5kg / ジャンプ最高到達点：310cm / 誕生日：12月14日 / 好物：カップヌードル / 最近の悩み：母親がカップヌードルのカロリーカットの方を買ってくること
伊達工業高校2年生のWS。背番号は8。名前の由来は宮城県女川町女川温泉。
チームメイトには「パンタロン」と呼ばれている。

吹上 仁悟（ふきあげ じんご）
身長：186.3cm / 体重：73.3kg / ジャンプ最高到達点：325cm
伊達工業高校1年生のMB。背番号は11。名前の由来は宮城県大崎市吹上温泉。

滑津 舞（なめつ まい）
声 - 内山夕実
身長：160.5cm / 体重：45.5kg
伊達工業高校バレー部マネージャーを務める2年生。名前の由来は宮城県刈田郡滑津大滝。

追分 拓朗（おいわけ たくろう）
声 - 三木眞一郎
年齢：46歳 / 最近の悩み：娘が「お父さんの洗濯物と私の洗濯物、一緒に洗わないで」といっててショックだった
伊達工業高校バレー部監督。名前の由来は宮城県石巻市追分温泉。
ブロッカー育成に長けている指導者。新チームでは「黄金川中心のチーム」作りを考えている。

#### 扇南高校
十和田 良樹（とわだ よしき）
声 - 西田雅一
身長：182.1cm / 体重：75.0kg / ジャンプ最高到達点：320cm / 誕生日：8月24日 / 好物：コロッケパン / 最近の悩み：弟が兄離れしつつある気がする
扇南高校バレー部主将を務める2年生のWS。背番号は1。
トイレで偶然出会った日向の勝利への貪欲さを鼻で笑ったが、彼のプレーを目の当たりにして「馬鹿は俺だ」と考えを改めた。ヤンキーのような容姿をして口調も荒いが、秋宮（3年前主将）の思いや励ましの言葉、白鳥沢に惨敗した時の彼の背中を思い出し、今までの自分に後悔することのできる真っすぐな一面を持っている。

唐松 拓巳（からまつ たくみ）
声 - 石谷春貴
身長：172cm
扇南高校2年生のWS。背番号は2。

田沢 裕樹（たざわ ゆうき）
声 - 金城大和
身長：178cm
扇南高校2年生のWS。背番号は4。

森岳 歩（もりたけ あゆむ）
声 - 橘潤二
身長：185cm
扇南高校2年生のMB。背番号は5。

小安 颯真（おやす そうま）
身長：186cm
扇南高校2年生のMB。背番号は7。

夏瀬 伊吹（なつせ いぶき）
身長：174cm
扇南高校1年生のS。背番号は11。

横手 駿（よこて しゅん）
身長：165cm
扇南高校2年生のL。背番号は12。

秋宮 昇（あきみや のぼる）
声 - 菅沼久義
身長：170.2cm / 体重：62.3kg / ジャンプ最高到達点：290cm / 誕生日：10月18日 / 好物：肉ぎょうざ / 最近の悩み：中学生と間違われる事がある
扇南高校バレー部前主将の3年生。
扇南の中では唯一の3年生であり、インターハイ県予選で白鳥沢に大差をつけられ敗北して引退した。試合中には元気づけたり励ましたりする後輩思いの優しい主将で、春高一次予選の烏野戦の会場に駆けつけ、十和田を始めとする後輩達を鼓舞した。
3本アンテナの髪型が特徴で、後輩から「アッキー君主将」と呼ばれている。

二宮 新太郎（にのみや しんたろう）
声 - 宮坂俊蔵
扇南高校バレー部監督。

#### 角川学園高校
百沢 雄大（ひゃくざわ ゆうだい）
声 - 山本祥太
身長：201.2→202.0cm / 体重：88.2kg / ジャンプ最高到達点：347cm / 誕生日：4月3日 / 好物：やきそば / 最近の悩み：レシーブ難しい
角川学園高校1年生のWS。背番号は9。
県内NO.1長身のエーススパイカーだが、バレーボールは高校から始めた初心者で、まだレシーブは苦手(出来ない)。身長が高い方が有利になるバレーボールを「単純」だと思っていたが、烏野高校との対戦にて、技を使って自身の上からスパイクを打ち抜く日向と、戦術を使った守備と多彩な攻撃を受けて考えを改める。繫心（烏野C）曰く「来年・再来年が怖い選手」。
県1年生選抜強化合宿メンバーに選ばれるが、初心者のため練習に付いて行けずボール拾いの日向に「お前が選ばれれば良かった」と漏らしてしまい、自己嫌悪に陥る。日向から説教されるが、彼から2対2のプレーのヒントをもらい、上手くいったことで少し自信を取り戻した。
高校卒業後は、Division1の大日本電鉄ウォリアーズにミドルブロッカーとして所属している。東京オリンピックでは日本代表に選ばれている。

古牧 譲（こまき ゆずる）
声 - 内匠靖明
身長：173.5cm / 体重：61.3kg / ジャンプ最高到達点：295cm
角川学園高校バレー部主将を務める2年生のS。背番号は5。
弱小校の選手ゆえか、バレーボールに対する思考が狭い。烏野高校の予想以上のレベルの高さに翻弄された。

浅虫 快人（あさむし かいと）
声 - 伊原隆一郎
身長：178.2cm / 体重：68.5kg / ジャンプ最高到達点：308cm
角川学園高校2年生のWS。背番号は4。
南田から「ムッシ」と呼ばれている。

温川 良明（ぬるかわ よしあき）
声 - 村田太志
身長：182cm
角川学園高校2年生のMB。背番号は1。

馬門 英治（まかど えいじ）
身長：180cm
角川学園高校2年生のMB。背番号は3。

稲垣 功（いながき いさお）
声 - 金城大和
身長：176cm
角川学園高校2年生のWS。背番号は7。

南田 大志（みなみだ たいし）
声 - 徳本恭敏
身長：161.8cm / 体重：51.6kg / ジャンプ最高到達点：290cm
角川学園高校2年生のL。背番号は12。
百沢のワンマンチームの陰口を聞き、「知ったこっちゃねーわ・・・どうだウチの百沢すげえだろう！！ってドヤ顔してりゃいいんだよ！」と言い切った。

榊原 五郎（さかきばら ごろう）
声 - 松川央樹
角川学園高校バレー部監督。
烏野高校を若鳥、角川学園を卵と表現して選手を励ました。

#### 条善寺高校
照島 遊児（てるしま ゆうじ）
声 - 江口拓也
身長：177.2cm / 体重：66.7kg / ジャンプ最高到達点：327cm / 誕生日：4月18日 / 好物：ウインナーが挟まってるパンのやつ / 最近の悩み：購買のパンがおいしくなくなった
条善寺高校バレー部主将を務める2年生のWS。背番号は4(IH時)→1。名前の由来は福島県いわき市照島温泉。
エーススパイカー。身体能力が高く、自由な発想を持つ「アソビの条善寺」の中核を担っている選手。対戦相手である烏野高校の「同時多発位置差（シンクロ）攻撃」を、カッコいいという理由で見様見真似・ぶっつけ本番でおこなう。「試合＝アソビ」の思考であるが、強者に挑む競技者らしい思考も持ち合わせ、熱くなりすぎるが故に暴走してしまう悪癖もあり、三咲(3年)に窘められる。春高予選の烏野戦での敗因を、チームに対戦相手の澤村のような「土台となる選手」がいなかったことと冷静に分析している。
耳にピアスをしてるなどチャラく、春高一次予選後、潔子にナンパを仕掛けた。
卒業後は美容師見習いとして働いている。

母畑 和馬（ぼばた かずま）
声 - 千葉翔也
身長：185.9cm / 体重：71.8kg / ジャンプ最高到達点：325cm
条善寺高校2年生のMB。背番号は10(IH時)→2。名前の由来は福島県石川郡母畑温泉。

二岐 丈春（ふたまた たけはる）
声 - 寺島惇太
身長：178.5cm / 体重：65.5kg / ジャンプ最高到達点：320cm
条善寺高校2年生のS。背番号は3(IH時)→3。名前の由来は福島県天栄村二岐温泉。
セッターだが気分で自分がスパイクを打つこともある。

東山 勝道（ひがしやま かつみち）
声 - 中務貴幸
身長：175.5cm / 体重：65.7kg / ジャンプ最高到達点：315cm
条善寺高校2年生のWS。背番号は9(IH時)→4。名前の由来は福島県会津若松市東山温泉。

沼尻 凛太郎（ぬまじり りんたろう）
声 - 村田太志
身長：176.8cm / 体重：64.7kg / ジャンプ最高到達点：310cm
条善寺高校2年生のWS。背番号は7。名前の由来は福島県猪苗代町沼尻温泉。

飯坂 信義（いいざか のぶよし）
声 - 松田修平
身長：186.2cm / 体重：76.5kg / ジャンプ最高到達点：327cm
条善寺高校2年生のMB。背番号は9。名前の由来は福島県福島市飯坂温泉。

土湯 新（つちゆ あらた）
声 - 橘潤二
身長：168.5cm / 体重：58.3kg / ジャンプ最高到達点：288cm
条善寺高校2年生のL。背番号は11(IH時)→11。名前の由来は福島県福島市土湯温泉。
テンション高めな条善寺の中ではおとなしめ。

三咲 華（みさき はな）
声 - 藤村歩
身長：163.2cm / 体重：49.5kg / 誕生日：5月30日 / 好物：ベビーカステラ / 最近の悩み：前髪そろそろ伸ばしたら？って言われる
条善寺高校バレー部マネージャーを務める3年生。名前の由来は字が違うが、福島県いわき市三崎温泉。
マネージャーの後釜が見つかっていないという理由で、3年生部員の中ではただ一人バレー部に残っていた。普段は控えめな性格で、後輩達の自由奔放振りには手を焼いていた。しかし、春高予選の烏野戦で空回り気味だった後輩達に活を入れるだけのしっかりした部分も持ち合わせており、後輩にはそれなりに慕われていたようである。

栗林 るな（くりばやし るな）
好物：大学いも / 最近の悩み：バレー部メンバーそのもの
条善寺高校バレー部マネージャーを務める1年生。
インターハイ県予選後に入部。

奥岳 誠治（おくだけ せいじ）
声 - 福原耕平
条善寺高校バレー部前主将の3年生。名前の由来は福島県二本松市奥岳の湯。
インターハイ後に引退。スタメン7人中5人がレギュラーだった2年の後輩達の実力は認めているが、窮地に陥った（楽しくなくなった）時のことを不安に思い、三咲に伝えた。

穴原 孝昭（あなばら たかあき）
声 - 花輪英司
条善寺高校バレー部監督。県1年生選抜強化合宿コーチ。名前の由来は福島県福島市穴原温泉。
「質実剛健」がスローガンだった同校バレー部を土台から作り変えるべく、2対2での練習方法を取り入れ選手に自由な発想でプレーすることを覚えさせたことで、インターハイ県予選ベスト4へ導いた。日向を高く評価しており、県1年生選抜強化合宿に推薦した（鷲匠監督により却下された）。試合での選手の自由な発想を重視することから、日向には「基礎はこうという概念が無い」ことを評価している。
県1年生選抜強化合宿に取り入れた2対2の練習は、鷲匠監督から評価された。日向の電話口で深々と頭を下げて謝る姿に「烏野の武田先生って・・・怖いんだろうか・・・」と思い、畏怖した。
白鳥沢のコーチである斉藤は学生時代の後輩。

#### 和久谷南高校
中島 猛（なかしま たける）
声 - 阿部敦
身長：173.4cm / 体重：65.8kg / ジャンプ最高到達点：324cm / 誕生日：8月20日 / 好物：ずんだ餅 / 最近の悩み：親父の生え際が日に日に後退してる気がする
和久谷南高校バレー部主将を務める3年生のWS。背番号は1。
エーススパイカー。技巧スパイカーでスパイク時に腕を振る角度を変えてブロックアウトを狙う。繫心曰く「県内では、かつての小さな巨人にプレーが最も似ている選手」である。身長の低さに悩んでいた時期、春高での「小さな巨人」のプレーを観て勇気づけられた。「小さな巨人」と同じ背番号10番の日向を意識している。
4人兄弟の次男。「自由人ジュラシック・パーク」と本人が形容するほど自由奔放な家族の中で育った苦労人で、個性豊かなメンバーがそろう和久谷南バレー部をも「動物園」と評し、しっかりとまとめあげている。
高校卒業後は宮城のスポーツメーカーに勤務しておりV.League Division3のキンイロスポーツジャンパーズに所属している。またポジションは高校時代のWSからLに転向している。
作者である古館の別作品『詭弁学派、四ッ谷先輩の怪談。』にも登場している。

川渡 瞬己（かわたび しゅんき）
声 - 堀井茶渡
身長：174.2cm / 体重：63.8kg / ジャンプ最高到達点：322cm / 誕生日：6月11日 / 好物：ふき / 最近の悩み：近所のコンビニの店員がいつも居たおっちゃんからカワイイ女の子に代わっててなんか緊張する
和久谷南高校3年生のWS。背番号は2。
あだ名は「タビ」。中島に「かわいい女の子がいる」と言われてやる気を出すなど、お調子者である。白布（白鳥沢）とは、中学時代のチームメイト。特徴的な髪型から観戦者から「パイナップルヘッド」と言われていた。
高校卒業後は宮城の旅行代理店に勤務しており、中島と共に日向と影山の試合を観戦した。

白石 優希（しろいし ゆうき）
声 - 松田修平
身長：177.2cm / ジャンプ最高到達点：310cm
和久谷南高校3年生のWS。背番号は4。

花山 一雅（はなやま かずまさ）
声 - 木内太郎
身長：176.6cm / 体重：68.5kg / ジャンプ最高到達点：315cm / 誕生日：4月16日 / 好物：ほっけ / 最近の悩み：妹(小学4年生)と歩いてたら「お父さんですか？」と言われた
和久谷南高校3年生のS。背番号は5。
東峰と同じくヒゲ面である。影山のセットアップフォームと強気なトスに感心していた。

鳴子 哲平（なるこ てっぺい）
声 - 金城大和
身長：184.7cm / ジャンプ最高到達点：328cm
和久谷南高校3年生のMB。背番号は8。

秋保 和光（あきう かずてる）
声 - 水中雅章
身長：172.5cm / ジャンプ最高到達点：298cm
和久谷南高校2年生のL。背番号は10。

松島 剛（まつしま つよし）
声 - 小田久史
身長：186.2cm / ジャンプ最高到達点：325cm
和久谷南高校1年生のMB。背番号は11。
春高予選の烏野戦では日向のマークに付いた。サーブミスで烏野にマッチポイントを与えてしまった。

鬼首 正臣（おにこうべ まさおみ）
声 - 伊藤和晃
和久谷南高校バレー部監督。
春高予選準々決勝の烏野戦にて、中島に「今この場の小さな巨人が誰なのか知らしめて来い」と鼓舞した。

#### 白鳥沢学園高校
牛島 若利（うしじま わかとし）
声 - 竹内良太
身長：189.5cm →192cm（プロチーム所属時）/ 体重：84.8kg / ジャンプ最高到達点：345cm / 誕生日：8月13日 / 好物：ハヤシライス / 最近の悩み：なし
白鳥沢学園高校バレー部主将を務める3年生のWS。背番号は1。
通称「ウシワカ」及川はウシワカちゃんと呼んでいる。
全国トップ3のエーススパイカー。日本ユース代表。パワーもそうだが左利きであることが最大の特徴で、県内トッププレーヤーとして圧倒的な強さを誇り「絶対王者」との異名をとり、世間からは「怪物」、「バケモノ」と呼ばれているが、チームメイトたちは牛島を「超バレー馬鹿」と称している。鷲匠監督の持論を体現するパワーと高さのプレースタイルでチーム得点の約40%を稼ぐが、その他の技術もある程度高く、無駄のないレシーブ動作などは日向も参考にしている。
性格は生真面目だが、天然な一面もあるため、自身の裏表の無い率直な発言が嫌味のように捉えられてしまい、相手を不快に思わせることも多々ある。特に及川からは「天才」の代表格として忌み嫌われているが、牛島自身は彼を「チームの最大値を引き出すセッター」として高く評価している。
春高予選の初日には青葉城西の及川と岩泉に「お前達には高校最後の大会か、健闘を祈る」と言い、彼らから「イヤミじゃないのが余計腹立つ」と思われた。また、試合前に「自分こそがエースの名に相応しいと証明する」と宣言した五色（1年）に対して本心から「頑張れ」と激励した。
春高予選の決勝戦の終盤、全てにおいて稚拙と見下していた日向に「異質なモノ」を感じ、プレーヤーとしての本能が敵意を剥き出しにした。県1年生選抜強化合宿の練習試合に参加した際には、同合宿に押し掛けボール拾いとしての雑務をこなしながらコートを真剣に見つめる日向を「気持ち悪い」と認めている様な発言をした。
父親の空井崇（海外在住）は同校同部OBの元プロバレーボール選手で、在籍時に全国優勝を果たしている。
高校卒業後はプロになり、影山と同じシュヴァイデンアドラーズに所属しており、影山から見せられた日向と及川のツーショット写真に影山同様困惑していた。

大平 獅音（おおひら れおん）
声 - 丹沢晃之
身長：182.7cm / 体重：82.4kg / ジャンプ最高到達点：332cm / 誕生日：10月30日 / 好物：サバの味噌煮 / 最近の悩み：座る時に「よっこらしょ」的な事をつい言ってしまう事
白鳥沢学園高校バレー部副主将を務める3年生のWS。背番号は4。名前の由来は山形県米沢市の大平温泉。
牛島には劣るもののブロックの上からスパイクを打ち込むパワースパイカー。かつ高いレシーブ力もある高レベルのプレーヤーである。レシーブのうまい澤村を高評価している。
見た目から内心で日向に「弁慶」とあだ名をつけられる。自身も容姿と名前のギャップを申し訳ないと思っている。
高校卒業後はスポーツメーカーに勤務しており、V.LeageDivision3のキンイロスポーツジャンパーズにOHとして所属している。

天童 覚（てんどう さとり）
声 - 木村昴
身長：187.7cm / 体重：71.1kg / ジャンプ最高到達点：327cm / 誕生日：5月20日 / 好物：チョコのアイス / 最近の悩み：周りの皆がジャンプを読まなくなってきたこと
白鳥沢学園高校3年生のMB。背番号は5。名前の由来は山形県天童市の天童温泉。
県内屈指のミドルブロッカー。「読みと嗅覚」のゲス（guess）ブロックを得意とし、「ゲスモンスター」という異名を持つ「天才ブロッカー」。偏食気味で作品内では孤爪に次ぐ小食。
幼少期は、その自由なプレースタイルを認められていなかった模様で「妖怪」とあだ名をつけられており、白鳥沢へは「俺が気持ちいいバレーがやりたい」と言って入学を希望した。
自身と正反対のプレーヤーである月島を「（日向に対して）普通の方（のミドルブロッカー）」と見下すも有能なブロッカーとして認めている。烏野高校の最後の攻撃時、日向がテンポを変えたことに気づき「敗北」を予感した描写がある。
日向の身体能力と体力と影山の高いスキルと勝利への執着心を認め、2人を「妖怪」呼ばわりしている。ちなみに、牛島のことも「妖怪ぽい」と思っている。春高予選敗退直後に「さらば俺の楽園」と言うなどバレーボールは高校で終えるつもり。高校卒業後は、ショコラティエになり、パリでプロとして活躍しテレビ番組で特集される程に有名となり、高校時代に牛島と約束してた一緒にテレビ番組に出ると言う約束を果たし、テレビで牛島と共演した。

五色 工（ごしき つとむ）
声 - 土屋神葉
身長：181.5cm / 体重：69.5kg / ジャンプ最高到達点：328cm / 誕生日：8月22日 / 好物：カレイの煮付け / 最近の悩み：もっと鋭いクロスを打てるようになりたいです
白鳥沢学園高校1年生のWS。背番号は8。名前の由来は山形県米沢市の五色温泉。
「次期エース」と期待されているウイングスパイカー。1年生で唯一のスタメン入りしているだけあり、パワーだけでなくテクニックも持ち合わせている。影山が「キレキレストレート野郎」と言うほどストレート打ちが上手い。プライドの高いお調子者で、牛島をライバルと見なし事あるごとに張り合う様子を見せるが、本心では敵わない相手だと尊敬している。白布からは「余計なプライドと面倒な性格」と思われている。褒められるのが好き。
県1年生選抜強化合宿メンバー。同合宿に押し掛けた日向を「ボコボコにしてやろう」と息巻いていたが、日向から「キレキレのストレートを見せてくれ」と素直に賞賛され、久々にチヤホヤに喜んだ（金田一曰く「こいつチョロいな」）。積極的な日向とよく白布に比較されて煽られている。
高校卒業後は大学4年生になっており、Azuma Pharmacy グリーンロケッツ（Vリーグ Division 1）にOHとして所属している。

白布 賢二郎（しらぶ けんじろう）
声 - 豊永利行
身長：174.8cm / 体重：64.4kg / ジャンプ最高到達点：305cm / 誕生日：5月4日 / 好物：しらす / 最近の悩み：身長が欲しい
白鳥沢学園高校2年生のS。背番号は10。名前の由来は山形県米沢市の白布温泉。
目標は「誰よりも目立たないセッターになること」であるが、決して自己主張がないという訳ではなく、鷲匠監督曰く「うちのエースを見よ」という強烈な自己主張を含むセットアップをする。そのため、スパイカーが先輩であっても不遜な態度で接することもあり、春高予選の決勝戦の終盤、疲労を隠せない牛島に対して「どんな時でもトスを上げろというのは、牛島さんが使い物になる内はということですよね？」と率直に訊ねている。ただ、同ポジションの先輩・瀬見に対しては常に不遜な態度の様子。また調子に乗りやすい五色には厳しい。
レギュラーの中で唯一スポーツ推薦枠でない選手である。中学時代は強気のトス回しに定評のある攻撃的セッターで、元々は及川のような華のあるセッターや速攻などのコンビネーション攻撃にも憧れていたが、そのような優れたチームワークや数人がかりのコンビネーションなども全て力一つで捩じ伏せてしまう高さとパワーを誇る牛島を見て心境が一変、一緒にプレーをしたい思いから白鳥沢学園への進学を志し、猛勉強の末に合格を果たした（同校は県内屈指の進学校）。高校卒業後は、大学医学部に進学している。

川西 太一（かわにし たいち）
声 - 大森大樹
身長：188.3cm / 体重：74.0kg / ジャンプ最高到達点：330cm / 誕生日：4月15日 / 好物：すき焼き / 最近の悩み：花粉症デビューしちゃったかもしれない…
白鳥沢学園高校2年生のMB。背番号は12。名前の由来は山形県川西市の川西温泉。
県内屈指のミドルブロッカー。瞬時の状況判断と対応に秀でたプレーヤー。普段はリードブロックでトスを見てから跳ぶが、対戦相手によっては天童が得意とするゲスブロックを使ったり、日向に対してはコミットブロックで対応と、天童から「雑食ブロック」と言われている。高校卒業後は東京で大学4年になっており、居酒屋のバイトをしている。金欠で宮城でのBJとドラーズの試合は来られなかったとのこと。

山形 隼人（やまがた はやと）
声 - 福田賢二
身長：174.3cm / 体重：66.5kg / ジャンプ最高到達点：305cm / 誕生日：2月14日 / 好物：うに丼 / 最近の悩み：ケータイをあちこちに置き忘れる事
白鳥沢学園高校3年生のL。背番号は14。名前の由来は山形県山形市の山形蔵王温泉。
高校卒業後は日足自動車ライオンズ（Vリーグ Division 2）に所属している。

瀬見 英太（せみ えいた）
声 - 寺島拓篤
身長：179.5cm / 体重：70.5kg / ジャンプ最高到達点：325cm / 誕生日：11月11日 / 好物：鉄火巻き / 最近の悩み：天童に「私服がダサい」と言われた事
白鳥沢学園高校3年生のS。背番号は3。名前の由来は最上町瀬見温泉。
攻撃型セッター。技術自体は白布より上であるが「自身の力でブロックを振り切りたい」と自身の力を誇示したいという、白鳥沢のセッターに不要な自己主張、欲求が強いため控えに甘んじている。本人もそれを自覚しており、ただ一つ自由に出来るものとして強烈なジャンプサーブを武器とする。高校卒業後は公務員兼バンドマン。

湯野浜 海青（ゆのはま かいせい）
白鳥沢学園高校2年生のWS。背番号は7。名前の由来は山形県鶴岡市の湯野浜温泉。
瀬見に次ぐピンチサーバー。ジャンプフローターサーブを武器とする。

添川 仁（そえかわ じん）
白鳥沢学園高校バレー部副主将を務める3年生。アニメ版では背番号は2となっている。
名前の由来は山形県西置賜群の添川温泉。

柴田 勇（しばた いさむ)
身長：188.0cm
背番号は11。白鳥沢学園高校1年生のWS。1年からベンチ入りしている。

寒河江 勇将（さがえ ゆうしょう）
声 - 峰晃弘
身長：177.8cm / 体重：63.1kg
白鳥沢学園高校1年生のWS。名前の由来は山形県寒河江市の寒河江温泉。
県1年生選抜強化合宿にサポート係として参加した。

赤倉 櫂（あかくら かい）
声 - 関幸司
身長：171.4cm / 体重：59.5kg
白鳥沢学園高校1年生のL。名前の由来は山形県最上町の赤倉温泉。
県1年生選抜強化合宿のサポート係。物怖じせず牛島に話しかける日向を感心している。

鷲匠 鍛治（わしじょう たんじ）
声 - 中尾隆聖
最近の悩み：最近は自主性のある生徒が減った気がする / 年齢：71歳
白鳥沢学園高校バレー部監督。既婚者。
高校生の競技生活は3年も満たずやることが限られているため、高さとパワーという好素材を中心に「個の力」を鍛えて勝つという「シンプル・イズ・ベスト」の持論者。持論と正反対に存在する日向と烏野高校を否定している。自身も現役時代、日向のように小柄な選手であり体格に恵まれた選手たちに引け目を感じていたという経験があった。それ故に高さとパワーを中心としたチーム作りをするようになり、1年生選抜強化合宿でも選んだメンバーの全てが（乱入した日向を除いて）身長190cm前後であったことからもその方針が徹底されていることがわかる。また、個々の性格に対する洞察力もあるようで、影山が白鳥沢のセレクションを受けたときも能力の高さは認めながら「セッターとしての拘りを感じたので、白鳥沢に居ないほうが幸せ」と判断して落とした。
烏野元監督の烏養一繋とは正反対のチーム育成論者で孫の繫心もその戦い方を継承していると認識している。しかし「点をもぎ獲る」という目的は共通であることから、烏野との戦いは常に「コンセプトの戦い」であるとしている。
しかし、春高予選決勝にて烏野に敗北して以降、考え方に変化がある様子で「俺達（小さい者）に体格（高さ）の代わりに与えられたものこそ、その餓えなんだよ」と日向の姿勢を評価している描写がある。日向のブラジル行きに協力した際に、なぜ日向に協力するのかと尋ねられたときには「俺以上に日向翔陽に期待する人間が居てたまるか」と答えた。

斉藤 明（さいとう あきら）
声 - 杉村憲司
白鳥沢学園高校バレー部コーチ。
春高予選の決勝戦、日向を「まるで小さな巨人」と言いかけた時、鷲匠監督に遮られたようになる。
県1年生選抜強化合宿では牡蠣にアタり、最終日の練習を休んでいる。

#### 白水館高校
黒石 純二（くろいし　じゅんじ）
声 - 大塚剛央
身長：173.0cm
白水館高校1年生のL。
県1年生選抜強化合宿メンバー。レシーブ時にテニス選手のようなスプリットステップを踏んでおり、日向のレシーブ技術向上に大きく影響を与えた。

#### 新山女子高校
天内 叶歌 （あまない かのか）
声 - 大西沙織
身長：182.5cm / 体重：62.4kg / 誕生日：10月24日 / 好物：ツナおにぎり / 最近の悩み：サーブレシーブがなかなか上達しない事とストレート打ちの苦手意識が強い事と人見知りが治らない事とあと（以下省略）
新山女子高校2年生のWS。
新山女子の次期エースとして期待されており、雑誌にも取り上げられる有望選手。
田中の幼馴染。高身長をコンプレックスにしていたが、小学3年の時に田中の誘いでバレーを始める。それがきっかけとなり自分に自信が持てるようになったと語っており、その感謝もあって田中に想いを寄せている。
高校卒業後は、プロの道に進み、オリンピックにも出場している。

### 東京都の高校

#### 音駒高校
黒尾 鉄朗（くろお てつろう）
声 - 中村悠一
身長：187.7cm / 体重：75.3kg / ジャンプ最高到達点：330cm / 誕生日：11月17日 / 好物：サンマの塩焼 / 最近の悩み：寝癖がとれない
音駒高校バレー部主将を務める3年生のMB。背番号は1。
鶏冠のような髪型が特徴。
都内屈指のミドルブロッカー。巧みなジャンプサーブやスパイクに加え鍛えられたレシーブも評価が高い。徹底したリードブロックの使い手であり、身近なリードブロックの名手として繫心から名前が挙がるなどその技術にも定評がある。チームメイトを律することができる責任感を持ち、信頼も厚い。後輩の灰羽や烏野の月島に助言をするなど、面倒見が良く気さくで世話好きな一面もある。
夏休みの合同合宿では梟谷学園の木兎や赤葦らと第三体育館で自主練習しており、無理やり練習に参加させた月島や灰羽には「リードブロックは我慢と粘りのブロックであると同時に、最後に咲（わら）うブロックだ」と説き、彼らのブロック観に大きな影響を与えた。（高齢のため）いつまで現場に居られるか分からない猫又監督のために、いち早く「ゴミ捨て場の決戦」を実現したいと思っており、その気持ちを澤村らに伝えている。
幼馴染の孤爪から「クロ」と呼ばれ、その影響からかその他の後輩にも「クロさん」と呼ばれている。澤村とは互いに「喰えない奴」との印象を持っている。
夜久とは中学生の時から顔見知りであり、1年生の頃は事あるごとに張り合っていた。
現在でこそ気さくでチャラい雰囲気を纏っているが、幼少期はかなりの人見知りであった。孤爪とは引越しを機に知り合い、両親の留守中に共にゲームやバレーをするなどして徐々に距離を縮めていった。孤爪にバレーを教え半ば強引にバレーの世界へ引き込んだが、それに対しては多少引け目を感じており、孤爪が自身のバレー観について「クロに気を遣ってない訳ではない」と語った際にはショックを受けていた。そのため、春高の烏野戦後、日向に感化された孤爪から「バレーを教えてくれてありがとう」と言われた際には感動を見せた。
高校卒業後は、日本バレーボール協会・競技普及事業部で勤務している。日向に研磨とのコラボ動画をやらないかと誘ってる姿を見た侑からは、「"あの人に騙されて気付いたら借金1000万"みたいな感じスゴない??」と言われている。

孤爪 研磨（こづめ けんま）
声 - 梶裕貴
身長：169.2cm / 体重：58.3kg / ジャンプ最高到達点：295cm / 誕生日：10月16日 / 好物：アップルパイ / 最近の悩み：夏は暑いし冬は寒いこと
音駒高校2年生のS。背番号は5。
山本に長い黒髪は目立つと言われて金髪にした。しかし染め直すのが面倒なので地毛の黒が出て来ており、プリン頭になっている。
鋭い観察眼で対戦相手の動きを予測し的確な対処をするクレバーなプレーヤー。黒尾をして「音駒の背骨で脳で心臓」と言わしめる智略型セッターで、影山も一目置いている。特段バレーが好きということもなく、むしろ「疲れる」と公言しており、幼馴染の黒尾がやっているから続けているという変わり者。黒尾に気を遣っている面も認めつつ単にそれだけで続けているという訳でもなく、続ける絶対的理由もなければ止める理由も特になくたまたま「続いている」だけ、と語っている。
マイペースな性格で他人と関わるのが苦手のゲームっ子。人見知りで遊び相手は黒尾ぐらいしかいなかったというくらい内向的だったが、日向とはすぐに打ち解けて話すようになる。先輩・後輩関係のような「体育会系のノリ」が苦手であり、年下の日向に自身を「研磨」と呼ぶことを許している他、自校の後輩である灰羽らには「研磨さん」と呼ばせている。
見かけのマイペースさ・無気力さとは裏腹に、根性を信条とする山本が慄くほどの負けず嫌いでもある。春高2回戦・早流川工戦では自分を潰そうとする早流川工の作戦に対し、「ただのガマン比べはつまらない」とその作戦を逆手に取ってあえて自らを追い込むような作戦を提案し、チームを勝利に導いた（試合終了後にはその提案をしたことを後悔している）。
ゲームのしすぎで夜更かししたことを親に怒られたことを受けて、午前2時に“早起き”してゲームをやっていたという逸話がある。
基本的に感情を表に出すタイプではないが、苦手なタイプの人間やプレースタイルの選手を前にした時は露骨に嫌がり、新しいゲームの開封前やゲームでの難敵攻略に似た場面に直面した場合はワクワク顔になったり不気味な笑みを浮かべることもある。春高予選前の合同練習後には「負けたら、即ゲームオーバーの試合（公式戦）がしたい」と日向に伝えた。
烏野との最初の練習試合後、日向に感想を迫られ「別に、普通」と返したところ、「いつか『別に普通』以外のことを言わせる」と宣言される。その後、春高での烏野戦最終盤、自ら練った対日向の作戦を次々に破ってきた日向との攻防を経て、遂に「たーのしー」と呟き日向を喜ばせた。また、試合後には黒尾に対し「バレーを教えてくれてありがとう」と言い黒尾を感動させた。高校卒業は大学に進学しながら、株式トレーダーやプロゲーマーやユーチューバーとして活動しており、また株式会社Bouncing　Ballの代表取締役でもあり、日向のブラジル修行のスポンサーになっていた。日向に援助した理由は「お金があるし、つまんなくなったら辞める」と日向に言った。またゲーマーとしては「KODZUKEN（コヅケン）」の名前で活躍しており、日向のブラジルでのルームメイトのペドロが日向との別れの時に「KODZUKEN」のサインを送るよう求めるなど、海外でも名が知れてるほど有名になっている。

海 信行（かい のぶゆき）
声 - 星野貴紀
身長：176.5cm / 体重：68.9kg / ジャンプ最高到達点：309cm / 誕生日：4月8日 / 好物：海ぶどう / 最近の悩み：些細な気掛かりはありますが、生きていれば何とかなると思っています
音駒高校バレー部副主将を務める3年生のWS。背番号は2。
ブロックフォローやレシーブが上手い。穏やかな性格で、部員たちを常に温かく見守っている。1年生の間は張り合う黒尾と夜久の仲介役を担っていた。高校卒業後は造園業で樹木医になっている。

夜久 衛輔（やく もりすけ）
声 - 立花慎之介
身長：165.2cm / 体重：60.2kg / ジャンプ最高到達点：301cm / 誕生日：8月8日 / 好物：野菜炒め / 最近の悩み：後輩がなんか色々心配
音駒高校3年生のL。背番号は3。
都内屈指のリベロ。音駒の「守備の司令塔」である。全体的にレシーブ力の高い音駒の中でリベロに君臨するほどの実力であることから、対戦相手のスパイカーが避けたがるという描写が多く、西谷も一目置いている。 春高予選の開催地代表戦（3位決定戦）の第1セット終盤、アクシデントで右足を捻挫して負傷交代を余儀なくされ、「この1年...怪我も病気も一切やってないんだ、何で今なんだ...」と唇を噛みしめた。
灰羽ら多くの問題児のフォローをしている苦労人のため、似たような立場の菅原と気が合う。合同合宿最終日のバーベキューの時には海や菅原とのんびりしながら周りの様子を見ていたところ、仁花の挙動不審に気づいた。
2021年にはロシアのプロリーグのCheegle Ekaterinburgに所属しており、東京オリンピックでは日本代表に選ばれている。

山本 猛虎（やまもと たけとら）
声 - 横田成吾
身長：176.7cm / 体重：69.1kg / ジャンプ最高到達点：322cm / 誕生日：2月22日 / 好物：ヤキソバパン / 最近の悩み：女性とはどう会話すればいいのでしょうか
音駒高校2年生のWS。背番号は4。
モヒカン2色頭のエーススパイカー。クロス打ちが得意。根性が信条であり、気性の激しさが良し悪しにかかわらずプレーに影響するタイプ。春高予選の開催地代表戦では、戸美学園の戦略に翻弄され自滅しかかったが、夜久のアクシデント後に落ち着きを取り戻し、泥臭いプレーでチームの危機を救った。攻撃においては直情型のパワープレーヤーながら、音駒らしい粘り強い守備も習得しており、春高2回戦対早流川工戦の試合終盤で見せたレシーブは観客から「（疲れているはずなのに）なんでそんなに丁寧なの」と言われるほどであった。音駒のエースであることを公言する灰羽に対して「守備もできない奴はエースとは言えない」と噛み付いている。
よく後先を考えずに人に突っ掛かり、先輩達に窘められている。運動部の女子マネージャーに憧れており、黒尾から女子マネージャー勧誘の許しを得るが「女子と話せない」ことで元も子もないことに。夏休み前の合同合宿にて烏野の女子マネージャーが増えたことでショックを受けた。
自身と対照的な性質の孤爪とは入部当初から馬が合わず心の壁を作られたりいがみ合っていたりしたが、時間が経つにつれ互いのいいところを認め合い信頼関係を築いている。また同学年の福永を密かにライバル視している。
バレーボール大好きの妹（あかね）がいる。

福永 招平（ふくなが しょうへい）
声 - 長南翔太
身長：178.3cm / 体重：68.3kg / ジャンプ最高到達点：315cm / 誕生日：9月29日 / 好物：あたりめ / 最近の悩み：山本が「もっとしゃべれ」っていう
音駒高校2年生のWS。背番号は6。
バックアタックやスパイクのコースの打ち分けが上手く、レシーブ力もあるプレーヤー。極度の無口だが、何かを思いつくと「プッ」と笑う癖がある。また、唐突にダジャレを言うことがある。高校卒業後はお笑い芸人になっており、イタリア料理店でバイトもしており、研磨らにパエリアを披露した。

犬岡 走（いぬおか そう）
声 - 池田恭祐
身長：185.3cm / 体重：74.3kg / ジャンプ最高到達点：333cm / 誕生日：11月1日 / 好物：鶏の唐揚げとご飯！ / 最近の悩み：食べても食べてもお腹がすくこと！
音駒高校1年生のMB。背番号は7。
身体能力の高い俊敏なミドルブロッカー。変人速攻を1人で止めた最初のプレーヤー。親しみやすい性格で日向と仲が良く、彼との会話は擬音 が多い。高校卒業後は保育士になっている。

手白 球彦（てしろ たまひこ）
声 - 汐谷文康
身長：172.2cm / 体重：59.2kg / 誕生日：1月14日 / 好物：タラの塩焼き / 最近の悩み：「怒ってるの？」って聞かれることがある
音駒高校1年生のS。背番号は9。春高では天井サーブを披露した。

灰羽 リエーフ（はいば りえーふ）
声 - 石井マーク
身長：194.3→194.5cm / 体重：79.7kg / ジャンプ最高到達点：345cm / 誕生日：10月30日 / 好物：おいなりさん / 最近の悩み：先輩たちがヘンなアダ名つけようとしてくる
音駒高校1年生のMB。背番号は11。
音駒高校バレー部No.1長身プレーヤー。日本人とロシア人のハーフで、日本生まれ日本育ちのためロシア語は話せない。「リエーフ」はロシア語で「獅子」の意。家族からは「レーヴォチカ」の愛称で呼ばれている。
高校からバレーボールを始めた初心者のため、音駒のお家芸であるレシーブが苦手で、黒尾や夜久に厳しく鍛えられている。黒尾曰く「合同合宿メンバーの中のヘタクソ・ツートップの1人」で、孤爪曰く「（日向）翔陽より下手」。一方で自らを「エース」と呼ぶなど（根拠のない）自信に溢れた一面を見せる。「俺はもっとバシバシ点獲って・・・観客からワーキャー言われる男なんですっ！」と馬鹿っぽいことを言い、黒尾を呆れさせたこともあるなど、素直で真っすぐな性格で日向ともすぐに仲良くなった。
高校から始めたバレーボールでも持ち前の恵まれた体格とセンス、身体能力の高さで、変人速攻を最短時間でシャットアウトしたプレーヤーで、日向の前に立ちふさがる大きな壁となったが、それらを活かすだけの強引なプレーも目立つ。自由にプレーをさせる方針から独善的なプレーが目立って空回りすることが多い。
しかし、春高予選の開催地代表決戦（3位決定戦）では、試合序盤に夜久が負傷したことによって交代出場した芝山と息の合ったプレーを実現、黒尾が言った「チームワークがハマる瞬間」を初めて体感して以降、思考とプレーに変化が起きつつある模様。高校卒業後は、姉とともにモデルの道に進んでいる。

芝山 優生（しばやま ゆうき）
声 - 渡辺拓海
身長：162.5cm / 体重：53.3kg / ジャンプ最高到達点：280cm / 誕生日：12月16日 / 好物：オムライス / 最近の悩み：皆レシーブがうまくて僕は全然かなう気がしないけど、練習を頑張りたいと思います
音駒高校1年生のL。背番号は12。
春高予選の開催地代表戦にて、負傷した夜久と交代出場した。緊張して体が硬くなっているところを狙われたが、技術は高いためチームメイトは心配しておらず、むしろ、灰羽の滅茶苦茶なブロックがレシーブの邪魔になる懸念の方が大きかった。
試合終盤には灰羽と呼吸が合い勝利に貢献した。

間塗 護（まぬる まもる）
背番号10。2年生。「ゴミ捨て場の決戦」にて名前が判明。

野良 拾明（のら ひろあき）
背番号13。1年生。「ゴミ捨て場の決戦」にて名前が判明。

猫又 育史（ねこまた やすふみ）
声 - 福田信昭
直井と酒を飲んでもすぐ潰れるのでつまらない / 年齢：68歳
音駒高校バレー部監督。
「バレーボールとはボールを落とした方が負けの競技」という考えを信条とする繋ぎ重視のチーム育成論者。一時現場を離れていたが、近年復帰した。優しい口調でありながら、負けず嫌いな性格。烏野高校の烏養一繋とはライバルであり、お互いに大舞台での「ゴミ捨て場の決戦」の実現を夢見ている。武田一鉄を気に入っており、烏野高校バレー部の成長を見守っている。
元々宮城出身であり、一繋とは中学時代に知り合った。以降ライバルとしてしのぎを削るも、中学最後の大会直前に東京へ引っ越してしまい公式戦での決着は叶わなかった。その後音駒高校に進学、春高出場時に烏野に進学し同じく春高出場を果たした一繋と再会する。春高での再戦を誓うも叶わず、後に互いに母校のコーチ・監督となったことから烏野対音駒のライバル関係を築くに至っている。

直井 学（なおい まなぶ）
声 - 山本兼平
「見た目に反して酒に弱い」と言われるのが悩み / 年齢：26歳
音駒高校バレー部OBでコーチ。
烏野高校の繫心とは同級生でライバル。高校時代は同じセッターで互いに万年控え組だった。

#### 梟谷学園高校
木兎 光太郎（ぼくと こうたろう）
声 - 木村良平
身長：185.3cm→190cm / 体重：78.3kg / ジャンプ最高到達点：339cm / 誕生日：9月20日 / 好物：焼き肉!! / 最近のなやみ：……なやみって漢字でどう書くっけ??
梟谷学園高校バレー部主将を務める3年生のWS。背番号は12(1年)→4。
全国トップ5のエーススパイカー。パワースパイカーに見られがちだが、リバウンドやブロックアウト、フェイントなどの技術も高く、巧みにコースを打ち分けることができる技巧派スパイカーでもある。合同合宿で見せた超インナークロススパイクは烏野高校メンバーを唖然とさせた。貪欲で尋常ではない練習量のため中学時代は誰もついていけず、自主練習に付き合うのは赤葦のみ。夏の合同合宿での自主練習には黒尾も付き合った。
感情の起伏が激しく、プレーに影響することもしばしばである。基本的にかなりのハイテンションだが、ミスなどが続くとセッターである赤葦に「今日はもう俺にトスを上げるな」と言うなど「しょぼくれモード」に突入する。また、天然であることから1つのプレーの調子によっては、他のプレーを忘れてしまうこともある。春高予選の音駒戦序盤では、ストレート打ちを悉く決める一方で普段から得意としていたはずのクロス打ちの打ち方を忘れてしまった。これらを含め少なくとも37個以上の「弱点」を有しており、それが「全国トップ３」に入れない要因であると指摘されている。一方で他校からは「敵ながら称賛を送りたくなる選手」、「敵味方関係なく士気を上げてしまう選手」とも評される。
宮ノ下（生川マネージャー）曰く「梟谷の末っ子」であり、主将・エースとしてチームを引っ張るのではなく、チームに引っ張られるエース。監督・コーチ・チームメイトもそれを理解しており、互いの信頼は厚い。しかし、春高の狢坂戦では「普通のエース」として自分がチームを引っ張ることを宣言している。
実力者ながら気さくな性格。烏野バレー部に最も大きな影響を与えた選手の一人であり、夏休み合同合宿では月島や日向を気に入り彼らを何度も自主練習に付き合わせた。月島の失礼な質問に真摯に答え彼が「バレーにハマる」きっかけを作り、日向にはブロックアウトやリバウンドなど攻撃の多様性を教え、さらに必殺技・フェイントを伝授した。特に日向に対しては「俺の一番弟子」と呼ぶなどかなり気に入っている様子である。日本に帰国した日向と同じチームのブラックジャッカルに所属しており、高校時から変わらない明るく元気な性格でビームウエポンと呼ばれている。高校時代とは違って調子の浮き沈みが無くなっている。東京オリンピックでは日本代表に選ばれている。
以前春高の会場で購入した「エースの心得」Tシャツを愛用している。
名前の由来はミミズクの漢字表記から。

赤葦 京治（あかあし けいじ）
声 - 逢坂良太
身長：182.3cm / 体重：70.7kg / ジャンプ最高到達点：327cm / 誕生日：12月5日 / 好物：菜の花からし和え / 最近の悩み：もうちょっとパワーをつけたい
梟谷学園高校バレー部副主将を務める2年生のS。背番号は10(1年)→5。
攻撃型セッター。2年生ながらチームの副主将を務めるだけあって高いレベルのプレーヤー。エース木兎を如何に気持ち良くスパイクさせるかを常に考えている他、木兎の弱点を全て把握しており、そこから約0.5秒で彼の行動を予測することができるなど彼の扱いに一番慣れている。木兎が気持ち良くスパイクすることが対戦相手が最も嫌がることであると考えており、自身も「絶好調の木兎さんは見ていてとても気持ちがいい」と語っている。
クールな性格で、後輩ながらも木兎に鋭いツッコミを入れる。そのためチーム内の人間的ポジションは木兎の世話役とされている。また、木兎の感情の起伏のタイミングを掴んでおり、そのコントロールのためにチームメイトに合図を送る。
ただし木兎のおかげで目立っていないだけで、チームメイトやマネージャーからは「意外と変人」、「見えないだけで、まぁまぁ変」と言われている。
中学時代はバレーに対してさほど情熱を持っていた訳ではなかった。しかし、進学先として候補に入れていた梟谷の練習を見学した際に木兎のプレーを目の当たりにし、そのスター性に魅了され梟谷への進学を決めると同時に進学後も熱意を持って木兎とのプレーに取り組んでいる。黒尾からは「冷静だが、同時に真面目で義理堅い奴」と言われている。木兎が得意としている「リバウンド」や月島の「一人時間差」は赤葦が教えた。冷静かつ客観的な視点を持っており、影山や宮侑など「天才セッター」と呼ばれる選手に対しても惜しげも無く賛辞を送っている。
卒業後は出版社に入社。文芸希望だったが、週刊少年漫画の編集者になり、烏野OBの宇内天満の担当になる。BJ対アドラーズの試合を宇内とともに観戦。日向のジャンプサーブを見て、「日向・・こんなに育って」と成長に感動している。その後宇内とともにバレー漫画の制作に力を入れる。
名前の由来はアカアシモリフクロウから。

木葉 秋紀（このは あきのり）
声 - 村田太志
身長：178.8cm / 体重：65.9kg / ジャンプ最高到達点：322cm / 誕生日：9月30日 / 好物：竜田揚げ / 最近の悩み：木兎のバカさが一周回って天才の方なんじゃないかという気がしてきて腹立つ
梟谷学園高校3年生のWS。背番号は7。
攻守ともにオールラウンドにこなす選手であり、「攻撃力そこそこ、守備力そこそこ、良く言えばオールラウンダー、悪く言えば地味。良いトコロは、大体木兎に持っていかれる。だが、彼無くして梟谷は回らない『Mr.器用貧乏』」と評される。セットアップも得意で猿杙との連係が得意。１年生の時の赤葦から「スターと練習ができてうれしい」と聞いた時は、「こいつも実は変人？」と言っている。
木兎に対しては特に辛辣な態度を見せるが、木兎に対する信頼の裏返しからくるものでもある。
高校卒業後は、エーツガイア製薬（東京）の営業に務め、社会人チームのエーアガイツ製薬バレーボール部に所属している。
名前の由来はコノハズクから。

鷲尾 辰生（わしお たつき）
声 - 古賀明
身長：187.8cm / 体重：80.5kg / ジャンプ最高到達点：335cm / 誕生日：8月29日 / 好物：ぶりの照り焼き / 最近の悩み：初対面の子供に泣かれた
梟谷学園高校3年生のMB。背番号は2。
寡黙。ジャンプサーブが得意。春高本戦にて、木兎が早々にしょぼくれモードに入った際には、心配するチームメイトを尻目に「大丈夫だ、俺たちの方が強いから」と自信を見せた。
高校卒業後は角名、古森と共にV.Leage Division1のEJP(東日本製紙)RAIJINに所属している。
名前の由来はワシミミズクから。

猿杙 大和（さるくい やまと）
声 - 橘潤二
身長：181.5cm / 体重：74.2kg / ジャンプ最高到達点：328cm / 誕生日：8月2日 / 好物：大根おろし / 最近の悩み：笑っていないのに「笑うな」と言われることがある
梟谷学園高校3年生のWS。背番号は3。
口が猫口。木兎からは「猿」と呼ばれている。選手としては木葉と同じくオールラウンダー。
高校卒業後は、東京で区役所職員になっている。
名前の由来はサルクイワシミミズクから。

小見 春樹（こみ はるき）
声 - 菊池幸利
身長：164.7cm / 体重：60.5kg / ジャンプ最高到達点：298cm / 誕生日：1月23日 / 好物：エビフライ / 最近の悩み：昼食の後に昼寝の時間が無いこと
梟谷学園高校3年生のL。背番号は11。
木葉と同じくテンション高め。
高校卒業後は東京で役者になっている。
名前の由来はコミミズクから。

尾長 渉（おなが わたる）
声 - 原俊之
身長：191.3cm / 体重：81.1kg / ジャンプ最高到達点：330cm / 誕生日：4月14日 / 好物：プリン(濃厚なやつ) / 最近の悩み：一部の同級生に本気で「面長君」と間違われて呼ばれること
梟谷学園高校1年生のMB。背番号は12。チーム最長身。木兎の不調や木葉の普通発言に疑問を思いつつも口に出さないなど空気が読める。
高校卒業後は、金田一と同じV.League Division2のたまでんエレファンツでプレーしている。
名前の由来はオナガフクロウから。

穴掘 秀一（あなほり しゅういち）
身長：177cm
梟谷学園高校1年生のS。背番号は10。春高で不調の赤葦の代わりに試合に出場する。貴重なアピールの機会と興奮していたが、狢坂のブロックの圧に緊張しセット終了後は疲れを見せた。
名前の由来はアナホリフクロウから。

雀田 かおり（すずめだ かおり）
声 - 富樫美鈴
梟谷学園高校バレー部マネージャー。頬にそばかすがある。木兎の扱いに慣れており、普段から彼を弄り倒している。
高校卒業後は、東京でスポーツプロモーターになっている。
名前の由来はスズメフクロウから。

白福 雪絵（しろふく ゆきえ）
声 - 竹内絢子
梟谷学園高校バレー部マネージャー。語尾を伸ばす口調でおっとりしている。
夏休みの合同合宿最終日のバーベキューの時に大食いであることが判明した。木兎に貸したノートの返却を100回以上催促している。
高校卒業後は、千葉で食品メーカー栄養士になっている。
名前の由来はシロフクロウから。

闇路 建行（やみじ たけゆき）
梟谷学園高校バレー部監督。
『ハイキュー!! コンプリートガイドブック 排球本！』では「夜中 司」と表示されていたがその後は修正された。
木兎と胸ハイタッチをするなどノリも良い。

滝沢 良文（たきざわ よしふみ）
梟谷学園高校バレー部コーチ。

#### 戸美学園高校
大将 優（だいしょう すぐる）
声 - 興津和幸
身長：178.6cm / 体重：66.5kg / 誕生日：7月1日 / 好物：パピコ / 最近の悩み：サーブの威力を上げたい
戸美学園高校バレー部主将を務める3年生のWS。背番号は1。
技術は高いが、それ以上に心理戦が上手い。昔は力押しなプレーだったが高校に入ってからその技術を身に着けた模様。本心は真面目で春高開催地の代表戦（3位決定戦）では、山本を自滅寸前まで追い詰め、終盤は諦めずに技術なしの真っ向勝負を果たした。
黒尾とは昔からの知り合いで、会うと小競り合いが起きる。すれ違いの恋人（美華）がおり、黒尾に「フラれた傷は癒えたのか？」と冷やかされた。春高予選後には美華と仲直りしチームメイトに弄られた。
美華とともに訪れた春高観戦では解説役を務める他、「変人速攻」を目の当たりにして思わず「全国コワッ」と漏らした。
卒業後はVリーグに所属しているDevision2のヨツヤモータースピリッツでOHを務めている。名前の由来はアオダイショウから。

高千穂 恵也（たかちほ よしや）
声 - 葉山昴
身長：175.2cm / 体重：63.2kg
戸美学園高校3年生のWS。背番号は2。名前の由来はタカチホヘビから。

広尾 倖児（ひろお こうじ）
声 - 清水優譲
身長：185.5cm / 体重：70.8kg
戸美学園高校3年生のMB。背番号は5。
煽りが得意。ジャンプフローターの使い手。
名前の由来はヒロオウミヘビから。

先島 伊澄（さきしま いすみ）
身長：174.3cm / 体重：61.8kg
戸美学園高校3年生のS。背番号は7。
大将と共に煽りを務める。名前の由来はサキシマアオヘビから。

赤間 颯（あかま そう）
声 - 村田太志
身長：172.3cm / 体重：63.3kg
戸美学園高校2年生のL。背番号は8。
対戦相手の妬みを聞き流そうとするなど、沼井曰く「人間出来過ぎ」。名前の由来はアカマムシから。

背黒 晃彦（せぐろ あきひこ）
声 - 葉山昴
身長：186.7cm / 体重：75.3kg
戸美学園高校2年生のMB。背番号は10。名前の由来はセグロウミヘビから。

沼井 和馬（ぬまい かずま）
声 - 柳田淳一
身長：178.8cm / 体重：71.5kg / 誕生日：8月4日 / 好物：高菜チャーハン / 最近の悩み：1・2年は根性が足りない気がする！
戸美学園高校3年生のWS。背番号は4。
本来のエーススパイカー。準決勝戦で親指を脱臼したため、音駒戦ではピンチサーバーのみでの出場。威力あるサーブを決めた。名前の由来はヌママムシから。

潜 尚保（くぐり なおやす）
声 - 大塚剛央
身長：180.6cm / 体重：68.2kg / 誕生日：9月9日 / 好物：山菜そば / 最近の悩み：髪型が不まじめだと先生達に怒られること
戸美学園高校1年生のWS。背番号は12。
次期エーススパイカー。フォームが綺麗で、コースが読めない技術を持つ。沼井曰く自分より技術上手いと評価されているが、基本的に感情を前面に出さない選手のため感情的な監督からの評価はやや低い。音駒戦のメンバーに選ばれた際にも特に何の反応も示さなかったが、試合に敗れた際には悔し涙を流した。名前の由来はジムグリから。

大水 清心（おおみず きよし）
最近の悩み：デ○ズニー映画を見て号泣していたら10歳の娘に引かれたことがショック / 年齢：39歳
戸美学園高校バレー部監督。熱血漢。最近赴任したらしく、戸美のフェイント等の技術をもっと上手くやれると、さらに伸ばす指導を進めた。
名前の由来はオオミズヘビから。

#### 井闥山学院高校
佐久早 聖臣（さくさ きよおみ）
声 - 鳥海浩輔
身長：189cm（高校2年時）→192.3cm / 体重：80.2kg / 誕生日：3月20日 / 好物：梅干 / 最近の悩み：差し入れ・プレゼントはお断りしたい
井闥山学院高校2年生のWS。背番号は10。
全日本男子ユース代表合宿メンバー。
全国トップ3のエーススパイカー。牛島とは中学からのライバルでユース代表合宿で「牛島（白鳥沢）が何で負けんだよ」と影山に絡むが、彼から「佐久早さんは(練習で)まだ本気出してませんよね、イメージより普通だなと思って」と切り返された。潔癖症で、作者によると過度ではないがハッキリという所があるためそう思われるとのこと。春高予選決勝で梟谷学園を下して「東京第1代表」になった。
異常な程手首が柔らかく、その手首の柔らかさを活かしてコースを打ち分けるだけでなく、ボールに強い回転をかける事でレシーブが困難なスパイクやサーブを打てる。またディグも得意。
高校卒業後は大学に進学し日向も加入したブラックジャッカルに加入している。全日本大学選手権大会ではMVPにもなっており、大型ルーキーとして期待されている。潔癖症の性格も変わってはおらず、試合前に日向や影山達の会話の中にと加わろうとした時にはマスクをつけた状態で全員に、「インフルエンザの予防接種は済んでいるのか」と聞き、牛島に対しては大学時の黒鷲旗大会の借りを返すとリベンジを宣言した。東京オリンピックでは日本代表に選ばれている。

古森 元也（こもり もとや）
声 - 上村祐翔
身長：180cm
井闥山学院高校2年生のL。背番号は13。2年ながら高校No.1リベロとの評価を得ている。佐久早とは従兄弟である。
全日本男子ユース代表合宿メンバー。気さくな性格で影山にも友好的に声をかけている。元々は中学まで守備のうまいアウトサイドヒッターだったが、攻撃は佐久早に勝てず、守備で勝負しようと180の長身ながらもリベロになった。
V.Leage Division1のEJP(東日本製紙)RAIJINに鷲尾(梟谷出身)、角名(稲荷崎出身)と共に所属しており、佐久早がチームに馴染めるか心配していた。東京オリンピックでは日本代表に選ばれている。

飯綱 掌（いいづな つかさ）
身長：181cm
井闥山学院高校バレー部主将を務める3年生のS。背番号は1。
JOCでベストセッター賞を取ったことがある。春高準々決勝の犬伏東戦途中で足をつり途中退場し、チームも逆転負けを喫し涙を流した。
卒業後VリーグDivision2のDESEOホーネッツに所属している。

### 他県の高校

#### 森然高校
小鹿野 大樹（おがの だいき）
声 - 鈴木千尋
森然高校バレー部主将を務める3年生。背番号は1。
得意とするコンビネーションプレーの要で、戦術を用いて対戦相手をかく乱させる。だが、変人速攻には逆に翻弄されていた。春高予選は決勝で敗退。
夏の合同合宿（東京・埼玉）に烏野高校が参加し、「我が梟谷グループのマネちゃんズのレベルは高いが、烏野（潔子&仁花）が加わって、さらにレベルが上がった・・・」と千鹿谷（1年）と会話している。ブロッコリーのようなモジャモジャ頭が特徴。
生川の強羅とは互いに「タラコ（唇）」「ブロッコリー（頭）」と呼び合っており、そのやりとりを見た黒尾からは「食べ物に失礼だろう」とツッコミを入れられている。
強羅、後輩の千鹿谷とともに春高観戦に訪れている。

千鹿谷 栄吉（ちがや えいきち）
声 - 長南翔太
身長：193.2cm / 体重：78.5kg / 誕生日：10月19日 / 好物：焼きたらこおにぎり / 最近の悩み：マネさんが赤飯に凝っててよく炊いてくれるんだけど赤飯好きじゃない…。
森然高校1年生のMB。背番号は7。
全日本男子ユース代表合宿メンバー。
ユース代表合宿中は影山と行動している。また、影山の佐久早（井闥山）への「思ったより普通」との率直な言葉にビビった。
小鹿野に似たモジャモジャ頭であり、影山には「ブロッコリー（頭）2号」と心の中で名付けられた。
先輩の小鹿野、生川の強羅とともに訪れた春高観戦では、試合で大活躍を見せる影山とマブダチであることを2人に自慢した。

名栗 翔太（なぐり しょうた）

島府 典明（しまふ のりあき）

吉川 和孝（よしかわ かずたか）

赤谷 勇（あかたに ゆう）

児玉 勝（こだま まさる）

大滝 真子（おおたき まこ）
声 - 大地葉
森然高校バレー部マネージャー。
夏休の合同合宿（埼玉）最終日のバーベキューの時に、「烏野の3年って、しっかりしていそう」と評価したが、潔子（烏野）から「下級生に問題児が多いからね...でも、エース（東峰）はメンタルが弱い」と返答され、「えっ！怖そうなのに」と一驚した。

笹川 良樹（ささがわ よしき）
森然高校バレー部監督。

荒川 晋平（あらかわ しんぺい）
声 - 橘潤二
森然高校バレー部コーチ。

#### 生川高校
強羅 昌己（ごうら まさき）
声 - 松田修平
生川高校バレー部主将を務める3年生。背番号は1。
エーススパイカー。強烈なジャンプサーブを武器にしている。夏休の合同合宿（埼玉）最終日、バーベキューの肉を取りづらそうにしている仁花（烏野）に、紳士的に声をかけた時「私、美味しくないです」と彼女から返された。タラコ唇が特徴。
小鹿野、千鹿谷と訪れた春高観戦では、合宿をともにした梟谷・音駒・烏野に対して「とても誇らしい」と賛辞を送った。

七沢 健吾（ななさわ けんご）

伊勢原 裕次（いせはら ゆうじ）
声 - 相楽信頼

湯河 浩二（ゆかわ こうじ）

芦谷 洋平（あしや ようへい）

千石 伸吾（せんごく しんご）

中川 俊美（なかがわ としみ）

宮ノ下 英里（みやのした えり）
声 - 嘉山未紗
生川高校バレー部マネージャー。
常に笑顔で人当たりが良い。潔子と仁花にサーブが強い理由として練習後に100本サーブを行なっていることを教えた。

中崎 純一（なかざき じゅんいち）
生川高校バレー部監督。

秋田 洋介（あきた ようすけ）
生川高校バレー部コーチ。

#### 椿原学園高校
越後 栄（えちご さかえ）
声 - 石毛翔弥
身長：183.2cm / 体重：71.5kg / 誕生日：10月9日 / 好物：ヤングコーン / 最近の悩み：友達や彼女と遊ぶ時「もう少しハシャいで」と注意される事
椿原学園高校バレー部主将を務める3年生のS。背番号は2。
達観した視野の持ち主。寺泊との平行パスが最大の武器。
名前の由来は新潟県湯沢町越後湯沢温泉。

丸山 一喜（まるやま かずき）
声 - 中島ヨシキ
身長：177.8cm / 体重：67.0kg / 誕生日：11月4日 / 好物：ホルモン焼 / 最近の悩み：もしかして俺って小心者・・・？
椿原学園高校3年生のWS。背番号は1。
声量はでかいが、実際は緊張しやすさをごまかすための模様。ブロックアウトやフェイントなど、技術面に長けている。
名前の由来の新潟県南魚沼市丸山温泉。

寺泊 基希（てらどまり もとき）
声 - 内田修一
身長：190.5cm / 体重：80.7kg / 誕生日：4月12日 / 好物：つけ麺全般 / 最近の悩み：3コ下の弟が冷たい気がする
椿原学園高校3年生のWS。背番号は4。190の長身から繰り出される超高校生級のパワーが持ち味。ややコースはクロスに偏る。
名前の由来は新潟県長岡市寺泊岬温泉。

舞子 侑志（まいこ ゆうし）
声 - 須田祐介
身長：174.9cm / 体重：65.3kg
椿原学園高校2年生のWS。背番号は10。
山口のレシーブを2回ミスしてしまっが、3回目に修正してきた。
名前の由来は新潟県南魚沼市舞子温泉。

岩室 橙吾（いわむろ とうご）
身長：185.7cm / 体重：71.8kg
椿原学園高校2年生のMB。背番号は8。
始めではサーブでセッターが動く所を狙った。
名前の由来は新潟県西蒲区岩室温泉。

当間 義友（あてま よしとも）
声 - 井上宝
身長：187.3cm / 体重：70.5kg
椿原学園高校2年生のMB。背番号は9。
影山を煽ったつもりが、日向の囮に引っかかってしまった。
名前の由来は新潟県十日町市あてま温泉。

貝掛 亮文（かいかけ あきふみ）
声 - 市川蒼
身長：173.5cm / 体重：62.5kg
椿原学園高校2年生のL。背番号は12。
名前の由来は新潟県湯沢町貝掛温泉。

姫川 葵（ひめかわ あおい）
声 - 井上雄貴
身長：173.2cm / 体重：61.5kg / 誕生日：1月19日 / 好物：鉄火丼 / 最近の悩み：タオルを渡すタイミングを逃しがちな事
椿原学園高校1年生のWS。背番号は14。名前の由来は新潟県糸魚川市姫川。
春校1回戦でピンチサーバとして公式戦初出場。第一セット烏野セットポイントの場面で出場すると
サーブが寺泊の後頭部にあたってしまい第一セットを落とすも、第二セットでは自身の武器である天井サーブを見事に決めた。元々守備力が評価されており、レシーブも得意。

月岡 千春（つきおか ちはる）
声 - 大野智敬
椿原学園高校2年生。背番号は3。
県予選でのピンチサーバー。1回目を外した姫川に活を入れた。
名前の由来は新潟県新発田市月岡温泉。

三川 大（みかわ だい）
椿原学園高校2年生。背番号は5。
ジャンプフローターのサーバー。
名前の由来は新潟県阿賀町三川温泉。

大佐渡 巽（おおさど たつみ）
声 - 前田一世
最近の悩み：ラーメンに白米を追加しようとすると妻に止められる事 / 年齢：38歳
椿原学園高校バレー部監督。名前の由来は新潟県佐渡市大佐渡温泉。

#### 稲荷崎高校
北 信介（きた しんすけ）
声 - 野島健児
身長：175.2cm / 体重：67.5kg / 誕生日：7月5日 / 好物：豆腐ハンバーグ / 最近の悩み：バァちゃんが今から俺の結婚式を楽しみにしている事
稲荷崎高校バレー部主将を務める3年生のWS。背番号は1。名前の由来はキタキツネ。
決してスター選手ではないがコートに入るだけで空気をシメることができる選手。バレーの実力自体は「まあ上手い方」程度であり身体的にも技術的にも特別優れているわけではないが、練習でできていることは試合でも必ずできると監督に評されている。
チームの親的存在であり、常に冷静で行動には無駄がなくかける言葉も的確。チームの主力でありながらメンタル的に未熟な侑らをコントロールすることができる数少ない人物である。「反復・継続・丁寧」を信条としており、バレー部の活動から私生活まで「毎日やる、ちゃんとやる」ことを大切にしている。また、練習でできていることは試合でも必ずできるという自信から試合で緊張するということもないという。その言動や行動から周囲からは「機械」と言われることもしばしばである。3年生たちからは、「信介」と呼ばれていることが多い。
中学3年間はスタメンはおろかユニフォームを貰ったことさえなく、高校入学後も3年になるまで試合に出たことはなかったが、その実直な姿勢が評価され新チームでは主将に任命されるとともに背番号1のユニフォームを貰い、涙を流した。自らを構築するのは毎日の行動であり結果はその副産物に過ぎないとの考えから「結果よりも過程が大事」との言葉に賛同しているがユニフォームを貰った際には「これも結果のうちかなぁ」と喜んだ。
自分が選手としては平凡であることを自覚しており、春高本戦の烏野戦では試合を「バケモンたちの宴」と称した上で自らを「それに混ざれたラッキーな人間」であると語っている。
高校卒業後は、農家になっており、彼のお米" ちゃんと "はおにぎり宮でも使われている。最終回ではおにぎり宮でオリンピックを治と観戦。

尾白 アラン（おじろ アラン）
声 - 笠間淳、福井爽香（小5）
身長：184.7cm / 体重：80.2kg / 誕生日：4月4日 / 好物：リッツ / 最近の悩み：穴の開いたパンツを「もう1回履いたら捨てよう」と思って結局3回目履いてる
稲荷崎高校バレー部コートキャプテンを務める3年生のWS。背番号は4。名前の由来はオジロスナギツネ。
木兎と並ぶ高校5大エーススパイカーの一人。好調時には3大エースすら凌ぐほどの破壊力を持つパワースパイカー。
宮兄弟とは小学生の頃からの顔馴染みであり、2人へのツッコミ役を担っている。宮兄弟は互いを「治（サム）」「侑（ツム）」と呼び合っているが、これは「アラン」という「横文字の名前」に憧れた2人が改名する代わりの妥協案として使い始めたものである。
高校卒業後は、V.LeageDivision1の立花Red FalconsにOHとして所属している。ダジャレを言うが、仲間には通じていない。東京オリンピックでは日本代表に選ばれている。侑に突っ込みを入れていた。

銀島 結（ぎんじま ひとし）
声 - 山本匠馬
身長：180.3cm / 体重：72.7kg / 誕生日：8月21日 / 好物：肉巻きポテト / 最近の悩み：尾白さんが俺にも双子へのツッコミを求めてくる
稲荷崎高校2年生のWS。背番号は5。名前の由来はギンギツネ。
北によると責任感と熱意故に決め急ぎがちである。風邪を引いても部活を休まずバレーをやると意気込む侑のバレー愛に感心するも、北に「体調管理できてないことを褒めるな」と諭された。高校卒業後は大阪でジムインストラクターになっている。オリンピックの時はおにぎり宮に訪れている。

宮 侑（みや あつむ）
声 - 宮野真守、松田利冴（小4）
身長：183.6cm / 体重：73.3kg / 誕生日：10月5日 / 好物：トロ / 最近の悩み：指先が乾燥ぎみになる季節
稲荷崎高校2年生のS。背番号は7。
高校No.1セッターとの呼び声高い天才セッター。そのセットアップはスパイカーに上手くなったと錯覚させるほどの精度を誇る。「腕は2本、指は10本。よりたくさんのもので支えたる」と語るように無理な体勢でも極力オーバーハンドでトスをあげることを信条としており、それを実現させるだけの身体能力と技術を持つ。また、中総体とインターハイでベストサーバー賞を受賞するなどサーブの名手でもあり、強烈なスパイクサーブと高速ジャンプフローターサーブの両方を操る「二刀流」である。サーブの際は応援声を止めさせている。性格は感情豊かで明るいがだが、毒舌なところがある。
双子の治とのコンビプレーは相性抜群で、「宮ツインズ」としてアイドル的人気を誇り女性のファンも多い。春高2回戦の烏野戦では自身の天才的セットアップとも相まりぶっつけ本番で「変人速攻」の真似事・「双子速攻」を成功させただけでなく、互いの役割を入れ替えた「双子速攻・裏」、バックトスによる「双子速攻・背」なども繰り出した。
ユース強化合宿の参加メンバー。スパイカーの要求に素直に応える影山に対し「プレーがおりこうさん」と発言、影山が自分の殻を破るきっかけを作った（侑自身はその自覚はなく、春高で再会した時には「あの時のおりこうさんはどこへ行った」と困惑している）。
烏野との春高での試合後、日向に対して「いつかトスを上げる」と宣言している。高校卒業後はプロになっており、日向が加入したブラックジャッカルに所属している。高校の時はボケだったが、自身よりも性格の癖が強い木兎らチームメイトに突っ込みなどをして振り回されている。また、高校時の宣言通りに日向と変人速攻を決めている。それを見た木兎・赤葦から「恐怖・初見殺し」と言われている。新たに「超ハイブリッドサーブ」を使うようになり、「三刀流」となった。日向のことは「翔陽君」、木兎のことは「木（ぼ）っくん」と呼んでいる。東京オリンピックでは日本代表に選ばれている。

宮 治（みや おさむ）
声 - 株元英彰、松田颯水（小4）
身長：183.8cm / 体重：74.5kg / 誕生日：10月5日 / 好物：めし / 最近の悩み：人生最期の日に何を食べるか決められる気がしない事
稲荷崎高校2年生のWS。背番号は11。
侑とは双子。オポジットとして、セッターである侑との双子ならではの息の合ったコンビネーション攻撃を武器とするが、侑のことを信頼しているというわけではない。侑に比べると比較的冷静な性格であるが、それはあくまで侑と比べた場合の評価に過ぎず、側から見れば侑同様に騒がしく突っ走ってしまう傾向にある。
尾白曰く「侑の最大の武器は治」であり、どれだけ走っても絶対に付いてくる治の存在が侑の能力を伸ばしているという。
幼少期は侑より先にセッターを経験するなど「一枚上手」であったが、着々と力をつける侑に後塵を拝する形となっていた。本人もそれを認めており、侑がユース候補合宿に召集された時も「悔しいと思てへんことが悔しい」「侑の方がほんのちょびっとだけバレーを愛しとるから」と語っていた。高校卒業後は、バレーを辞めておにぎり屋を開いており、「おにぎり宮」の店主となっている。かつて戦った山口のことを覚えていた。

角名 倫太郎（すな りんたろう）
声 - 島﨑信長
身長：185.7cm / 体重：73.2kg / 誕生日：1月25日 / 好物：チューペット / 最近の悩み：双子にツッ込んでたまるか
稲荷崎高校2年生のMB。背番号は10。名前の由来はチベットスナギツネ。
MBとして身長は低いがセンスのある尾白と並ぶポイントゲッター。
スロースターターであり、序盤はさほど目立たないものの試合が進むにつれて攻守ともにキレを増す。ブロックの反応が早く、春高の烏野戦ではコースを打ち分けようとする田中を苦しめた。攻撃では強靭な体幹を生かした「打点の幅」をもって相手ブロッカーを翻弄するターン打ち（クロス打ちの反対）の速攻を得意とする。
愛知出身で稲荷崎の選手の中では唯一標準語を話す。北によると点差がつくか勝ちが見えてくるとサボり出す傾向にある。
高校卒業後はV.LeageDivision1のEJP(東日本)RAIJINにMBとして所属している。

大耳 練（おおみみ れん）
声 - 宮園拓夢
身長：191.5cm / 体重：80.5kg / 誕生日：2月17日 / 好物：白身魚の刺身 / 最近の悩み：北とお茶を飲んでいたら侑に「老夫婦みたい」言われた事
稲荷崎高校3年生のMB。背番号は2。名前の由来はオオミミギツネ。
稲荷崎のブロックの要。安定感のあるリードブロックが持ち味で、日向の囮を初見で見破った他、田中の超インナークロスを「所詮木兎の劣化版」と断じ次々とシャットアウトしたが、クロスを警戒するあまりに土壇場ではラインショットを許したが、その後は全てシャットアウトしていた。卒業後は大阪で税関職員になっており、オリンピックの時はおにぎり宮に訪れていた。
赤木 路成（あかぎ みちなり）
声 - 松浦義之
身長：174.2cm / 体重：70.8kg / 誕生日：4月12日 / 好物：さけるチーズ / 最近の悩み：体脂肪率増えてきた･･･
稲荷崎高校3年生のL。背番号は15。名前の由来はアカギツネ。
尾白のレシーブから流れたボールを足先で受けて繋いだ。
高校卒業後は兵庫で高校の体育教師になっており、オリンピック観戦のためおにぎり宮に訪れている。

小作 裕渡（こさく ゆうと）
声 - 福西勝也
稲荷崎高校2年生のWS。背番号は13。名前の由来はコサックギツネ。
強烈で大きく角度がつくサーブが武器。

理石 平介（りせき へいすけ）
声 - 福西勝也
身長：185.2cm / 体重：71.5kg / 誕生日：3月13日 / 好物：テリヤキピザ / 最近の悩み：試合に出るチャンスはあるだろうか･･･!?
稲荷崎高校1年生のWS。背番号は14。名前の由来はホッキョクマーブルギツネの中国語表記(北極大理石狐)。
春高・烏野戦では第2セットにピンチサーバーとして出場。サーブが得意。
中学唯一試合で出たピンチサーバーが外れ試合が即終了したため、「ミスったら元も子もない」と入れるだけのサーブを打ち、味方応援団からブーイングを浴びせられ落ち込んだ。北の言葉を受けて自身の中途半端さを反省して持ち直し、2回目のピンチサーブをノータッチで成功させた。
高校卒業後は大学４年になりVリーグDivision1のVC神奈川でプレーしている。高校３年の時はサーブで個人賞を取った。侑のサーブを見て「やっぱ侑さんはバケモンや・・・」と言っている。

黒須 法宗（くろす のりむね）
声 - 金光宣明
最近の悩み：生え際なんて気にしてない。全然別に気にしてない。 / 年齢：41歳
稲荷崎高校バレー部監督。名前の由来はクロスフォックス(アカギツネの別称)。最近家族で一番懐いているのは犬。

大見 太郎（おおみ たろう）
声 - 武田太一
稲荷崎高校バレー部コーチ。

#### 早流川工業高校
白峰 周（しらみね いたる）
声 - 宮崎遊
身長：181.2cm / 体重：71.8kg
早流川工業高校バレー部主将。3年生のS。背番号は1。名前の由来は石川県白山市白峰温泉。

金沢 伊織（かなざわ いおり）
声 - 冨森ジャスティン
身長：180.5cm / 体重：72.3kg
早流川工業高校3年生のWS。背番号は4。名前の由来は石川県金沢市金沢温泉。

志賀 智成（しが ともなり）
声 - 岡部悟
身長：187.2cm / 体重：80.2kg
早流川工業高校3年生のMB。背番号は8。名前の由来は石川県羽咋郡志賀町志賀温泉。

和倉 久彦（わくら ひさひこ）
声 - 中西伶郎
身長：186.4cm / 体重：73.3kg
早流川工業高校3年生のMB。背番号は3。名前の由来は石川県七尾市和倉温泉。

深谷 謙朗（ふかたに けんろう）
声 - 熊谷健太郎
身長：178.2cm / 体重：67.8kg
早流川工業高校2年生のWS。背番号は10。名前の由来は石川県金沢市深谷温泉。

山代 総司（やましろ そうじ）
身長：177.4cm / 体重：69.5kg
早流川工業高校2年生のWS。背番号は12。名前の由来は石川県加賀市山代温泉。

輪島 友和（わじま ともかず）
声 - 新祐樹
身長：171.2cm / 体重：61.6kg
早流川工業高校2年生のL。背番号は9。名前の由来は石川県輪島市輪島温泉。

鹿尾 有敬（ししお ありたか）
声 - 利根健太朗
最近の悩み：ガラケーを卒業すべきか / 年齢：39歳
早流川工業高校バレー部監督。
音駒高校猫又監督の元教え子で、同じく粘って守り勝つチームを鍛え上げた。

#### 狢坂高校
桐生 八（きりゅう わかつ）
身長：188.3cm / 体重：85.6kg / 誕生日：4月8日 / 好物：生牡蠣 / 最近の悩み：「サーブレシーブ」「後輩指導について」「妹の髪が茶色くなった」「実家に毎年来ていたツバメが最近来ないこと」以下省略
狢坂高校バレー部主将を務める3年生のWS。背番号は1。
白鳥沢・牛島、井闥山・佐久早とともに「全国高校3大エース」と称される。コースより威力を重視するパワースパイカーであるが、「悪球打ちの桐生」と呼ばれるように多少乱れたトスであっても踏み切りなどの工夫によって全て威力の高い攻撃に繋げるという器用さも持ち合わせる。
坊主頭に剃り込みを入れた厳しい見た目とは裏腹に心配性で考えすぎる癖があり、マイナス思考な性格である。周囲の声を必要以上に気にする傾向があり、牛島や木兎などの全国区のエーススパイカーとの比較に悩む様子が描かれる。
中学時代、既に有望な選手として注目されていた中で徹底したマークに遭い、最終的に勝負から逃げるような形になってしまい敗戦した際にチームメイトのセッターから謝られてしまったという経験から、「上がったトスは全部決める」と決意し、現在の「悪球打ち」へと繋がった。
高校卒業後はV Leage Division1のAzuma Pharmacy(アズマファーマシー) グリーンロケッツにOHとして所属しており、白鳥沢の五色工とチームメート。

臼利 満（うすり みちる）
身長：182.2cm / 体重：70.5kg / 誕生日：12月12日 / 好物：そぼろご飯 / 最近の悩み:時々目が怖いって言われる
狢坂高校2年生のS。背番号は9。
傑出した能力こそ無いものの、チームメイトから「ハツラツと性格が悪い」と評される策士であり、相手選手を心理面から揺さぶりプレーの乱れを誘う。春高本戦の梟谷戦では、相手セッターである赤葦の気負いすぎた心情を読み、一時は交代させられるまでに赤葦を追い込んだ。名前の由来はウスリータヌキ。

雲南 恵介（うんなん けいすけ）
身長：190.3cm / 体重：79.8kg / 誕生日：1月29日 / 好物：いくら / 最近の悩み:あと1cmでいいから身長伸びろ
狢坂高校3年生のMB。背番号は4。貉坂ツインタワーの一人。名前の由来はウンナンタヌキ。

猯 望（まみ のぞむ）
身長：190.4cm / 体重：84.2kg / 誕生日：8月1日 / 好物：鯛茶漬け / 最近の悩み:なんとかして石原さとみと結婚できないか
狢坂高校3年生のMB。背番号は2。貉坂ツインタワーの一人。名前の由来はマミ。

蝦夷田 尚陽（えぞた なおはる）
身長：182.2cm / 体重：75.6kg
狢坂高校3年生のWS。背番号は7。名前の由来はエゾタヌキ。

本渡 昴（ほんど すばる）
身長：179.2cm / 体重：73.3kg
狢坂高校2年生のWS。背番号は10。名前の由来はホンドタヌキ。

尾新 春馬（びしん はるま）
身長：174.6cm / 体重：68.3kg
狢坂高校2年生のL。背番号は13。名前の由来はハクビジン。

九刷 みち子（くずり みちこ）
最近の悩み：娘がダイエットにハマり出した事 / 年齢：42歳
狢坂高校バレー部監督。名前の由来はクズリ。

#### 鴎台高校
星海 光来（ほしうみ こうらい）
声 - 花江夏樹
身長：169.2cm / 体重：61.7kg / 誕生日：4月16日 / 好物：かっぱえびせん梅味 / 最近の悩み：俺をナメる奴が減ってきた
鴎台高校2年生のWS。背番号は5。カモメのような目と逆立った白髮が特徴。
「現・小さな巨人」。低身長ながら強烈なスパイクやサーブを駆使する高い攻撃力を武器に鴎台のエーススパイカーを担う。かなりのジャンプ力を誇り空中戦が得意。影山は日向以上に安定した高いジャンプであるとしている。ブロックやレシーブといった守備も高いレベルである。
自身の低身長をことさらに強調したがるマスコミや周囲の声を煩わしく思っており、雑誌のインタビューなどは基本的に断っている他、春高本戦では低身長を話題にした記者に「身長が低いことは不利の要因であっても不能の要因ではない」と噛み付いた。その一方で、「身長を見て侮った相手選手が、試合でのプレーを見て驚く」というお決まりの流れを気に入っている。
ユース合宿にて、自身のプレーを見ても驚かない影山に絡むも「（日向の）参考になりました」と返答される。影山は実際に星海のジャンプを分析し日向に伝えることで、日向のジャンプの質向上に繋げている。
春校バレー準々決勝では、途中退場する日向に「俺は！！お前を待っている！！！」と告げた。
V.League Division1のシュヴァイデンアドラーズに所属しており牛島、影山とはチームメイトであり、東京オリンピックでは日本代表に選ばれている。

白馬 芽生（はくば がお）
身長：203.3cm / 体重：100.4kg / 誕生日：6月27日 / 好物：てりやきピザ / 最近の悩み：身体ちょっと絞った方が良いとは思ってる…
鴎台高校2年生のWS。背番号は10。名前の由来は長野県白馬村白馬八方温泉。
春校の開会式前に日向とぶつかったが日向に気が付かなかった。2mの身長に自信を持っているが、いつも聞いている星海からは軽くいなされている。根は素直な性格。
バレーは高校から始めた。高身長でブロックやスパイクは高所から来るなど強いがサーブは普通。レシーブ力は低く後衛時は常に角にいる。
高校卒業後はV.League Division1の立花Red Falconsにミドルブロッカーとして所属しており、東京オリンピックでは日本代表に選ばれている。

諏訪 愛吉（すわ あいきち）
身長：177.8cm / 体重：70.3kg / 誕生日：6月8日 / 好物：かつおのたたき / 最近の悩み：2年がちょっとクセ強めだから1年がんばれ
鴎台高校バレー部チームキャプテンを務める3年生のS。背番号は1。名前の由来は長野県諏訪市上諏訪温泉または下諏訪町下諏訪温泉。
常に穏やかでチームをまとめている。ジャンプフローターの使い手でサーブはチーム内で星海、昼神と並び強力。
高校卒業後は長野で写真家として活動している。

野沢 出（のざわ いずる）
身長：181.8cm / 体重：72.5kg / 誕生日：9月1日 / 好物：すこんぶ / 最近の悩み：最近と言わずモテたい
鴎台高校3年生のWS。背番号は4。名前の由来は長野県野沢温泉村野沢温泉。
卒業後は埼玉でWebマーケティングを務めている。

昼神 幸郎（ひるがみ さちろう）
声 - 宮崎遊
身長：190.4cm / 体重：80.8kg / 誕生日：2月3日 / 好物：具が大きいシュウマイ / 最近の悩み：姉の彼氏ノロケうっとうしい
鴎台高校2年生のMB。背番号は6。名前の由来は長野県阿智村昼神温泉。
「不動の昼神」という異名を持ち、決してブロックに振られない高校トップクラスのブロッカー。
バレー一家の家族で育ち、中学は強豪の優里西中学に進学し頭角を現していた。しかし、自分にも他人にも厳しく徐々に自分を追い詰めていく。
自身のミスによる失点で敗れた、自責の念からコンクリートの壁に拳をこすりつけて出血したとき、当時控えだった星海に「(バレーを)やめても死なねぇ」と言われたことでどんな場合も落ち着いたプレイができる現在のプレースタイルが築かれた。
高校卒業後は大学の獣医学部に進学し、獣医を目指している。
兄福郎は星海の所属しているシュヴァイデンアドラーズのキャプテン。姉の招子もVリーガー。

別所 千源（べっしょ かずよし）
身長：186.7cm / 体重：73.4kg / 誕生日：3月22日 / 好物：アジフライ / 最近の悩み：いつも心の中でやってるカントクのモノマネたまに口に出そうになる事
鴎台高校1年生のMB。背番号は8。名前の由来は長野県上田市別所温泉。1年からブロックの強い鴎台でMBレギュラーの実力者。常に無表情で口調も冷静だが頭の中では文句やダジャレを言ったりと饒舌。卒業後はVリーグdivision2の静岡penectジャガーズにMBとして所属している。

上林 鯨一郎（かんばやし けいいちろう）
身長：173.2cm / 体重：64.5kg / 誕生日：11月29日 / 好物：ねぎま / 最近の悩み：気ィ抜くと光来にレシーブ負ける
鴎台高校3年生のL。背番号は13。名前の由来は長野県山ノ内町上林温泉。ハイキュー最終話では鴎台メンバーで唯一センターカラーで描かれなかったので、トイレに行ってたと言うことで公式Xの最終話の宣伝イラストに登場。
卒業後は長野で社会福祉士を務めている。

乗鞍 功（のりくら いさお）
鴎台高校のWS。背番号は7。身長：185.0cm
長身の控え選手。守備力強化のため諏訪に変わりセッターと対角の選手を交代させる二枚替えで途中出場。名前の由来は長野県松本市乗鞍高原温泉。

戸倉 リアム（とくら りあむ）
鴎台高校1年生のS。背番号は12。
控えセッター。白馬に代わり二枚替えでピンチサーバーで途中出場。名前の由来は長野県千曲市戸倉上山田温泉。

アーロン・マーフィ
最近の悩み：コンビニのスイーツ美味しすぎない?? / 年齢：68歳
鴎台高校バレー部監督。セリエAのコーチや日本で2部リーグのチームを1部リーグに上げた経験がある名将。妻子持ち。
鴎台の監督になってから基礎面でサーブとブロック、そしてメンタル面を鍛え上げ確実に結果を出してきた。

#### 清川高校
山崎 良二
清川高校3年生のWS。背番号は1。
音駒高校と対戦するが、クロスやストレート全て拾われてしまい疲労を見せる。

#### 犬伏東高校
甲斐 涼晴（かい りょうせい）
犬伏東高校1年生のMB。背番号は4。
高い身体能力を持つ選手。準々決勝で井闥山と対戦し勝利する。卒業後はVリーグのDESEOホーネッツに所属している。

### 宮城県の中学校

#### 雪ヶ丘中学校
泉 行高（いずみ ゆきたか）
声 - 神原大地 / 池田恭祐
日向の中学時代の親友。愛称は「イズミン」。本来の部活はバスケ部。バレーの試合に出た時での背番号は6。
普段から熱心な日向の練習を手伝っており、公式戦にも出場した。
春高予選の決勝戦に応援に駆けつける。その際、影山を見て「なぜお前がいる？」と入部当初の日向と同じ反応をした。

関向 幸治（せきむかい こうじ）
声 - 横田成吾
泉と同じく日向の中学時代の親友。愛称は「コージー」。本来の部活はサッカー部。バレーの試合に出た時での背番号は5。
日向に誘われバレーに出場。運動神経は悪くなく、サッカー部のため足技が得意。しかし、バレーの知識はほとんどない。
春高予選の決勝戦に応援に駆けつける。その際、影山を見て「なぜお前がいる？」と入部当初の日向と同じ反応をした。

鈴木 幸也（すずき さいや）
声 - 榎木淳弥
部員が日向のみのバレー部に川島・森とともに入部。背番号は2。
初の大会で感動する日向にアップをとるよう勧めた。

川島 友喜（かわしま ゆうき）
声 - 西山宏太朗
部員が日向のみのバレー部に鈴木・森とともにバレー部に入部。背番号は3。
大会では北川第一の圧倒的な強さに怯えてしまった。

森 達也（もり たつや）
声 - 山本和臣
部員が日向のみのバレー部に鈴木・川島とともにバレー部に入部。背番号は4。

玉山 純平（たまやま じゅんぺい）
テニス部員。リターンをうまく返せない日向にスプリットステップを教えた。

#### 光仙学園中学校
長松 夢人（ながまつ ゆめと）
声 - 安田陸矢
身長：189.0cm
光仙学園中学校3年生のMB。
県1年生選抜強化合宿に参加した中学生の1人。白鳥沢学園への進学が決まっている。白鳥沢3年+OBとの練習試合前に日向にボトルの準備を頼んだ。

#### 白鳥沢学園中等部
由良 正太（ゆら しょうた）
声 - 内田修一
身長：178.0cm
白鳥沢学園中等部3年生のS。
県1年生選抜強化合宿に参加した中学生の1人。

### その他の登場人物
日向 夏（ひなた なつ）
声 - 山崎はるか
日向翔陽(烏野)の妹。『ショーセツバン!!』で初登場。
翔陽とは年が離れ、まだ幼い。お兄ちゃんっ子でよく一緒に遊んでもらっており、兄妹仲は良い。翔陽がブラジルに行くときは、財布をプレゼントしている。
高校では強豪、新山女子のバレー部に入部。背番号は10。

日向の母
声 - 小松由佳

及川 猛（おいかわ たける）
声 - 丸山有香
及川徹(青葉城西)の甥。
徹と「ちびっこバレーボール教室」に行った際、影山と会う。相談に乗ってもらおうと頭を下げる影山に対し、忙しいと断ろうとする徹に「カノジョにふられて暇だってゆったじゃん！」と言い放つ。また、影山が徹に頭を下げた写真を撮らされて「ダッセー！」と徹を卑下する。

谷地 円（やち まどか）
声 - 園崎未恵
谷地仁花(烏野)の母親。「谷地クリエイト」というデザイン会社を経営している。
多忙で家事全般は仁花に任せている。仁花が男子バレー部マネージャーに誘われたことを聞いた時は「本気でやってる人たちの中に入って、中途半端にやるのは一番失礼」と厳しい言葉を浴びる。しかし、厳しい言葉は娘に強くなってほしいという心の表れで、マネージャーをやることに反対はしない。本気で取り組もうとしていることを知った時は応援する姿勢を見せ、「寄付金募集のポスター」制作の際は「どうやったら足を止めて見てもらえるのか」とアドバイスを与える。

赤井沢 剛（あかいさわ ごう）
声 - 土田大
身長：182.5cm / 体重：81.5kg / ジャンプ最高到達点：301cm / 誕生日：2月27日 / 好物：ハヤシライス / 最近の悩み：生え際が気になる / 年齢：31歳
社会人バレーチームの「加持ワイルド・ドッグス」所属。ポジションはWS。
エーススパイカー。月島が練習に参加した際は突き指してしまうほどのパワーを見せつける。クロススパイクが得意。また、対戦相手を煽るのが好き。

星野 美加子（ほしの みかこ）
声 - 高橋未奈美
春高一次予選の烏野高校と角川学園の試合を観戦に訪れていた某中学校バレー部の顧問。自身のチームに長身選手がいないせいか、小柄な日向が大柄な選手に敵うはずないと同情の目で見ていた。最初こそ日向が大柄の選手と戦える術を持っていることを信じていなかったが、彼が2mの百沢を翻弄させる姿に驚愕する。試合観戦後「自分のチームも強くなれるでしょうか」と烏養に訊ねた。

高橋 源五郎（たかはし げんごろう）
声 - 小形満
大野屋。滝ノ上に呼ばれて以来、烏野高校の試合にたびたび応援に駆けつけている。春高一次予選の角川学園戦では、観戦に来た烏養に声を掛けている。

横山 静康（よこやま しずやす）
声 - 岩崎ひろし
高校バレーファンであり、烏野高校を熱狂的に応援している。昔から度々同校の応援に駆けつけているが、熱狂的ゆえに野次を浴びせることもあった。蓄えたもみあげが特徴。春高バレーは稲荷崎戦の応援に東京に来た。

平間 あすか（ひらま あすか） / ハルカ
声 - 加隈亜衣
及川のファン。『ハイキュー!! コンプリートガイドブック 排球本!』にてフルネームが判明したが、アニメ版ではハルカになっている。
烏野高校と青葉城西高校の試合を観戦しに来ていた。目当ては及川だったが、滝ノ上たちの解説に耳を傾けたり真剣に試合を観戦するようになり、烏野が得点を決めた際にも喜ぶ一面を見せる。

氏家 愛花（うじいえ まなか） / ユウコ
声 - 照井春佳
及川のファン。アニメ版では名前がユウコになっている。
あすかと共に試合を観戦しに来ていた。最初こそ黄色い声援を送るだけだったが、あすか同様、真剣に試合を観戦するようになり、青城の応援で来ていたことを忘れるほど烏野のプレーに感動していた。

アカネ
声 - 富岡美沙子
春高予選で、あすか、愛花と共に青城の応援に来る。原作には未登場。

清（きよし）
声 - 竹本英史
バレー部を離れていた京谷が町内チームや大学のサークルを転々としていた頃に出会った選手。
チームに溶け込めずにいた京谷にチームへの向き合い方をアドバイスし、彼が再び青葉城西高校バレー部の一員となるきっかけを作った。過去に同高校を受験して落ちている。アニメ版では応援にも駆けつけていた。

山本 あかね（やまもと あかね）
声 - 富田美憂
身長：144.3cm / 体重：35.4kg / 誕生日：3月13日 / 好物：そぼろごはん / 最近の悩み：友達にバレーの話をするとひかれること / 年齢：13歳
山本猛虎の妹。音駒中学校2年生。
バレーボール大好きっ子。兄の猛虎のいる音駒高校バレー部を熟知し、春高予選の応援ではアリサへの解説役。
中学卒業後は兄と同様に音駒高校に進学し、高校卒業後は大学に進学しており、出版社にインターンしている。

灰羽 アリサ（はいば アリサ）
声 - M・A・O
身長：178.5cm / 体重：56.5kg / 誕生日：4月5日 / 好物：おすし（ウニ） / 最近の悩み：弟がかっこ良くてモテすぎちゃわないか心配！ / 年齢：19歳
春高予選の応援に駆けつけた、灰羽リエーフの姉。
音駒高校のバレー部員が一目する美人。弟のリエーフのことを「レーヴォチカ」と呼んで彼を心底かわいがる。リエーフがバレーボールを始めたことで、バレーのことを少し勉強した様子。高校卒業後はモデルになっている。

山架 美華（やまか みか）
声 - 美山加恋
身長：156.3cm / 体重：44.3kg / 誕生日：12月19日 / 好物：プリッツ（ロースト） / 最近の悩み：髪を切ろうか迷ってる（『ショーセツバン!!』）、インスタ映えとは何かわからなくなってきた（連載）
　戸美学園高校3年生。大将の彼女。名前の由来はヤマカガシ。
「部活ばっか」の大将に不満を感じすれ違いが生じていたが、春高東京代表決定戦で奮闘する大将を見て心境が変化。再びヨリを戻す。大将とともに春高観戦に訪れる。高校卒業後は東京で看護師になっている。

奥田 元太（おくだ げんた）
身長：174.2cm / 体重：63.3kg
春高全国大会を観戦に来ているカップルの男。高校2年生。中学までバレーボーラ―。
宮兄弟に心酔するひろみに対抗して烏野を贔屓している。解説役を担う。

高梨 ひろみ（たかなし ひろみ）
身長：159.5cm / 体重：47.5kg
春高全国大会を観戦に来ているカップルの女。高校2年生。中学までバレーボーラ―。
主に宮兄弟を目当てに観戦に来ていたが、善戦する烏野に対しても声援を送っている。元太と議論する形で解説役を担う。

寺田 浩二（てらだ こうじ）
声 - 高橋伸也
年齢：23歳
叶歌の従兄。東京在住で、叶歌が試合で東京へ来た際には度々差し入れを届けている。

Pedro（ペドロ）
日向のブラジルにいるときのルームメイト。最初は素っ気なかったが、漫画を通して日向と仲良くなる。研磨のファンであり、帰国する日向に研磨のサインを頼んでいる。

加藤 ルシオ（かとう ルシオ）
ビーチバレーのコーチ。白鳥沢出身で、鷲匠監督の教え子である。

Heitor・Santana（エイトール サンタナ）
身長：197.3cm / 体重：94.4kg / 得意なプレー：ブロック / 好物：カイピリーニャ /  最近の悩み：犬飼いたい… / 年齢：25歳
ビーチバレーの選手で、日向とペアを組む。日向の最後の試合の後、恋人のニールに逆プロポーズされ、結婚。
もうすぐ一児のパパになる。

ルーベン
ロメロの息子で、ニンジャ・ショーヨーの大ファン。

#### 一繋の教え子
小野寺 町子（おのでら まちこ）
声 - 丸山有香
烏養の自宅庭コートの教え子で、東北教育女子大学バレー部に所属するセッター。
大学でバレーボールをしているが、空いた時間に自宅庭コートを使わせてもらって練習している。日向が烏養から指導を受ける際にもセッターとして参加しており、『翔くん』と呼んで親しんでいる。日向の空中戦の技術を身につけるのに大きく役立った。

木村 志乃（きむら しの）
烏養の自宅庭コートの教え子で、小野寺と同じ東北教育女子大学バレー部所属。小野寺と一緒に練習に訪れていた。

梅沢 道子（うめざわ みちこ）
烏養の自宅庭コートの教え子で、ママさんバレーチーム「軽鴨ママさんズ」に所属するセッター。日向の自主練習にも付き合っている。

小笠原 大樹（おがさわら だいき）
声 - 大地葉
烏養の自宅庭コートの教え子で、軽鴨中学校バレー部のセッター。優の兄で、面倒見がいい。日向の練習にも付き合っており、小柄な日向とは友達感覚で接している。

小笠原 優（おがさわら ゆう）
声 - 富樫美鈴
烏養の自宅庭コートの教え子で、軽鴨小学校5年生のセッター。小柄な日向を中学生と誤解していた。日向の自主練習に付き合っている。彼を『翔ちゃん』と呼び、一番懐いている。春高一次予選の烏野高校の試合に応援に来ていた。

星 倫太郎（ほし りんたろう）
声 - 丸山有香
烏養の自宅庭コートの教え子で、春高一次予選の烏野高校の試合に応援に来ていた。

緒方 陸（おがた りく）、菅野 拓（すがの たく）
烏養の自宅庭コートの教え子の小学生。

#### 日本代表関係者
雲雀田 吹（ひばりだ ふき）
声 - 家中宏
全日本男子代表チーム監督。
合宿初日の挨拶にて「日本、高さとパワーに敗れるなんて決まり文句はもう古い」と言い、「あらゆる事は備わっているものではなく、発揮されるものだ」と論じ、「世界を相手に暴れてくれ、バレーボールはもっと面白いと証明しよう」と締めくくった。一繋(元監督)に通ずる思考が覗える。

火焼 呼太郎（ひたき こたろう）
声 - 松山鷹志
全日本男子ユース監督。
影山が中学時代天才と評判であったことを聞き、「天才の定義はよくわからんけども…天才てのは完璧から最も遠い存在だと思うんだよね、だから面白い」と考えを示した。影山を万能型プレーヤーとして評価している。また、「今は何より発掘の時期…優秀な彼らは結果を出さなければいけない日がやってくる…彼らにこそバレーボールが楽しいと思ってもらいたい…大事だよねのびのびって」と合宿メンバーの将来を案じている。合宿メンバーに170cmに満たない星海光来(2年WS)を招聘している。

#### 中島家
大食いで、子供の名前は全員一文字。作者である古舘の別作品『詭弁学派、四ッ谷先輩の怪談。』にも登場する。
中島 正義（なかしま まさよし）
声 - 咲野俊介
和久谷南の応援にかけつけた、猛の父親。
自由人だらけの中島家の大黒柱で、試合にも応援に駆けつける。

中島 愛（なかしま あい）
声 - 半場友恵
和久谷南の応援にかけつけた、猛の母親。
空気を読まず、普段から正義とラブラブな一面を子供達の前で平気で見せつける。近々家族がまた一人増える予定であり、男の子なら「和」という名前を用意している。

中島 勇（なかしま いさむ）
声 - 森久保祥太郎
和久谷南の応援にかけつけた中島家の長男で、猛の2歳上の兄（大学2年）。
和久谷南高校バレー部前主将。凄腕のセッターだったらしく、前年まで弟とコンビを組んでいた。
しっかり者の猛が長男の方が良かったと妹の真から思われ、「兄ちゃん、泣くぞ」とショックを受ける。その後の猛の悩みによると頭の生え際が減ってきたとのこと。

中島 真（なかしま まこと）
声 - 藤田茜
和久谷南の応援にかけつけた中島家の長女。猛の2歳下の妹（高校1年）。
自由奔放の長兄の勇を頼りなく思っており、彼の武勇伝に冷静な対応を見せる。
『詭弁学派、四ッ谷先輩の怪談。』では準主人公。

中島 実（なかしま みのる）
声 - 三浦歩美
和久谷南の応援にかけつけた中島家の三男で、猛の5歳下の弟（中学1年）。
凶器とまで言われた元気の持ち主で、猛の手を焼かせていた。そのせいか、彼の面倒見の良さが培われるきっかけになっている。

中島 平（なかしま たいら）
和久谷南の応援にかけつけた中島家の四男で、猛の最近生まれたばかりの弟。
烏野高校との試合では愛が抱えて観戦する。

### V.LEAGUE

#### MSBYブラックジャッカル
日向 翔陽（ひなた しょうよう）
身長：172.2cm / 体重：70.1kg / 最近の悩み：リオで使うために買った大量の日焼け止めまだいっぱいあるけど使用期限どんくらいだろ?? / 年齢：22歳
MSBYブラックジャッカルのOP（オポジット）。背番号は21。

明暗 修吾（めいあん しゅうご）
身長：196.8cm / 体重：86.3kg / 年齢：29歳
MSBYブラックジャッカルのMBでキャプテン。背番号は4。

犬鳴 シオン（いぬなき シオン）
身長：174.7cm / 体重：67.5kg / 年齢：26歳
MSBYブラックジャッカルのL。背番号は6。

Adriah・Tomas（アドリア トマス）
身長：201.3cm / 体重：95.7kg / 年齢：27歳
MSBYブラックジャッカルのMB。背番号は9。

Oriver・Barnes（オリバー バーンズ）
身長：207cm / 年齢：31歳
MSBYブラックジャッカルのOP。背番号は10。

木兎 光太郎（ぼくと こうたろう）
身長：190.3cm / 体重：87.4kg / 最近の悩み：なんか、あの、アレ、税金のこととかあんまわかんない / 年齢：24歳。
MSBYブラックジャッカルのOH（アウトサイドヒッター）。背番号は12。

宮 侑（みや あつむ）
身長：187.7cm / 体重：80.4kg / 年齢：23歳 / 最近の悩み：新ボールまだ完全には慣れない
MSBYブラックジャッカルのS。背番号は13。

佐久早 聖臣（さくさ きよおみ）
身長：192cm / 体重：80.2kg / 年齢：22歳 / 最近の悩み：差し入れ・プレゼントはお断りしたい
MSBYブラックジャッカルのOH。背番号は15。

サムソン フォスター
年齢：43歳
MSBYブラックジャッカルの監督。

#### シュヴァイデンアドラーズ
影山 飛雄（かげやま とびお）
身長：188cm / 体重：82.2kg / 最近の悩み：長時間の移動がある時でももっとコンディションを完璧にしたい / 年齢：21歳
シュヴァイデンアドラーズのS。背番号は20。

平和島 登志朗（へいわじま としろう）
身長：176.4cm / 体重：70.3kg / 年齢：28歳
シュヴァイデンアドラーズのL。背番号は1。

昼神 福郎（ひるがみ ふくろう）
身長：197.2cm / 体重：84.5kg / 年齢：29歳
シュヴァイデンアドラーズのMBでキャプテン。背番号は2。
鴎台高校出身の幸郎は弟である。

Nicollas・Romero（ニコラス ロメロ）
身長：191.2cm / 体重：86.4kg / 誕生日：5月17日 / 好物：テマケリーア / 最近の悩み：ゴハン美味しすぎる！ / 年齢：30歳
シュヴァイデンアドラーズのOH。背番号は5。ブラジル代表の「世界のエース」息子がおり息子はニンジャ・ショーヨーの動画の大ファンであり、動画を見てビーチバレーを始めようとしている。日向の事は試合の最中に「ニンジャ・ショーヨー」だと分かり、チームメイトに日本人なのにショーヨーを知らないのかと発言した。

ソコロフ 尊人（ソコロフ たつと）
身長：201.8cm / 体重：98.2kg / 年齢：25歳
シュヴァイデンアドラーズのMB。背番号は7。高さとスピードが武器。

牛島 若利（うしじま わかとし）
身長：192.7cm / 体重：90.6kg / 最近の悩み：語学をもっとがんばりたい / 年齢：24歳
シュヴァイデンアドラーズのOP。背番号は11。「日本の大砲」。

星海 光来（ほしうみ こうらい）
身長：173.1cm / 体重：69.7kg / 最近の悩み：海外のメシ苦手な時がある事 / 年齢：23歳
シュヴァイデンアドラーズのOH。背番号は16。「小さな巨人」。

朱雀 万丈（すざく ばんじょう）
年齢：46歳
シュヴァイデンアドラーズの監督。

## 用語

### 高校

#### 宮城県
烏野高校（からすのこうこう）
宮城県にある県立高校。主人公の日向、影山が所属するチーム。ユニフォームとジャージはメインが黒、サイドが橙色。リベロ又セカンドユニは橙色。リベロは背番号4固定。男子バレー部は2年生エースとしてその名を馳せた「小さな巨人」がいた頃が全盛期で、その年に1度だけ全国大会を経験した（春の高校バレー3回戦敗退）。以降低迷し、強くも弱くもない「堕ちた強豪、飛べない烏」と呼ばれている。昔はベンチ入りできない3年生もいるほどの大所帯だったが今は部員は12人と少ない。横断幕の文字は「飛べ」。
全国高等学校総合体育大会バレーボール競技大会宮城県予選ベスト16、全日本バレーボール高等学校選手権大会宮城県代表決定戦優勝（5年ぶり9回目、全日本バレーボール高等学校選手権大会宮城県代表。春の高校バレー全国大会準々決勝敗退。
日向たちが2年の時は伊達工に敗れ宮城県IH予選準優勝。春高は稲荷崎に敗れ3回戦敗退。3年時は井闥山に準決勝で敗れ春高第3位。

青葉城西高校（あおばじょうさいこうこう）
宮城県にある私立高校。通称「青城（せいじょう）」。ユニフォームは文字とジャージがスカイブルー、その他が白。リベロ・セカンドは配色が逆でスカイブルーをベースとしている。
男子バレー部の強豪校で、県ベスト4の実力を誇るが全国大会は未だ出場なし。攻守ともに完成度が高く、コンビネーション攻撃を武器にしている。北川第一中学の卒業生が多く所属しており、主力を務めている。部員と監督の苗字は岩手県の温泉地から付けられている（一部を除く）。横断幕の文字は「コートを制す」。
全国高等学校総合体育大会バレーボール競技大会宮城県予選準優勝、全日本バレーボール高等学校選手権大会宮城県代表決定戦ベスト4。

伊達工業高校（だてこうぎょうこうこう）
宮城県にある工業高校。通称「伊達工（だてこう）」。ユニフォームはメインが緑、サブが白。キャプテンは背番号2。
男子バレー部の強豪校で「鉄壁」と呼ばれる強力なリードブロックが持ち味。3年生はインターハイ終了ともに引退し、春高は新チームで戦うことが慣例になっている。ファンブックによると工業高校のため就職先が充実している。部員と監督の苗字は、青葉城西高校と同様に宮城県の温泉地から付けられている。横断幕の文字は「伊達の鉄壁」。
全国高等学校総合体育大会バレーボール競技大会宮城県予選2回戦、全日本バレーボール高等学校選手権大会宮城県代表決定戦ベスト8。
1年後、IH決勝で烏野を下し11年ぶりに優勝。全国ではベスト16。

白鳥沢学園高校（しらとりざわがくえんこうこう）
宮城県にある中高一貫の私立高校。全国優勝を経験している県内トップの男子バレー部の強豪校で、他校から「王者」と呼ばれている。「個々の力の足し算」によるエーススパイカーを中心に高さと力強さで相手をねじ伏せるバレーを信条としている。烏野にその座を奪われるまで3年連続で春高に出場していた。かつて全国制覇した際もエースがおるなどスタイルは昔から変わらず、烏養前監督には原始的と評されていた。横断幕の文字は「強者であれ」。
受験は最難関で県内屈指の進学校としても知られている。バレー部専用バスや寮、馬術部もあるなど広大な校地を持つ。他の部活も軒並み強豪。校内は東北高等学校をモデルに描かれている。部員の苗字は山形県の温泉地から付けられている。
全国高等学校総合体育大会バレーボール競技大会宮城県予選優勝（宮城県代表）、全日本バレーボール高等学校選手権大会宮城県代表決定戦準優勝。

和久谷南高校（わくたにみなみこうこう）
宮城県にある高校。通称「和久南（わくなん）」。高さはないものの、コンビネーションに優れかつ守備力の高いチーム。横断幕の文字は「粘りを見せろ」。部員の名字は、宮城県の温泉地から付けられている。
全国高等学校総合体育大会バレーボール競技大会宮城県予選ベスト4、全日本バレーボール高等学校選手権大会宮城県代表決定戦ベスト8。

角川学園高校（かくがわがくえんこうこう）
宮城県にある高校。男子バレー部は弱小ながら身長2 mを誇る百沢が入部したことで春高予選で一躍話題になる。部員の苗字は青森の温泉地から付けられている。
全日本バレーボール高等学校選手権大会宮城県代表決定戦一次予選第4組3回戦。

条善寺高校（じょうぜんじこうこう）
宮城県にある高校。以前は堅実なプレースタイルを持ち味としていたが、現監督である穴原の就任後「アソビ」をモットーとした自由なプレースタイルに変化。練習時間の大半を「2対2」の試合形式の練習に費やしており、型に嵌らないフリースタイルでどこからでも攻撃に転ずる。横断幕の文字は「質実剛健」。部員やマネージャーの名字は福島県の地名から付けられている。
全国高等学校総合体育大会バレーボール競技大会宮城県予選ベスト4、全日本バレーボール高等学校選手権大会宮城県代表決定戦ベスト16。

常波高校（とこなみこうこう）
宮城県にある高校。目立った実績はない。春高大会前の烏野高校と練習試合をおこない、1セット勝利する。横断幕の文字は「はばたけ!!常波!!」。選手の名前は東急多摩川線の駅名から取られている。
全国高等学校総合体育大会バレーボール競技大会宮城県予選1回戦敗退。

扇南高校（おうぎみなみこうこう）
宮城県にある高校。全国高等学校総合体育大会バレーボール競技大会宮城県予選2回戦で白鳥沢学園に惨敗。横断幕は「仲間を信じろ」。部員の苗字は秋田県の温泉地から付けられている。
全国高等学校総合体育大会バレーボール競技大会宮城県予選2回戦、全日本バレーボール高等学校選手権大会宮城県代表決定戦一次予選第4組2回戦。

白水館高校（はくすいかんこうこう）
宮城県にある高校。
全日本バレーボール高等学校選手権大会宮城県代表決定戦ベスト8。

新山工業高校（にいやまこうぎょうこうこう）
宮城県にある高校。
春高大会前の烏野高校の練習試合相手の予定であったが、インフルエンザが流行したため、中止となった。

#### 宮城県の女子高
新山女子高校（にいやまじょしこうこう）
宮城県にある女子高校。インターハイ優勝の女子バレー部の強豪校。何年も全国大会に出場している。他校からは「女王」と呼ばれている。横断幕は「鍛錬」。春高バレーも準々決勝まで勝ち上がった。

#### 東京都
音駒高校（ねこまこうこう）
東京都にある都立高校。ユニフォームはメインが白、文字やサイドが赤。昔からエースは背番号4。通称「ネコ」。「梟谷学園グループ」の1つ。男子バレー部の強豪校。一時期低迷していたが、猫又監督が復帰してかつての強さをとり戻した。1人1人の対応力の高さが武器であり、同じく高い守備力を軸に粘り強く繋ぐバレーを展開する。横断幕の文字は「繋げ」。部員の苗字は猫に由来するものからつけられている（一部を除く）。烏野高校との試合は「ゴミ捨て場の決戦」と呼ばれている。ファンブックによると学校はかなり年季がある。
全国高等学校総合体育大会バレーボール競技大会東京都予選ベスト8、全日本バレーボール高等学校選手権大会東京都代表決定戦3位（5年ぶり11回目、開催地代表）。1年後は春高2回戦敗退。2年後は東京都代表決定戦で敗退し春高出場ならず。

梟谷学園高校（ふくろうだにがくえんこうこう）
東京都にある私立高校。男子バレー部の強豪校。ユニフォームはメインが白、サイドが黒に黄土色のライン。リベロは白と黒が逆。関東の数校で「梟谷学園グループ」と呼ばれるグループを作っており、普段から練習試合など交流している。エーススパイカー中心のオーソドックスなスタイルが特徴のチーム。もともと全国に行ける実力があり、木兎が加わったことで全国で勝ち抜けるようになった。昔からエースは背番号4。部員の名前はフクロウの名前から付けられている。ファンブックによると図書館が大きくて有名。横断幕の文字は「一球入魂」。
全日本バレーボール高等学校選手権大会東京都代表決定戦準優勝（東京第2代表・7年連続28回目）。春高は決勝まで進むも一林に敗れて準優勝。1年後の春高は2回戦敗退。2年後の春高は準々決勝敗退。

戸美学園高校（のへびがくえんこうこう）
東京都にある高校。男子バレー部の強豪校。ユニフォームはメインが緑、サイドが黄色。リベロは脇部分が白。狡猾で粘り強く、様々な策略と戦術を駆使した試合をする。横断幕の文字は「正々堂々」。部員の名字はヘビの名前から付けられている。
全日本バレーボール高等学校選手権大会東京都代表決定戦4位。

井闥山学院高校（いたちやまがくいんこうこう）
東京都にある高校。ユニフォームはV型の黄色のラインで上下分かれており、上部分は上が黄緑、下が黄色のグラデーション、下部分が白、ズボンは黄色。リベロは上部分が黒。
男子バレー部の名門校でインターハイ優勝の全国No.1のチーム。春高優勝候補筆頭。横断幕の文字は「努力」。ファンブックによると国際交流が多い。
全国高等学校総合体育大会バレーボール競技大会優勝、全日本バレーボール高等学校選手権大会東京都代表決定戦優勝（東京第1代表）。春高バレーは第一シード。準々決勝でキャプテン飯綱が足をつり逆転負けを喫しベスト8。
1年後の春高は鴎台に敗れ準優勝。2年後の春高は準決勝で烏野を破り優勝。

#### 他県
生川高校（うぶがわこうこう）
神奈川県にある私立高校。男子バレー部の強豪校。「梟谷学園グループ」の1つ。「サーブこそ最大の攻撃」という考えを基にサーブの強化を徹底しており、「サーブ＆ブロック」の攻防スタイルに特化したチーム。横断幕は「攻めろ生川」。春高バレー神奈川予選はベスト4以下で敗退。

森然高校（しんぜんこうこう）
埼玉県にある私立高校。男子バレー部の強豪校。「梟谷学園グループ」の1つ。「同時多発位置差（シンクロ）攻撃」など多彩なコンビネーション攻撃を得意とする。この攻撃スタイルは烏野高校にも大きな影響を与えた。毎年の「夏休合同練習」の合宿所。横断幕の文字は「一心同体 知恵を結べ」。春高埼玉県予選は決勝でフルセットで敗れた。
全日本バレーボール高等学校選手権大会埼玉県代表決定戦準優勝。

椿原学園高校（つばきはらがくえんこうこう）
神奈川県にある高校。全日本バレーボール高等学校選手権大会神奈川第二代表（2年連続2回目）。ユニフォームはメインがクリーム色、サイドが水色。2年連続の出場。去年の春高初出場時は三重の三宮工に緊張で本来の力を発揮できずあっさり負け、越後曰く気がつけば帰りのバスの中だったとのこと。
横断幕の文字は「細き流れも大河となる」。部員の苗字は新潟県の温泉地が由来。椿は新潟県の県花。

稲荷崎高校（いなりざきこうこう）
兵庫県にある高校。インターハイ準優勝を誇る強豪校。ユニフォームは黒、文字が白。リベロは白に黒文字。選手の背番号は珍しく飛ばす数字も多く19番の選手までいる。
常に攻め続ける姿勢と今と明日しか見てないその姿勢から「最強の挑戦者」と呼ばれている。テンションの浮き沈みがあり、ノッていれば特段と強い。他部活動も盛ん。吹奏楽部も強豪校で試合の際の大楽団による応援が名物となっている。横断幕の文字は「思い出なんかいらん」。部員の苗字はキツネに由来するものが多い。
去年はインターハイと春高3位。全国高等学校総合体育大会バレーボール競技大会準優勝。全日本バレーボール高等学校選手権大会兵庫県代表（3年連続31回目）。春高は第二シードで出場。初戦となる烏野との激闘に破れ2回戦で敗退。
1年後の春高は3回戦で烏野に辛勝したが、準決勝敗退し第三位。2年後は準々決勝敗退。

早流川工業高校（さるかわこうぎょうこうこう）
石川県にある高校。全日本バレーボール高等学校選手権大会石川県代表。ユニフォームは紺色に白文字、リベロは逆。ズボンと鉢巻きは小豆色。音駒と同じく粘り勝つ守備のチーム。初戦で沖縄の照ノ城を破り、2回戦で音駒と対戦し敗北。全日本バレーボール高等学校選手権大会2回戦敗退。横断幕の文字は「何度でも立て」。部員の苗字は石川県の地名からつけられている。

狢坂高校（むじなざかこうこう）
大分県にある高校。全日本バレーボール高等学校選手権大会大分県代表（9年連続30回目）。
今年の春高バレー第四シードの強豪。三大エースの桐生を擁する。準々決勝で梟谷学園と対決しベスト8で敗北。全日本バレーボール高等学校選手権大会準々決勝敗退。部員の苗字はタヌキ・アナグマなど、「ムジナ」の別名で呼ばれた生物からつけられている。

鴎台高校（かもめだいこうこう）
長野県にある高校。全日本バレーボール高等学校選手権大会長野県代表（3年連続15回目）。ユニフォームはメインが白、サイドが水色と藍のライン。リベロは藍色。横断幕の文字は「習慣は第二の天性なり」。監督が変わりブロックとサーブ、そしてメンタル面に力を入れており、確実に結果を出してきた。特にブロック面は全国トップレベル。部員の苗字は星海と監督以外は長野県の地名からつけられている。
最高成績は今年のIHベスト8。春高バレーは2回戦で筑井川、3回戦で高木山、準々決勝で烏野を下したが、準決勝で一林に敗れ第三位。1年後の星海3年時の春高は決勝で井闥山に勝ち優勝。2年後は準々決勝敗退。

犬伏東高校（いぬふしひがしこうこう）
京都府(アニメでは広島県)にある高校。全日本バレーボール高等学校選手権大会京都府代表。春高準々決勝で優勝候補筆頭の井闥山と対戦。試合途中で井闥山の正セッター飯綱が足をつり途中交代し、接戦の末に逆転勝利した。準決勝で梟谷に敗退し春高第三位。

一林高校（いちはやしこうこう）
「ゴミ捨て場の決戦」では奈良県にある春高バレー出場校。
詳細は不明だが選手の背番号は1、12、15(Li)が確認される。
春高では準々決勝で市立栄（アニメでは佐賀の峰岡）、春高準決勝で鴎台を下し、決勝では梟谷とフルセットの末に最後は木兎のインナースパイクを3枚ブロックで落とし優勝した。
全日本バレーボール高等学校選手権大会男子優勝校。

### 中学
雪ヶ丘中学校（ゆきがおかちゅうがっこう）
宮城県にある中学校。日向が卒業した。男子バレー部は事実上廃部（愛好会）になっていたが、日向がたった1人の部員として活動を続けていた。やがてその努力が実り、日向が3年生の時に1年生の新入部員が3人あらわれる。
北川第一中学校（きたがわだいいちちゅうがっこう）
宮城県にある中学校。男子バレー部の強豪校。影山と青葉城西高校の及川、岩泉、金田一、国見が卒業した。選手の大半は同じく強豪の青葉城西高校に進学する。横断幕の文字は「必勝!!」。
千鳥山中学校（ちどりやまちゅうがっこう）
宮城県にある中学校。男子バレー部の強豪校。西谷が卒業した。
光仙学園中学校（こうせんがくえんちゅうがっこう）
宮城県にある中学校。強豪らしく、影山3年時に北川第一に決勝で勝ち優勝。全国に出場した。白鳥沢学園高校への進学が決まった長松（中学3年）が在籍している。
白鳥沢学園中等部（しらとりざわがくえんちゅうとうぶ）
宮城県にある中高一貫の私立中学校。男子バレー部の強豪校。牛島が卒業した。"県1年生選抜強化合宿"メンバーの由良（中学3年）が在籍している。
泉館中学校（いずみだてちゅうがっこう）
宮城県にある中学校。澤村、道宮と常波高校の池尻が卒業した。
長虫中学校（ながむしちゅうがっこう）
宮城県にある中学校。菅原が卒業した。
西光台中学校（せいこうだいちゅうがっこう）
宮城県にある中学校。東峰が卒業した。
南第三中学校（みなみだいさんちゅがっこう）
宮城県にある中学校。青葉城西高校の京谷が卒業した。

### V.LEAGUE

#### Division1
MSBYブラックジャッカル（むすびぃぶらっくじゃっかる）
V.LEAGUE、Division1に属するバレーボールチーム。トライアウトを行っているチームでは、最も強い。
株式会社ムスビイは、「個の努力で人を結ぶ」を基本理念とする日本の自動車部品メーカー。
シュヴァイデンアドラーズ
V.LEAGUE、Division1に属するバレーボールチーム。マスコットキャラクターは「アド郎」。
株式会社シュヴァイデンは、「流した汗は黄金の価値がある」を信条とする、日本の電機メーカー。社名は、ドイツ語の汗「Schweiß（シュヴァイス）」と黄金「Golden（ゴールデン）」を組み合わせた造語。

### 他の用語
坂ノ下商店（さかのしたしょうてん）
烏野高校の通学路にある商店。同校生徒らが帰宅途中にしばしば立ち寄っている。烏養繋心の母の実家の店であり、(烏野バレー部練習前の)PM4時まで繋心が店番をしている。
全国高校3大エース
高校生を代表する3人のエーススパイカー、白鳥沢学園・牛島若利（宮城、東北のウシワカ）、狢坂・桐生八（大分、九州のキリュウ）、井闥山学院・佐久早聖臣（東京、関東のサクサ）を総称する呼び名。「全国3本指エース」や縮めて「3本指エース」「3本指」などとも称される。
梟谷学園・木兎光太郎（東京）、稲荷崎・尾白アラン（兵庫）を加えた5人で「全国高校5大エース」とも呼ばれ、「3本指」から漏れる木兎と尾白は「5本指エース」「5本指」と呼ばれる。
変人速攻（へんじんそっこう）
日向と影山の速攻の呼び名。別名マイナステンポ。大きく飛んだ日向がすでに飛んでいる所に影山がトスをする技。

## コラボ・タイアップ
ニセコイ
『ニセキュー!!』というタイトルのコラボレーションが行われた。『週刊少年ジャンプ』2013年4・5合併号掲載。日向たちが楽たちとビーチバレーをするという内容。ハイキュー!!単行本14巻に収録された。
天皇杯・皇后杯全日本バレーボール選手権大会
2013年（平成25年）・2014年（平成26年）度大会のポスターに採用。ファイナルラウンド会場（東京体育館）では特別展示とグッズ販売が行われた。
全日本バレーボール高等学校選手権大会
第66回大会でコラボレーションポスターを実施した。
V・プレミアリーグ
2013/14シーズンにおいて、本作アニメとの各種コラボレーション企画を実施。男女各大会の会場で、ステッカーの配布 やグッズ販売、主力選手とのコラボボードの設置が行われた。
2014年3月1日・2日の男子東京体育館大会ではコラボデーとして、アニメの特別映像の上映やキャラクターによる場内アナウンスを実施。また、コミックスのカバーの折り返し部分などに描かれている「ヒナガラス」をモチーフにしたマスコットキャラクターの着ぐるみも登場した。
モルテン、ミカサ （両社とも本社は広島市）
ボールメーカー。共にアニメで「協力」としてクレジットされている。
特にミカサは原作においても2013年10月にロゴの使用を許可し、実際に同年11月の連載分より描かれている。2014年4月のテレビアニメ開始後にはコラボ商品としてレジャーバックとストラップが商品化され、同年5月における同社通販サイトの売上は同年4月の5倍以上となった。
宮城県内
食品会社 や工芸品の玉虫塗り など舞台となった宮城県内の企業とのコラボレーションが複数企画されている。
進研ゼミ(ベネッセコーポレーション)
進研ゼミ高校講座　2017年、春、夏　アニメ「ハイキュー!!」の日向中心にイメージキャラクターに抜擢された。イメージソングはmiwa。
リアル脱出ゲーム
2023年にアニメ版とのコラボが制作された。下記の#リアル脱出ゲームの節を参照。

## 関連漫画
増刊読切版『ハイキュー!!』
『少年ジャンプNEXT!』2011 WINTER掲載。
本誌読切版『ハイキュー!!』
『週刊少年ジャンプ』2011年20・21合併号掲載。『ハイキュー!! コンプリートガイドブック 排球本！』に収録。
『れっつ！ハイキュー!?』
『ハイキュー!!』のスピンオフ作品。レツによるパロディ的4コマギャグ漫画。『少年ジャンプ+』（集英社）2014年9月22日（創刊日）より2022年11月12日まで連載。
『ハイキュー部!!』
『ハイキュー!!』のスピンオフ作品。作者は宮島京平。『少年ジャンプ＋』2019年5月13日より2025年3月24日まで連載。
『ゴミ捨て場の決戦〜迷子の研磨くん〜』
劇場版の応援読み切り。作者は仲間りょう。『ジャンプGIGA』2024 WINTER掲載。

## 書誌情報
全て集英社発行。

### 漫画
- 古舘春一 『ハイキュー!!』 〈ジャンプ・コミックス〉、全45巻
  1. 「日向と影山」2012年6月9日発行（6月4日発売[集 1]）、ISBN 978-4-08-870453-1
  2. 「頂の景色」2012年8月8日発行（8月3日発売[集 2]）、ISBN 978-4-08-870482-1
  3. 「チーム烏野、始動」2012年10月9日発行（10月4日発売[集 3]）、ISBN 978-4-08-870521-7
  4. 「ライバル」2013年1月9日発行（1月4日発売[集 4]）、ISBN 978-4-08-870555-2
  5. 「IH突入！」2013年3月9日発行（3月4日発売[集 5]）、ISBN 978-4-08-870631-3
  6. 「ザ・セッター対決」2013年5月7日発行（5月2日発売[集 6]）、ISBN 978-4-08-870666-5
  7. 「進化」2013年8月7日発行（8月2日発売[集 7]）、ISBN 978-4-08-870786-0
  8. 「脱・"孤独の王様"」2013年10月9日発行（10月4日発売[集 8]）、ISBN 978-4-08-870820-1
  9. 「『欲』」2014年1月9日発行（1月4日発売[集 9]）、ISBN 978-4-08-870852-2
    - ドラマCD同梱版 ISBN 978-4-08-908202-7

  10. 「月の出」2014年4月9日発行（4月4日発売[集 10]）、ISBN 978-4-08-880043-1
  11. 「"上"」2014年6月9日発行（6月4日発売[集 11]）、ISBN 978-4-08-880071-4
  12. 「試合開始!!」2014年8月9日発行（8月4日発売[集 12]）、ISBN 978-4-08-880153-7
  13. 「アソビバ」2014年10月8日発行（10月3日発売[集 13]）、ISBN 978-4-08-880193-3
  14. 「根性無しの戦い」2014年12月31日発行（12月27日発売[集 14]）、ISBN 978-4-08-880275-6
  15. 「壊し屋」2015年3月9日発行（3月4日発売[集 15]）、ISBN 978-4-08-880316-6
  16. 「元・根性無しの戦い」2015年5月6日発行（5月1日発売[集 16]）、ISBN 978-4-08-880353-1
  17. 「才能とセンス」2015年8月9日発行（8月4日発売[集 17]）、ISBN 978-4-08-880447-7
  18. 「幾望」2015年10月8日発行（10月3日発売[集 18]）、ISBN 978-4-08-880484-2
  19. 「月の輪」2015年12月9日発行（12月4日発売[集 19]）、ISBN 978-4-08-880566-5
  20. 「こだわり」2016年3月9日発行（3月4日発売[集 20]）、ISBN 978-4-08-880626-6
  21. 「コンセプトの戦い」2016年5月7日発行（5月2日発売[集 21]）、ISBN 978-4-08-880669-3
  22. 「陸VS空」2016年7月9日発行（7月4日発売[集 22]）、ISBN 978-4-08-880744-7
  23. 「ボールの“道”」2016年10月9日発行（10月4日発売[集 23]）、ISBN 978-4-08-880790-4
  24. 「初雪」2016年12月7日発行（12月2日発売[集 24]）、ISBN 978-4-08-880821-5
  25. 「返還」2017年3月8日発行（3月3日発売[集 25]）、ISBN 978-4-08-881019-5
  26. 「戦線」2017年5月7日発行（5月2日発売[集 26]）、ISBN 978-4-08-881071-3
  27. 「繋がれるチャンス」2017年8月9日発行（8月4日発売[集 27]）、ISBN 978-4-08-881194-9
  28. 「2日目」2017年10月9日発行（10月4日発売[集 28]）、ISBN 978-4-08-881213-7
  29. 「見つける」2017年12月9日発行（12月4日発売[集 29]）、ISBN 978-4-08-881286-1
  30. 「失恋」2018年2月7日発行（2月2日発売[集 30]）、ISBN 978-4-08-881337-0
  31. 「ヒーロー」2018年4月9日発行（4月4日発売[集 31]）、ISBN 978-4-08-881378-3
  32. 「ハーケン」2018年7月9日発行（7月4日発売[集 32]）、ISBN 978-4-08-881511-4
  33. 「バケモンたちの宴」2018年8月8日発行（8月3日発売[集 33]）、ISBN 978-4-08-881538-1
  34. 「猫の爪」2018年10月9日発行（10月4日発売[集 34]）、ISBN 978-4-08-881589-3
  35. 「鳥籠」2018年12月9日発行（12月4日発売[集 35]）、ISBN 978-4-08-881647-0
  36. 「おれの勝ち」2019年2月9日発行（2月4日発売[集 36]）、ISBN 978-4-08-881717-0
  37. 「祭の終わり」2019年4月9日発行（4月4日発売[集 37]）、ISBN 978-4-08-881793-4
  38. 「タスクフォーカス」2019年6月9日発行（6月4日発売[集 38]）、ISBN 978-4-08-881863-4
  39. 「小さな巨人」2019年9月9日発行（9月4日発売[集 39]）、ISBN 978-4-08-882053-8
  40. 「肯定」2019年11月6日発行（11月1日発売[集 40]）、ISBN 978-4-08-882104-7
  41. 「小さな巨人 VS」2020年1月9日発行（1月4日発売[集 41]）、ISBN 978-4-08-882177-1
  42. 「なにもの」2020年3月9日発行（3月4日発売[集 42]）、ISBN 978-4-08-882228-0
  43. 「ラスボス」2020年5月18日発行（5月13日発売[集 43]）、ISBN 978-4-08-882283-9
  44. 「最強の敵」2020年8月9日発行（8月4日発売[集 44]）、ISBN 978-4-08-882348-5
  45. 「挑戦者たち」2020年11月9日発行（11月4日発売[集 45]）、ISBN 978-4-08-882471-0
- レツ『れっつ! ハイキュー!?』〈ジャンプ・コミックス〉、全11巻
  1. 2015年3月9日発行（3月4日発売[集 46]）、ISBN 978-4-08-880324-1
  2. 2015年10月8日発行（10月3日発売[集 47]）、ISBN 978-4-08-880494-1
  3. 2016年5月7日発行（5月2日発売[集 48]）、ISBN 978-4-08-880714-0
  4. 2017年3月8日発行（3月3日発売[集 49]）、ISBN 978-4-08-881095-9
  5. 2018年2月7日発行（2月2日発売[集 50]）、ISBN 978-4-08-881440-7
  6. 2018年4月9日発行（4月4日発売[集 51]）、ISBN 978-4-08-881469-8
  7. 2018年10月9日発行（10月4日発売[集 52]）、ISBN 978-4-08-881609-8
  8. 2021年7月7日発行（7月2日発売[集 53]）、ISBN 978-4-08-882716-2
  9. 2021年12月8日発行（12月3日発売[集 54]）、ISBN 978-4-08-882864-0
  10. 2022年9月7日発行（9月2日発売[集 55]）、ISBN 978-4-08-883241-8
  11. 2023年9月9日発行（1月4日発売[集 56]）、ISBN 978-4-08-883348-4
- 宮島京平『ハイキュー部!!』〈ジャンプ・コミックス+〉、既刊13巻（2024年12月4日現在）
  1. 2019年11月6日発行（11月1日発売[集 57]）、ISBN 978-4-08-882157-3
  2. 2020年5月18日発行（5月13日発売[集 58]）、ISBN 978-4-08-882315-7
  3. 2020年5月18日発行（5月13日発売[集 59]）、ISBN 978-4-08-882316-4
  4. 2021年12月8日発行（12月3日発売[集 60]）、ISBN 978-4-08-882865-7
  5. 2021年12月8日発行（12月3日発売[集 61]）、ISBN 978-4-08-882866-4
  6. 2022年5月7日発行（5月2日発売[集 62]）、ISBN 978-4-08-883140-4
  7. 2022年7月9日発行（7月4日発売[集 63]）、ISBN 978-4-08-883182-4
  8. 2022年9月7日発行（9月2日発売[集 64]）、ISBN 978-4-08-883230-2
  9. 2023年1月9日発行（1月4日発売[集 65]）、ISBN 978-4-08-883347-7
  10. 2023年8月9日発行（8月4日発売[集 66]）、ISBN 978-4-08-883463-4
  11. 2024年2月7日発行（2月2日発売[集 67]）、ISBN 978-4-08-883696-6
  12. 2024年8月7日発行（8月2日発売[集 68]）、ISBN 978-4-08-884031-4
  13. 2024年12月9日発行（12月4日発売[集 69]）、ISBN 978-4-08-884325-4

### 小説
- 小説版の累計発行部数は第13巻発売時点で200万部を突破している[98] 。
- 星希代子 著『ハイキュー!! ショーセツバン!!』、〈ジャンプ ジェイ ブックス〉、既刊13巻（2020年11月4日現在）
  1. 「烏野強化合宿」 2013年6月4日発売 、ISBN 978-4-08-703291-8
  2. 「IH前”壮行式”」 2013年12月28日発売 、ISBN 978-4-08-703301-4
  3. 「トーキョー遠征!!」 2014年6月4日発売 、ISBN 978-4-08-703316-8
  4. 「それぞれの夏休み」 2014年10月3日発売 、ISBN 978-4-08-703332-8
  5. 「俺たちの代表決定戦前」 2015年5月1日発売 、ISBN 978-4-08-703361-8
  6. 「疾れ!ルーキーズ!!」 2015年12月4日発売 、ISBN 978-4-08-703385-4
  7. 「決戦の秋」 2016年10月4日発売 、ISBN 978-4-08-703407-3
  8. 「ゆく年くる年」 2017年5月2日発売 、ISBN 978-4-08-703418-9
  9. 「春高道中記」 2017年12月4日発売 、ISBN 978-4-08-703438-7
  10. 「舞台裏の景色」 2018年12月4日発売 、ISBN 978-4-08-703461-5
  11. 「卒業する者たち」 2019年9月4日発売 、ISBN 978-4-08-703483-7
  12. 「卒業後の景色」 2020年8月4日発売 、ISBN 978-4-08-703499-8
  13. 「妖怪世代を追え！」 2020年11月4日発売 、ISBN 978-4-08-703504-9
- 吉成郁子（1巻 - 4巻）・誉司アンリ（5巻） 著『劇場版総集編　ハイキュー!!』、〈ジャンプ ジェイ ブックス〉、既刊5巻（2024年2月16日現在）
  1. 前編「"終わりと始まり"」 2015年7月3日発売 、ISBN 978-4-08-703368-7
  2. 後編「"勝者と敗者"」 2015年9月18日発売 、ISBN 978-4-08-703376-2
  3. 「"才能とセンス"」 2017年9月15日発売 、ISBN 978-4-08-703427-1
  4. 「"コンセプトの戦い"」 2017年9月29日発売 、ISBN 978-4-08-703428-8
  5. 「ゴミ捨て場の決戦」 2024年2月16日発売 、ISBN 978-4-08-703543-8
- 五十嵐美怜 著『ハイキュー!! まんがノベライズ』、〈集英社みらい文庫〉、既刊2巻（2025年6月27日現在）
  1. 烏野高校バレーボール部、始動 2025年2月21日発売 、ISBN 978-4-08-321894-1
  2. 宿敵・音駒高校との戦い 2025年6月27日発売 、ISBN 978-4-08-322011-1

### 関連書籍
- 「ハイキュー!! コンプリートガイドブック 排球本！」2015年10月8日発行（10月3日発売[集 70]）、ISBN 978-4-08-880553-5 - 100人以上のキャラクターを紹介するファンブック。WJ掲載版　読切『ハイキュー!!』収録。
- 「ハイキュー!! 公式カラーイラスト集 ハイカラ!!」2018年4月9日発行（4月4日発売[集 71]）、ISBN 978-4-08-881489-6
- 「ハイキュー!! ファイナルガイドブック 排球極！」2020年11月9日発行（11月4日発売[集 72]）、ISBN 978-4-08-882504-5 - シリーズを通したキャラクターの記録解説に加えて、作者書きおろしの新規コメントおよび特別番外編、ジャンプNEXT！の版読切などを収録。
- 「ハイキュー!! Complete Illustration book 終わりと始まり」2020年12月24日発行（12月24日発売[集 73]）、ISBN 978-4-08-792586-9
- 「ハイキュー!! 10thクロニクル」2022年9月7日発行（9月2日発売[集 74][集 75]）、ISBN 978-4-08-908436-6 / ISBN 978-4-08-908436-6

## 担当編集者
- 本田佑行[7] - デビュー前から古舘を担当している。

## ヴォイスコミック
集英社のヴォイスコミック「VOMIC」として、2012年11月にジャンプ専門情報番組『サキよみ ジャンBANG!』にて放送され、同年12月からVOMIC公式サイトで配信された。

## アニメ

### テレビアニメ
2013年10月4日にテレビアニメ化が発表された。2014年4月6日から9月21日まで毎日放送・TBS系列の日曜夕方5時枠にて第1期が放送された。「日5枠」でアニメ化されるのは『週刊少年ジャンプ』作品では初めてである。原作第1巻から第8巻（第71話）までの内容が映像化された。2014年11月9日から16日まで6都市で開催された「ジャンプスペシャルアニメフェスタ2014」にてスペシャルアニメ『ハイキュー!! リエーフ見参！』（ハイキュー リエーフけんざん）が上映され、2015年3月4日発売のコミック第15巻限定版に特典DVDとして同梱された。
2015年1月に第1期の総集編を劇場上映することが発表され、第1話から第13話をベースにした前編『ハイキュー!! 終わりと始まり』（ハイキュー おわりとはじまり）同年7月3日に、第14話から第25話をベースにした後編『ハイキュー!! 勝者と敗者』（ハイキュー しょうしゃとはいしゃ）が同年9月18日に公開された。
2015年10月より2016年3月まで第2期『ハイキュー!! セカンドシーズン』が放送された。第1期からはネット形態が大幅に変更され、一部ネット局を除いて深夜アニメとして毎日放送・TOKYO MXほかでの放送となった。原作第9巻（第72話）から第17巻（第149話）までの内容が映像化された。2015年11月3日から開催された「ジャンプスペシャルアニメフェスタ2015』にてスペシャルアニメ『ハイキュー!! セカンドシーズン VS"赤点"』が上映され、2016年5月2日発売のコミック第21巻限定版にも特典DVDとして同梱された。
2016年10月より12月まで第3期『ハイキュー!! 烏野高校 VS 白鳥沢学園高校』（ハイキュー からすのこうこう バーサス しらとりざわがくえんこうこう）が、毎日放送・TBS『アニメイズム』B1枠ほかにて放送された。これに伴い、関東地区では再度放送局が変更となり、TBSがネット局に復帰したほか、BS放送もBS11からBS-TBSに変更して放送された。原作第17巻（第149話）から第23巻（第207話）の内容が映像化された。放送終了後にテレビ未放送エピソードとして『ハイキュー!! 烏野高校 VS 白鳥沢学園高校 特集！春高バレーに賭けた青春』が制作され、2017年8月4日発売のコミック第27巻限定版のDVDとして同梱された。
2017年3月25日・26日に開催された「AnimeJapan 2017」TOHO animationブースにて第2期・第3期の総集編の制作が発表され、第2期をベースにした『ハイキュー!! 才能とセンス』（ハイキュー さいのうとセンス）が同年9月15日に、第3期をベースにした『ハイキュー!! コンセプトの戦い』（ハイキュー コンセプトのたたかい）が同年9月29日に公開された。
第4期『ハイキュー!! TO THE TOP』（ハイキュー トゥー・ザ・トップ）は2018年12月22日・23日に開催されたジャンプフェスタ 2019 TOHO animationブースにて製作が告知され、2019年9月22日に開催された「ハイキュー!! 新シリーズキックオフイベント〜全国大会（オレンジコート）への道〜」にてタイトルが発表された。毎日放送・TBS系列『スーパーアニメイズム』枠にて、2020年1月11日から4月4日まで第1クールが放送された。なお、全国ネットでの放送は第1期以来となる。第2クールは同年7月より第1クールと同じ時間枠にて放送予定だったが、新型コロナウイルスの影響で放送延期となり、同年10月3日から12月19日まで『アニメイズム』枠にて放送された。第4期と並行してOVA『ハイキュー!! 陸 VS 空』（ハイキュー りく たい くう）が2020年1月22日にリリースされた。
2025年3月2日に開催された「ハイキュ―!! 10th イベント -NEXT STEP-」にて短編アニメ『ハイキュー!! バケモノたちの行くところ』（ハイキュー バケモノたちのゆくところ）の制作決定が発表された。

#### スタッフ
|                               | 第1期                                                      | 第2期                                                      | 第3期                                                      | 第4期                                                      |
| ----------------------------- | ---------------------------------------------------------- | ---------------------------------------------------------- | ---------------------------------------------------------- | ---------------------------------------------------------- |
| 原作                          | 古舘春一                                                   | 古舘春一                                                   | 古舘春一                                                   | 古舘春一                                                   |
| 監督                          | 満仲勧                                                     | 満仲勧                                                     | 満仲勧                                                     | 佐藤雅子                                                   |
| 助監督                        | N/A                                                        | 石川真理子（第4期は副監督）                                | 石川真理子（第4期は副監督）                                | 石川真理子（第4期は副監督）                                |
| シリーズ構成                  | 岸本卓                                                     | 岸本卓                                                     | 岸本卓                                                     | 岸本卓                                                     |
| キャラクターデザイン          | 岸田隆宏                                                   | 岸田隆宏                                                   | 岸田隆宏                                                   | 岸田隆宏                                                   |
| プロップデザイン              | 小倉典子                                                   | 小林祐                                                     | 小林祐                                                     | 米川麻衣                                                   |
| 美術設定・美術監督            | 立田一郎                                                   | 立田一郎                                                   | 立田一郎                                                   | 立田一郎                                                   |
| 色彩設計                      | 佐藤真由美                                                 | 佐藤真由美                                                 | 佐藤真由美                                                 | 佐藤真由美                                                 |
| アクション設定                | 甲斐泰之                                                   | N/A                                                        | N/A                                                        | N/A                                                        |
| 撮影監督                      | 中田祐美子                                                 | 中田祐美子                                                 | 中田祐美子                                                 | 中田祐美子                                                 |
| CGディレクター                | 田村和弘                                                   | 井崎正裕                                                   | N/A                                                        | 岩﨑浩平（3D）                                             |
| 2Dワークス                    | 山﨑真紀子（第2期第8話まで）、濱中亜希子（第2期第9話以降） | 山﨑真紀子（第2期第8話まで）、濱中亜希子（第2期第9話以降） | 山﨑真紀子（第2期第8話まで）、濱中亜希子（第2期第9話以降） | 山﨑真紀子（第2期第8話まで）、濱中亜希子（第2期第9話以降） |
| 編集                          | 植松淳一                                                   | 植松淳一                                                   | 植松淳一                                                   | 植松淳一                                                   |
| 音響監督                      | 菊田浩巳                                                   | 菊田浩巳                                                   | 菊田浩巳                                                   | 菊田浩巳                                                   |
| 音楽                          | 林ゆうき、橘麻美                                           | 林ゆうき、橘麻美                                           | 林ゆうき、橘麻美                                           | 林ゆうき、橘麻美                                           |
| 音楽制作                      | 東宝                                                       | 東宝                                                       | 東宝                                                       | 東宝ミュージック                                           |
| 音楽プロデューサー            | 三上政高                                                   | 三上政高                                                   | 三上政高                                                   | 飯塚知佐子、原田絵美                                       |
| チーフ プロデューサー         | 森下勝司、丸山博雄                                         | 森下勝司、丸山博雄                                         | 森下勝司、丸山博雄                                         | 森下勝司、丸山博雄                                         |
| チーフ プロデューサー         | 藤田雅規                                                   | N/A                                                        | N/A                                                        | 高橋亜希人、金庭こず恵                                     |
| チーフ プロデューサー         | 足立聡史                                                   | 足立聡史                                                   | 大好誠                                                     | 稗田晋（第1クール）                                        |
| チーフ プロデューサー         | 古澤佳寛                                                   | 古澤佳寛                                                   | 古澤佳寛                                                   | 藤尾明史、遠藤哲哉                                         |
| プロデューサー                | 岡村和佳菜（第4期第1クールまで）、前田俊博、森廣扶美       | 岡村和佳菜（第4期第1クールまで）、前田俊博、森廣扶美       | 岡村和佳菜（第4期第1クールまで）、前田俊博、森廣扶美       | 岡村和佳菜（第4期第1クールまで）、前田俊博、森廣扶美       |
| プロデューサー                | 篠崎真哉、斎藤朋之、金庭こず恵                             | 篠崎真哉、斎藤朋之、金庭こず恵                             | 篠崎真哉、斎藤朋之、金庭こず恵                             | 倉島真由実、本多祐                                         |
| プロデューサー                | 外村敬一                                                   | N/A                                                        | N/A                                                        | 田口翔一朗                                                 |
| アニメーション プロデューサー | 松下慶子                                                   | 松下慶子                                                   | 松下慶子                                                   | 松下慶子                                                   |
| アニメーション制作            | Production I.G                                             | Production I.G                                             | Production I.G                                             | Production I.G                                             |
| 製作                          | 「ハイキュー!!」 製作委員会 MBS                            | 「ハイキュー!! セカンドシーズン」 製作委員会               | 「ハイキュー!! 烏野高校 VS 白鳥沢学園高校」 製作委員会     | 「ハイキュー!! TO THE TOP」 製作委員会                     |

#### 主題歌
| 作品  | 作品      | 曲名                   | 歌                | 作詞                 | 作曲                 | 編曲                               | 備考                              |
| ----- | --------- | ---------------------- | ----------------- | -------------------- | -------------------- | ---------------------------------- | --------------------------------- |
| 第1期 | 第1クール | イマジネーション       | SPYAIR            | MOMIKEN              | UZ                   | UZ                                 | 第4期第25話ではエンディングで使用 |
| 第1期 | 第2クール | Ah Yeah!!              | スキマスイッチ    | 大橋卓弥、常田真太郎 | 大橋卓弥、常田真太郎 | 大橋卓弥、常田真太郎               | 第14話ではエンディングで使用      |
| 第2期 | 第1クール | アイム・ア・ビリーバー | SPYAIR            | MOMIKEN              | UZ                   | UZ                                 |                                   |
| 第2期 | 第2クール | FLY HIGH!!             | BURNOUT SYNDROMES | 熊谷和海             | 熊谷和海             | いしわたり淳治 & BURNOUT SYNDROMES |                                   |
| 第3期 | 第3期     | ヒカリアレ             | BURNOUT SYNDROMES | 熊谷和海             | 熊谷和海             | いしわたり淳治 & BURNOUT SYNDROMES |                                   |
| 第4期 | 第1クール | PHOENIX                | BURNOUT SYNDROMES | 熊谷和海             | 熊谷和海             | いしわたり淳治、熊谷和海、eji      |                                   |
| 第4期 | 第2クール | 突破口                 | SUPER BEAVER      | 柳沢亮太             | 柳沢亮太             | SUPER BEAVER                       |                                   |

| 作品  | 作品      | 曲名           | 歌                     | 作詞         | 作曲         | 編曲                                   | 備考 |
| ----- | --------- | -------------- | ---------------------- | ------------ | ------------ | -------------------------------------- | ---- |
| 第1期 | 第1クール | 天地ガエシ     | NICO Touches the Walls | 光村龍哉     | 光村龍哉     | NICO Touches the Walls & Takashi Asano |      |
| 第1期 | 第2クール | LEO            | tacica                 | 猪狩翔一     | 猪狩翔一     | tacica、湯浅篤                         |      |
| 第1期 | OVA       | 星をつかまえて | 石崎ひゅーい           | 石崎ひゅーい | 石崎ひゅーい | Tomi Yo                                |      |
| 第2期 | 第1クール | クライマー     | Galileo Galilei        | 尾崎雄貴     | 尾崎雄貴     | Galileo Galilei                        |      |
| 第2期 | 第2クール | 発熱           | tacica                 | 猪狩翔一     | 猪狩翔一     | tacica、湯浅翔                         |      |
| 第3期 | 第3期     | マシ・マシ     | NICO Touches the Walls | 光村龍哉     | 光村龍哉     | NICO Touches the Walls & Takashi Asano |      |
| 第4期 | 第1クール | 決戦スピリット | CHiCO with HoneyWorks  | HoneyWorks   | HoneyWorks   | HoneyWorks                             |      |
| 第4期 | 第2クール | One Day        | SPYAIR                 | MOMIKEN      | MOMIKEN      | MOMIKEN、tasuku                        |      |

#### 各話リスト

##### 第1期
| 話数   | サブタイトル         | 脚本     | 絵コンテ         | 演出               | 作画監督                                                                               | アクション 作画監督 | 総作画監督        | 初放送日      |
| ------ | -------------------- | -------- | ---------------- | ------------------ | -------------------------------------------------------------------------------------- | ------------------- | ----------------- | ------------- |
| 第1話  | 終わりと始まり       | 岸本卓   | 満仲勧           | 満仲勧             | 千葉崇洋                                                                               | 甲斐泰之            | -                 | 2014年 4月6日 |
| 第2話  | 烏野高校排球部       | 岸本卓   | 菊田幸一         | 菊田幸一           | 名倉智史                                                                               | 甲斐泰之            | 海谷敏久          | 4月13日       |
| 第3話  | 最強の味方           | 岸本卓   | 満仲勧           | 平向智子           | 山口飛鳥、栗田聡美 伊藤秀樹                                                            | 甲斐泰之            | 千葉崇洋          | 4月20日       |
| 第4話  | 頂の景色             | 岸本卓   | 満仲勧           | いとがしんたろー   | 草間英興                                                                               | 甲斐泰之            | 海谷敏久          | 4月27日       |
| 第5話  | 小心者の緊張         | 岸本卓   | 平田智浩         | 江島泰男           | 谷拓也、黒岩裕美                                                                       | 甲斐泰之            | 千葉崇洋          | 5月4日        |
| 第6話  | 面白いチーム         | 岸本卓   | 満仲勧           | 平田智浩           | 入江健司、岡崎洋美                                                                     | 河島裕樹、甲斐泰之  | 海谷敏久          | 5月11日       |
| 第7話  | VS “大王様”          | 岸本卓   | 平田智浩         | 荻原露光           | 名倉智史、森田史 小倉典子                                                              | 甲斐泰之            | 千葉崇洋          | 5月18日       |
| 第8話  | “エース”と呼ばれる人 | 佐藤卓哉 | 菊田幸一         | 井端義秀           | 山口飛鳥、海谷敏久 本田敬子、高橋英樹 小倉典子                                         | 河島裕樹            | 海谷敏久          | 5月25日       |
| 第9話  | エースへのトス       | 岸本卓   | 石川真理子       | 石川真理子         | 草間英興、本田敬子 植田実、黒岩裕美 石川真理子                                         | 甲斐泰之            | 千葉崇洋          | 6月1日        |
| 第10話 | 憧れ                 | 岸本卓   | 大橋誉志光       | いとがしんたろー   | 本田真之、LEE JEONJONG                                                                 | 河島裕樹            | 海谷敏久          | 6月8日        |
| 第11話 | 決断                 | 岸本卓   | 菊田幸一         | 遠藤広隆           | 高橋英樹、本田敬子                                                                     | 甲斐泰之            | 千葉崇洋          | 6月15日       |
| 第12話 | ネコとカラスの再会   | 竹内利光 | 宮尾佳和         | 江島泰男           | 名倉智史、草間英興 下妻日紗子                                                          | 河島裕樹、満仲勧    | 海谷敏久          | 6月22日       |
| 第13話 | 好敵手               | 竹内利光 | 鎌倉由実         | 鈴木考聡           | 窪田康高、入江健司                                                                     | 甲斐泰之            | 千葉崇洋          | 6月29日       |
| 第14話 | 強敵たち             | 岸本卓   | 佐藤雅子         | 平向智子           | 折井一雅、山口飛鳥 森田史                                                              | 河島裕樹            | 海谷敏久          | 7月6日        |
| 第15話 | 復活                 | 岸本卓   | 湖山禎崇         | 村山靖             | 山本径子、一ノ瀬結梨 山崎愛                                                            | 甲斐泰之            | 千葉崇洋          | 7月13日       |
| 第16話 | 勝者と敗者           | 岸本卓   | 宮地☆昌幸        | いとがしんたろー   | 高橋英樹、本田真之 小泉初栄                                                            | 河島裕樹            | 海谷敏久          | 7月20日       |
| 第17話 | 鉄壁                 | 竹内利光 | 大塚隆史         | 大塚隆史           | 草間英興、山口飛鳥                                                                     | 甲斐泰之            | 千葉崇洋          | 7月27日       |
| 第18話 | 背中の護り           | 竹内利光 | 鎌倉由実         | 鎌倉由実           | 折井一雅、本田真之 小泉初栄、高橋英樹 植田実                                           | 河島裕樹            | 海谷敏久          | 8月3日        |
| 第19話 | 指揮者               | 岸本卓   | 遠藤広隆         | 遠藤広隆           | 名倉智史、石川真理子 容洪                                                              | 甲斐泰之            | 千葉崇洋          | 8月10日       |
| 第20話 | 及川徹は天才ではない | 岸本卓   | 佐藤雅子         | いとがしんたろー   | 山口飛鳥、河野真貴 本田真之、千葉崇洋                                                  | 満仲勧 甲斐泰之     | 海谷敏久 千葉崇洋 | 8月17日       |
| 第21話 | 先輩の実力           | 岸本卓   | 平向智子、満仲勧 | 平向智子、渡邉徹明 | 草間英興、折井一雅 高橋英樹、小泉初栄 千葉崇洋                                         | 甲斐泰之            | 千葉崇洋          | 8月24日       |
| 第22話 | 進化                 | 岸本卓   | 笹木信作         | 神原敏昭           | 山本径子、牧内ももこ 千葉崇洋、名倉智史 高橋英樹、草間英興                             | 満仲勧、甲斐泰之    | 千葉崇洋          | 8月31日       |
| 第23話 | 流れを変える一本     | 岸本卓   | 菊田幸一         | 菊田幸一           | 山口飛鳥、黄瀬和哉 千葉崇洋、高橋英樹 森田史、河野真貴 折井一雅                        | 甲斐泰之            | 千葉崇洋          | 9月7日        |
| 第24話 | 脱・“孤独の王様”     | 岸本卓   | 満仲勧           | 満仲勧             | 名倉智史、本田真之 小泉初栄、石川真理子 河野真貴、黒岩裕美 黄瀬和哉、千葉崇洋 高橋英樹 | -                   | 千葉崇洋          | 9月14日       |
| 第25話 | 三日目               | 岸本卓   | 安藤真裕         | 古田丈司           | 草間英興、高橋英樹 千葉崇洋、折井一雅 本田真之、黒岩裕美                               | -                   | 千葉崇洋          | 9月21日       |
| OVA    | リエーフ見参！       | 岸本卓   | 吉田泰三         | 仲澤慎太郎         | 奥野治男、本田真之 千葉崇洋                                                            | 甲斐泰之            | 千葉崇洋          | -             |

##### 第2期
| 話数   | サブタイトル           | 脚本     | 絵コンテ         | 演出               | 作画監督                                                 | アクション 作画監督 | 総作画監督         | 初放送日       |
| ------ | ---------------------- | -------- | ---------------- | ------------------ | -------------------------------------------------------- | ------------------- | ------------------ | -------------- |
| 第1話  | レッツゴートーキョー!! | 岸本卓   | 満仲勧、甲斐泰之 | 満仲勧             | 名倉智史、千葉崇洋                                       | 甲斐泰之            | 千葉崇洋           | 2015年 10月4日 |
| 第2話  | 直射日光               | 満仲勧   | 湖山禎崇         | 湖山禎崇           | 奥野治男                                                 | 甲斐泰之            | 千葉崇洋           | 10月11日       |
| 第3話  | “村人B”                | 満仲勧   | 満仲勧           | 仲澤慎太郎         | 本田真之                                                 | 甲斐泰之            | 八尋裕子           | 10月18日       |
| 第4話  | “センターエース”       | 岸本卓   | 吉田泰三         | 石川真理子         | 高橋英樹                                                 | 高橋英樹            | 千葉崇洋           | 10月25日       |
| 第5話  | 『欲』                 | 岸本卓   | 満仲勧           | 平向智子、渡邉徹明 | 折井一雅、山口飛鳥                                       | 甲斐泰之            | 八尋裕子           | 11月1日        |
| 第6話  | “テンポ”               | 岸本卓   | 笹木信作         | 森大貴             | 名倉智史、下妻日紗子 鈴木明日香、千葉崇洋                | 甲斐泰之            | 千葉崇洋           | 11月8日        |
| 第7話  | 月の出                 | 岸本卓   | 湖山禎崇         | いとがしんたろー   | 奥野治男、河野真貴 下妻日紗子                            | 甲斐泰之、高橋英樹  | 八尋裕子           | 11月15日       |
| 第8話  | 幻覚ヒーロー           | 岸本卓   | 佐藤雅子         | 佐藤雅子           | 本田真之、山口飛鳥                                       | 甲斐泰之            | 千葉崇洋           | 11月22日       |
| 第9話  | VS“傘”                 | 岸本卓   | 吉田泰三         | いとがしんたろー   | 折井一雅、下妻日紗子 藤城香菜、本田真之 松井章           | 高橋英樹            | 八尋裕子           | 11月29日       |
| 第10話 | 歯車                   | 岸本卓   | 満仲勧           | 仲澤慎太郎         | 本田真之、下妻日紗子 山口飛鳥                            | 甲斐泰之            | 千葉崇洋           | 12月6日        |
| 第11話 | “上”                   | 岸本卓   | 星野円哉         | 渡邉徹明           | 名倉智史、窪田康高                                       | 高橋英樹            | 八尋裕子           | 12月13日       |
| 第12話 | 試合開始!!             | 佐藤卓哉 | 川崎逸朗         | 川崎逸朗           | 宮川智恵子、秋山一則                                     | 甲斐泰之            | 千葉崇洋           | 12月20日       |
| 第13話 | シンプルで純粋な力     | 佐藤卓哉 | 鎌倉由実         | 須之内佑典         | 片桐貴悠                                                 | 高橋英樹            | 八尋裕子           | 12月27日       |
| 第14話 | 育ち盛り               | 岸本卓   | 小村方宏治       | 小村方宏治         | 森田史、高橋靖子                                         | 甲斐泰之            | 千葉崇洋           | 2016年 1月10日 |
| 第15話 | アソビバ               | 岸本卓   | 谷口悟朗         | 渡邉徹明           | 山口飛鳥、藤城香菜 河野真貴、松井章                      | 高橋英樹            | 八尋裕子           | 1月17日        |
| 第16話 | 次へ                   | 岸本卓   | 吉田泰三         | いとがしんたろー   | 本田真之、下妻日紗子 折井一雅                            | 甲斐泰之            | 千葉崇洋           | 1月24日        |
| 第17話 | 根性無しの戦い         | 岸本卓   | 笹木信作         | 鎌田裕輔           | 名倉智史、鈴木明日香 梅津茜                              | 高橋英樹            | 八尋裕子           | 1月31日        |
| 第18話 | 敗北者達               | 岸本卓   | 笹木信作         | 安藤貴史           | 宮川智恵子、秋山一則 片桐貴悠                            | 甲斐泰之            | 千葉崇洋           | 2月7日         |
| 第19話 | 鉄壁は何度でも築かれる | 岸本卓   | 佐藤雅子         | 佐藤雅子           | 山口飛鳥、河野真貴                                       | 高橋英樹            | 八尋裕子           | 2月14日        |
| 第20話 | 払拭                   | 岸本卓   | 仲澤慎太郎       | 仲澤慎太郎         | 奥野治男、藤城香菜 片桐貴悠、荒木弥緒                    | 甲斐泰之            | 千葉崇洋           | 2月21日        |
| 第21話 | 壊し屋                 | 岸本卓   | 福冨博、笹木信作 | いとがしんたろー   | 本田真之、下妻日紗子 折井一雅、八尋裕子                  | 高橋英樹            | 八尋裕子           | 2月28日        |
| 第22話 | 元・根性無しの戦い     | 岸本卓   | 宮地☆昌幸        | 鎌田祐輔           | 名倉智史、鈴木明日香 梅津茜                              | 甲斐泰之            | 千葉崇洋           | 3月6日         |
| 第23話 | “チーム”               | 岸本卓   | 吉田泰三         | 渡邉徹明           | 片桐貴悠、山口飛鳥 河野真貴、小川エリ 荒木弥緒、八尋裕子 | 高橋英樹            | 八尋裕子           | 3月13日        |
| 第24話 | 極限スイッチ           | 岸本卓   | 満仲勧           | 満仲勧             | 奥野治男、折井一雅 下妻日紗子、名倉智史                  | 甲斐泰之            | 千葉崇洋           | 3月21日        |
| 第25話 | 宣戦布告               | 岸本卓   | 古田丈司         | 鎌倉由実           | 本田真之、鈴木明日香 藤城香菜、梅津茜 河野真貴           | -                   | 千葉崇洋、八尋裕子 | 3月28日        |
| OVA    | VS"赤点"               | 岸本卓   | 仲澤慎太郎       | 仲澤慎太郎         | 奥野治男、河野真貴                                       | -                   | 千葉崇洋           | -              |

##### 第3期
| 話数   | サブタイトル                 | 脚本   | 絵コンテ           | 演出             | 作画監督                                         | アクション 作画監督 | 総作画監督         | 初放送日       |
| ------ | ---------------------------- | ------ | ------------------ | ---------------- | ------------------------------------------------ | ------------------- | ------------------ | -------------- |
| 第1話  | ごあいさつ                   | 満仲勧 | 満仲勧             | 森大貴           | 名倉智史                                         | 甲斐泰之            | 千葉崇洋、八尋裕子 | 2016年 10月8日 |
| 第2話  | "左"の脅威                   | 岸本卓 | 日高政光           | 奥野治男         | 奥野治男                                         | 甲斐泰之            | 千葉崇洋           | 10月15日       |
| 第3話  | GUESS・MONSTER               | 岸本卓 | 日高政光、鎌田祐輔 | いとがしんたろー | 本田真之、下妻日紗子                             | 高橋英樹            | 八尋裕子           | 10月22日       |
| 第4話  | 月の輪                       | 岸本卓 | 佐藤雅子           | 佐藤雅子         | 鈴木明日香、米川麻衣 折井一雅                    | 甲斐泰之            | 千葉崇洋           | 10月29日       |
| 第5話  | 個VS数                       | 岸本卓 | 渡邉徹明           | 渡邉徹明         | 植田実、片桐貴悠 福原麻衣                        | 高橋英樹            | 八尋裕子           | 11月5日        |
| 第6話  | 出会いの化学変化             | 満仲勧 | 佐藤卓哉           | いとがしんたろー | 名倉智史、奥野治男 米川麻衣                      | 甲斐泰之            | 千葉崇洋           | 11月12日       |
| 第7話  | こだわり                     | 岸本卓 | 吉田泰三           | 鎌田祐輔         | 春日広子、折井一雅 本田貴之                      | 高橋英樹            | 八尋裕子           | 11月19日       |
| 第8話  | 嫌な男                       | 満仲勧 | 満仲勧             | 江副仁美         | 下妻日紗子、鈴木明日香 米川麻衣                  | 甲斐泰之            | 千葉崇洋           | 11月26日       |
| 第9話  | バレー馬鹿たち               | 岸本卓 | 満仲勧             | いとがしんたろー | 植田実、福原麻衣 片桐貴悠、八尋裕子 米川麻衣     | 高橋英樹            | 八尋裕子           | 12月3日        |
| 第10話 | コンセプトの戦い             | 岸本卓 | 笹木信作 満仲勧    | 渡邉徹明         | 名倉智史、奥野治男 本田真之、鈴木明日香 折井一雅 | 甲斐泰之            | 千葉崇洋           | 12月10日       |
| OVA    | 特集！春高バレーに賭けた青春 | 岸本卓 | 佐藤雅子           | 佐藤雅子         | 下妻日紗子                                       | 高橋英樹            | 八尋裕子           | -              |

##### 第4期
| 話数   | サブタイトル     | 脚本   | 絵コンテ           | 演出               | 作画監督                                                          | アクション 作画監督 | 総作画監督 | 初放送日       |
| ------ | ---------------- | ------ | ------------------ | ------------------ | ----------------------------------------------------------------- | ------------------- | ---------- | -------------- |
| 第1話  | 自己紹介         | 岸本卓 | 佐藤雅子           | 佐藤雅子           | 名倉智史                                                          | 高橋英樹            | 小林祐     | 2020年 1月11日 |
| 第2話  | 迷子             | 岸本卓 | 笹木信作           | 大塚隆寛           | 下妻日紗子、渡辺愛                                                | 高橋英樹            | 小林祐     | 1月18日        |
| 第3話  | 視点             | 岸本卓 | 室谷靖、佐藤雅子   | 室谷靖             | 片桐貴悠、鈴木絵万                                                | 高橋英樹            | 小林祐     | 1月25日        |
| 第4話  | "楽"             | 岸本卓 | 吉田泰三           | 伊藤秀弥           | 折井一雅、吉田和香子                                              | 高橋英樹            | 小林祐     | 2月1日         |
| 第5話  | 空腹             | 岸本卓 | 笹木信作           | 牧野友映           | 稲吉朝子、清水陽一 長坂寛治                                       | 高橋英樹            | 小林祐     | 2月8日         |
| 第6話  | 昂揚             | 岸本卓 | 下田正美、佐藤雅子 | 野崎真代           | 名倉智史、下妻日紗子 清水陽一、高橋英樹                           | 高橋英樹            | 小林祐     | 2月15日        |
| 第7話  | 返還             | 岸本卓 | 下田正美、佐藤雅子 | 伊藤秀弥           | 渡辺愛、片桐貴悠                                                  | 高橋英樹            | 小林祐     | 2月22日        |
| 第8話  | チャレンジャー   | 岸本卓 | 笹木信作           | 牧野友映           | 折井一雅、鈴木絵万 稲吉朝子                                       | 高橋英樹            | 小林祐     | 2月29日        |
| 第9話  | それぞれの夜     | 岸本卓 | 許平康、佐藤雅子   | 又野弘道           | 清水陽一、吉田和香子 米川麻衣                                     | 高橋英樹            | 小林祐     | 3月7日         |
| 第10話 | 戦線             | 岸本卓 | 笹木信作           | 曽根利幸           | 渡辺愛、式部美代子 宮川智恵子、徳田夢之介                         | 高橋英樹            | 小林祐     | 3月14日        |
| 第11話 | 繋がれるチャンス | 岸本卓 | 吉田泰三           | 江副仁美、佐藤雅子 | 名倉智史、下妻日紗子 渡辺愛、藤城香菜                             | 高橋英樹            | 小林祐     | 3月21日        |
| 第12話 | 鮮烈             | 岸本卓 | 鎌倉由実           | 伊藤秀弥           | 折井一雅、米川麻衣 吉田和香子、清水陽一                           | 高橋英樹            | 小林祐     | 3月28日        |
| 第13話 | 2日目            | 岸本卓 | 鎌倉由実           | 鎌倉由実           | 鈴木絵万、片桐貴悠                                                | 高橋英樹            | 小林祐     | 4月4日         |
| 第14話 | リズム           | 岸本卓 | 笹木信作           | 江副仁美           | 名倉智史、清水陽一                                                | 高橋英樹            | 小林祐     | 10月3日        |
| 第15話 | 見つける         | 岸本卓 | 仲澤慎太郎         | 荻原露光           | 高橋直樹、南伸一郎 杜偉峰、黄鳳                                   | 高橋英樹            | 小林祐     | 10月10日       |
| 第16話 | 失恋             | 岸本卓 | 仲澤慎太郎         | 堀内勇治           | 折井一雅、鈴木絵万                                                | 佐藤由紀            | 小林祐     | 10月17日       |
| 第17話 | ネコVSサル       | 岸本卓 | 吉田泰三           | 許平康             | 名倉智史、渡辺愛 吉田和香子                                       | 佐藤由紀            | 小林祐     | 10月24日       |
| 第18話 | 罠               | 岸本卓 | 吉田泰三           | 江副仁美           | 片桐貴悠、米川麻衣                                                | 高橋英樹            | 小林祐     | 10月31日       |
| 第19話 | 最強の挑戦者     | 岸本卓 | 許平康、佐藤雅子   | 許平康             | 渡辺愛、吉田和香子 向田隆、清水陽一                               | 高橋英樹、佐藤由紀  | 小林祐     | 11月7日        |
| 第20話 | 頭               | 岸本卓 | 笹木信作           | 堀内勇治           | 折井一雅、米川麻衣                                                | 高橋英樹            | 小林祐     | 11月14日       |
| 第21話 | ヒーロー         | 岸本卓 | 吉田泰三           | 鎌倉由実           | 片桐貴悠                                                          | 佐藤由紀            | 小林祐     | 11月21日       |
| 第22話 | ハーケン         | 岸本卓 | 佐藤雅子           | 佐藤雅子           | 名倉智史                                                          | 高橋英樹            | 小林祐     | 11月28日       |
| 第23話 | 静かなる王の誕生 | 岸本卓 | 笹木信作           | 荻原露光           | 高橋直樹、藤田正幸 輪和、楊国福、周婧 黄鳳、陳玉峰、楊栄潔 温慶華 | 高橋英樹            | 小林祐     | 12月5日        |
| 第24話 | バケモンたちの宴 | 岸本卓 | 笹木信作           | 鎌倉由実           | 折井一雅、片桐貴悠 向田隆、米川麻衣                               | 高橋英樹            | 小林祐     | 12月12日       |
| 第25話 | 約束の地         | 岸本卓 | 大塚隆史           | 江副仁美           | 渡辺愛、吉田和香子 名倉智史                                       | 高橋英樹            | 小林祐     | 12月19日       |
| OVA    | 陸VS空           | 岸本卓 | 佐藤雅子           | 石川真理子         | 折井一雅、稲吉朝子                                                | 高橋英樹            | 小林祐     | -              |
| OVA    | ボールの"道"     | 岸本卓 | 笹木信作           | 荻原露光           | 高橋英樹                                                          | -                   | 小林祐     | -              |

#### 放送局
| 放送期間                 | 放送時間           | 放送局                              | 対象地域 | 備考                         |
| ------------------------ | ------------------ | ----------------------------------- | -------- | ---------------------------- |
| 2014年4月6日 - 9月21日   | 日曜 17:00 - 17:30 | 毎日放送（製作局）ほかTBS系列全28局 | 日本国内 | 字幕放送 / 連動データ放送    |
| 2014年5月26日 - 11月10日 | 月曜 19:00 - 19:30 | アニマックス                        | 日本全域 | BS/CS放送 / リピート放送あり |

| 配信開始日    | 配信時間                   | 配信サイト         |
| ------------- | -------------------------- | ------------------ |
| 2014年4月20日 | 日曜 12:00 更新            | バンダイチャンネル |
| 2014年4月22日 | 火曜 0:00（月曜深夜） 更新 | GyaO!              |

| 放送日                                   | 放送時間                     | 放送局             | 対象地域・備考        |
| ---------------------------------------- | ---------------------------- | ------------------ | --------------------- |
| 2024年2月14日                            | 水曜 20:00 - 21:57           | 毎日放送           | 近畿広域圏 / 製作参加 |
|                                          |                              | IBC岩手放送        | 岩手県                |
|                                          |                              | あいテレビ         | 愛媛県                |
|                                          |                              | テレビ高知         | 高知県                |
|                                          |                              | 長崎放送           | 長崎県                |
|                                          |                              | 大分放送           | 大分県                |
| 2024年2月16日                            | 金曜 0:30 - 2:31（木曜深夜） | CBCテレビ          | 中京広域圏            |
| 2024年2月17日                            | 土曜 0:55 - 2:55（金曜深夜） | 秋田放送           | 秋田県                |
|                                          | 土曜 14:00 - 16:00           | RSK山陽放送        | 岡山県・香川県        |
|                                          | 土曜 14:54 - 16:50           | 西日本放送         | 鹿児島県              |
| 2024年2月18日                            | 日曜 0:43 - 2:40（土曜深夜） | 東北放送           | 宮城県                |
|                                          | 日曜 1:28 - 3:20（土曜深夜） | 中国放送           | 広島県                |
|                                          | 日曜 1:28 - 3:25（土曜深夜） | RKB毎日放送        | 福岡県                |
|                                          | 日曜 1:28 - 3:28（土曜深夜） | 琉球放送           | 沖縄県                |
| 2024年2月19日                            | 月曜 0:55 - 2:55（日曜深夜） | テレビユー福島     | 福島県                |
|                                          | 月曜 1:28 - 3:25（日曜深夜） | 北海道放送         | 北海道                |
|                                          | 月曜 1:55 - 3:55（日曜深夜） | 新潟放送           | 新潟県                |
| 2024年2月21日                            | 水曜 1:25 - 3:10（火曜深夜） | 北陸放送           | 石川県                |
| 2024年2月22日                            | 木曜 0:55 - 2:51（水曜深夜） | 青森テレビ         | 青森県                |
| 2024年2月23日                            | 金曜 1:40 - 3:37（木曜深夜） | テレビユー山形     | 山形県                |
|                                          | 金曜 14:55 - 16:50           | 熊本放送           | 熊本県                |
| 2024年2月24日                            | 土曜 0:55 - 2:40（金曜深夜） | 福井テレビ         | 福井県                |
|                                          | 土曜 1:53 - 3:50（金曜深夜） | 静岡放送           | 静岡県                |
| 2024年2月25日                            | 日曜 1:28 - 3:25（土曜深夜） | チューリップテレビ | 富山県                |
|                                          |                              | 山陰放送           | 鳥取県・島根県        |
| 2024年3月4日                             | 月曜 1:52 - 3:49（日曜深夜） | テレビ山口         | 山口県                |
| 毎日放送と同時刻放送局のみ副音声を放送。 |                              |                    |                       |

| 放送期間                                      | 放送時間                                                  | 放送局         | 対象地域   | 備考                                          |
| --------------------------------------------- | --------------------------------------------------------- | -------------- | ---------- | --------------------------------------------- |
| 2015年10月4日 - 2016年3月27日                 | 日曜 2:58 - 3:28（土曜深夜）                              | 毎日放送       | 近畿広域圏 | 製作参加 / 字幕放送 / 『アニメシャワー』第3部 |
|                                               | 日曜 3:23 - 3:53（土曜深夜）                              | CBCテレビ      | 中京広域圏 |                                               |
| 2015年10月5日 - 2016年3月28日                 | 月曜 0:00 - 0:30（日曜深夜）                              | TOKYO MX       | 東京都     |                                               |
|                                               | 月曜 0:30 - 1:00（日曜深夜）                              | BS11           | 日本全域   | BS放送 / 『ANIME+』枠 / リピート放送あり      |
|                                               | 月曜 2:30 - 3:00（日曜深夜）                              | RKB毎日放送    | 福岡県     | 第6話より字幕放送                             |
| 2015年10月6日 - 2016年3月29日                 | 火曜 2:10 - 2:40（月曜深夜）                              | 北海道放送     | 北海道     |                                               |
| 2015年10月7日 - 2016年3月30日                 | 水曜 1:48 - 2:18（火曜深夜）                              | 東北放送       | 宮城県     |                                               |
| 2015年10月10日 - 2016年4月2日                 | 土曜 17:00 - 17:30                                        | テレビユー福島 | 福島県     |                                               |
| 2015年12月11日 - 2016年6月3日                 | 金曜 0:41 - 1:11（木曜深夜）                              | IBC岩手放送    | 岩手県     |                                               |
| 2016年1月13日 - 6月29日                       | 水曜 2:11 - 2:41（火曜深夜）                              | 静岡放送       | 静岡県     |                                               |
| 2016年1月14日 - 3月31日 2016年4月8日 - 7月8日 | 木曜 1:48 - 2:18（水曜深夜） 金曜 1:49 - 2:19（木曜深夜） | あいテレビ     | 愛媛県     |                                               |
| 2016年2月12日 - 8月5日                        | 金曜 19:00 - 19:30                                        | アニマックス   | 日本全域   | BS/CS放送 / 字幕放送 / リピート放送あり       |

| 配信開始日     | 配信時間       | 配信サイト |
| -------------- | -------------- | --- |
| 2015年10月7日  | 水曜 6:00 更新 | ニコニコチャンネル アクトビラ アニメ放題 Amazon Prime Video GYAO!ストア GYAO! TSUTAYA TV dアニメストア DMM.com HAPPY!動画 ひかりTV ムービーフル U-NEXT 楽天ショウタイム ビデオマーケット |
| 2015年10月8日  | 木曜 更新      | J:COMオンデマンド ビデオパス milplus |
| 2015年10月14日 | 水曜 更新      | dTV バンダイチャンネル PlayStation Video |

| 放送期間                  | 放送時間                      | 放送局         | 対象地域   | 備考                                       |
| ------------------------- | ----------------------------- | -------------- | ---------- | ------------------------------------------ |
| 2016年10月8日 - 12月10日  | 土曜 1:55 - 2:25（金曜深夜）  | TBSテレビ      | 関東広域圏 | 字幕放送 / 『アニメイズム』B1枠            |
|                           | 土曜 2:10 - 2:40（金曜深夜）  | 毎日放送       | 近畿広域圏 | 製作参加 / 字幕放送 / 『アニメイズム』B1枠 |
|                           | 土曜 2:50 - 3:20（金曜深夜）  | CBCテレビ      | 中京広域圏 | 『アニメイズム』枠                         |
| 2016年10月9日 - 12月11日  | 日曜 0:00 - 0:30（土曜深夜）  | BS-TBS         | 日本全域   | BS放送 / 『アニメイズム』B1枠              |
|                           | 日曜 2:28 - 2:58（土曜深夜）  | 北海道放送     | 北海道     |                                            |
|                           | 日曜 2:40 - 3:10（土曜深夜）  | RKB毎日放送    | 福岡県     | 字幕放送                                   |
| 2016年10月12日 - 12月14日 | 水曜 2:05 - 2:35（火曜深夜）  | 東北放送       | 宮城県     |                                            |
| 2016年10月15日 - 12月17日 | 土曜 17:00 - 17:30            | テレビユー福島 | 福島県     |                                            |
| 2016年10月19日 - 12月21日 | 水曜 2:26 - 2:56（火曜深夜）  | 静岡放送       | 静岡県     |                                            |
| 2016年10月21日 - 12月23日 | 金曜 1:50 - 2:20（木曜深夜）  | あいテレビ     | 愛媛県     |                                            |
| 2016年10月28日 - 12月30日 | 金曜 1:28 - 1:58 （木曜深夜） | IBC岩手放送    | 岩手県     |                                            |

| 配信開始日     | 配信時間        | 配信サイト |
| -------------- | --------------- | --- |
| 2016年10月9日  | 日曜 12:00 更新 | ニコニコチャンネル Amazon Prime Video ひかりTV 楽天ショウタイム GYAO! ビデックスJP ビデオマーケット dアニメストア U-NEXT アニメ放題 MBSオンデマンド |
| 2016年10月10日 | 月曜 0:00 更新  | J:COMオンデマンド |
|                | 月曜 12:00 更新 | バンダイチャンネル |
| 2016年10月11日 | 火曜 10:00 更新 | DMM.com |
|                | 火曜 12:00 更新 | アクトビラ |
| 2016年10月12日 | 水曜 0:00 更新  | PlayStation Video |
|                | 水曜 12:00 更新 | ムービーフルPlus |
| 2015年10月14日 | 金曜 0:00 更新  | TSUTAYA TV |
|                | 金曜 12:00 更新 | HAPPY!動画 |
| 2016年10月16日 | 日曜 12:00 更新 | GYAO!ストア |

| 放送期間               | 放送時間                     | 放送局                                 | 対象地域 | 備考                                                   |
| ---------------------- | ---------------------------- | -------------------------------------- | -------- | ------------------------------------------------------ |
| 2020年1月11日 - 4月4日 | 土曜 1:25 - 1:55（金曜深夜） | 毎日放送（製作参加） ほかTBS系列全28局 | 日本国内 | 字幕放送 / 連動データ放送 / 『スーパーアニメイズム』枠 |

| 配信開始日    | 配信時間        | 配信サイト |
| ------------- | --------------- | --- |
| 2020年1月12日 | 日曜 12:00 更新 | dTV dアニメストア FOD J:COMオンデマンド milplus Netflix U-NEXT アニメ放題 ひかりTV ビデオパス GYAO! MBS動画イズム TVer Amazon Prime Video DMM.com Google Play GYAO!ストア Rakuten TV TSUTAYA TV ビデックスJP アクトビラ ゲオTV ビデオマーケット HAPPY!動画 ニコニコチャンネル バンダイチャンネル ムービーフルPlus |

| 放送期間                       | 放送時間                     | 放送局       | 対象地域   | 備考                                       |
| ------------------------------ | ---------------------------- | ------------ | ---------- | ------------------------------------------ |
| 2020年10月3日 - 12月19日       | 土曜 2:25 - 2:55（金曜深夜） | 毎日放送     | 近畿広域圏 | 製作参加 / 字幕放送 / 『アニメイズム』B2枠 |
|                                |                              | TBSテレビ    | 関東広域圏 | 字幕放送 / 『アニメイズム』B2枠            |
|                                | 土曜 3:00 - 3:30（金曜深夜） | BS-TBS       | 日本全域   | BS放送 / 『アニメイズム』B2枠              |
| 2020年10月7日 - 12月23日       | 水曜 1:00 - 1:30（火曜深夜） | 東北放送     | 宮城県     | 『寝られなアニメ』枠                       |
| 2020年10月14日 - 12月30日      | 水曜 1:28 - 1:58（火曜深夜） | IBC岩手放送  | 岩手県     |                                            |
| 2020年11月10日 - 2021年2月2日  | 火曜 19:00 - 19:30           | アニマックス | 日本全域   | BS/CS放送 / 字幕放送 / リピート放送あり    |
| 2020年11月18日 - 2021年2月10日 | 水曜 16:20 - 16:50           | テレビ高知   | 高知県     |                                            |
| 2020年12月3日 - 2021年2月25日  | 木曜 0:55 - 1:25（水曜深夜） | 中国放送     | 広島県     | [ 119 ]                                    |

| 毎日放送製作・TBS系列 日5枠                | 毎日放送製作・TBS系列 日5枠                                                            | 毎日放送製作・TBS系列 日5枠   |
| 前番組                                     | 番組名                                                                                 | 次番組                        |
| ------------------------------------------ | -------------------------------------------------------------------------------------- | ----------------------------- |
| マギ The kingdom of magic                  | ハイキュー!!                                                                           | 七つの大罪                    |
| 毎日放送 アニメシャワー 第3部              |                                                                                        |                               |
| 六花の勇者                                 | ハイキュー!! セカンドシーズン                                                          | アルスラーン戦記 （再放送）   |
| 毎日放送・TBSテレビ アニメイズム B1        |                                                                                        |                               |
| 91Days                                     | ハイキュー!! 烏野高校 VS 白鳥沢学園高校                                                | 青の祓魔師 京都不浄王篇       |
| 毎日放送制作・TBS系列 スーパーアニメイズム |                                                                                        |                               |
| 炎炎ノ消防隊                               | ハイキュー!! TO THE TOP（第1クール）                                                   | アルゴナビス from BanG Dream! |
| 毎日放送・TBSテレビ アニメイズム B2        |                                                                                        |                               |
| 波よ聞いてくれ                             | ハイキュー!! TO THE TOP（第1クール） （再放送） ↓ ハイキュー!! TO THE TOP（第2クール） | 俺だけ入れる隠しダンジョン    |

#### その他メディア展開

##### BD / DVD
| 巻 | 発売日         | 収録話          | 規格品番   | 規格品番   |
| 巻 | 発売日         | 収録話          | BD         | DVD        |
| -- | -------------- | --------------- | ---------- | ---------- |
| 1  | 2014年7月16日  | 第1話 - 第3話   | TBR-24351D | TDV-24361D |
| 2  | 2014年8月20日  | 第4話 - 第6話   | TBR-24352D | TDV-24362D |
| 3  | 2014年9月17日  | 第7話 - 第9話   | TBR-24353D | TDV-24363D |
| 4  | 2014年10月15日 | 第10話 - 第12話 | TBR-24354D | TDV-24364D |
| 5  | 2014年11月19日 | 第13話 - 第15話 | TBR-24355D | TDV-24365D |
| 6  | 2014年12月17日 | 第16話 - 第18話 | TBR-24356D | TDV-24366D |
| 7  | 2015年1月21日  | 第19話 - 第21話 | TBR-24357D | TDV-24367D |
| 8  | 2015年2月18日  | 第22話 - 第23話 | TBR-24358D | TDV-24368D |
| 9  | 2015年3月18日  | 第24話 - 第25話 | TBR-24359D | TDV-24369D |

| 巻 | 発売日        | 収録話          | 規格品番   | 規格品番   |
| 巻 | 発売日        | 収録話          | BD         | DVD        |
| -- | ------------- | --------------- | ---------- | ---------- |
| 1  | 2016年1月20日 | 第1話 - 第3話   | TBR-25451D | TDV-25461D |
| 2  | 2016年2月17日 | 第4話 - 第6話   | TBR-25452D | TDV-25462D |
| 3  | 2016年3月16日 | 第7話 - 第9話   | TBR-25453D | TDV-25463D |
| 4  | 2016年4月20日 | 第10話 - 第12話 | TBR-25454D | TDV-25464D |
| 5  | 2016年5月18日 | 第13話 - 第15話 | TBR-25455D | TDV-25465D |
| 6  | 2016年6月15日 | 第16話 - 第18話 | TBR-25456D | TDV-25466D |
| 7  | 2016年7月13日 | 第19話 - 第21話 | TBR-25457D | TDV-25467D |
| 8  | 2016年8月17日 | 第22話 - 第23話 | TBR-25458D | TDV-25468D |
| 9  | 2016年9月14日 | 第24話 - 第25話 | TBR-25459D | TDV-25469D |

| 巻 | 発売日        | 収録話         | 規格品番   | 規格品番   |
| 巻 | 発売日        | 収録話         | BD         | DVD        |
| -- | ------------- | -------------- | ---------- | ---------- |
| 1  | 2016年12月7日 | 第1話 - 第2話  | TBR-26271D | TDV-26276D |
| 2  | 2017年1月18日 | 第3話 - 第4話  | TBR-26272D | TDV-26277D |
| 3  | 2017年2月22日 | 第5話 - 第6話  | TBR-26273D | TDV-26278D |
| 4  | 2017年3月15日 | 第7話 - 第8話  | TBR-26274D | TDV-26279D |
| 5  | 2017年4月12日 | 第9話 - 第10話 | TBR-26275D | TDV-26280D |

| 巻 | 発売日         | 収録話          | 規格品番   | 規格品番   |
| 巻 | 発売日         | 収録話          | BD         | DVD        |
| -- | -------------- | --------------- | ---------- | ---------- |
| 1  | 2020年3月18日  | 第1話 - 第4話   | TBR-29326D | TDV-29332D |
| 2  | 2020年5月20日  | 第5話 - 第8話   | TBR-29327D | TDV-29333D |
| 3  | 2020年8月19日  | 第9話 - 第13話  | TBR-29328D | TDV-29334D |
| 4  | 2020年12月16日 | 第14話 - 第17話 | TBR-29329D | TDV-29335D |
| 5  | 2021年2月17日  | 第18話 - 第21話 | TBR-29330D | TDV-29336D |
| 6  | 2021年4月21日  | 第22話 - 第25話 | TBR-29331D | TDV-29337D |

| 発売日         | タイトル                      | 規格品番   | 規格品番   |
| 発売日         | タイトル                      | BD         | DVD        |
| -------------- | ----------------------------- | ---------- | ---------- |
| 2015年9月16日  | ハイキュー!! 終わりと始まり   | TBR-25286D | TDV-25287D |
| 2015年12月16日 | ハイキュー!! 勝者と敗者       | TBR-25425D | TDV-25426D |
| 2018年1月17日  | ハイキュー!! 才能とセンス     | TBR-28016D | TDV-28017D |
| 2018年1月17日  | ハイキュー!! コンセプトの戦い | TBR-28018D | TDV-28019D |
| 2020年1月22日  | ハイキュー!! 陸 VS 空         | TBR-29288D | TDV-29289D |

##### CD
各巻のBDとDVDに音声特典として付属する劇伴が収録されている。
| 発売日         | タイトル                                                             | 規格品番    |
| -------------- | -------------------------------------------------------------------- | ----------- |
| 2014年11月19日 | ハイキュー!! O.S.T.1                                                 | THCA-60045  |
| 2014年12月17日 | ハイキュー!! O.S.T.2                                                 | THCA-60048  |
| 2016年3月16日  | ハイキュー!! セカンドシーズン オリジナル・サウンドトラック VOL.1     | THCA-60089  |
| 2016年4月20日  | ハイキュー!! セカンドシーズン オリジナル・サウンドトラック VOL.2     | THCA-60091  |
| 2017年1月18日  | ハイキュー!! 烏野高校 VS 白鳥沢学園高校 オリジナル・サウンドトラック | THCA-60122  |
| 2017年4月19日  | ハイキュー!! COMPLETE BEST                                           | VVCL-1008/9 |

#### WEBラジオ
『ハイキュー!! 烏野高校放送部！』は、2014年4月6日よりテレビアニメ公式HPにて配信中のWEBラジオ番組。パーソナリティは村瀬歩（日向翔陽 役）、石川界人（影山飛雄 役）。第13回まで隔週日曜日更新、第14回から第21回まで毎月第二日曜日更新、第22回から毎月第二・第四日曜日更新となっている。本配信前週の3月31日に第0回がプレ配信された。なお、第19回・第25回・第38回はニコニコ生放送での生配信、第26回は熊本県荒尾市にあるグリーンランドでの公開録音。
ゲスト
- 第3回・第28回：古川慎（金田一勇太郎 役）
- 第4回・第22回：斉藤壮馬（山口忠 役）
- 第5回・第22回・第36回・第52回：内山昂輝（月島蛍 役）
- 第6回：増田俊樹（縁下力 役）
- 第7回：細谷佳正（東峰旭 役）
- 第8回・第23回・第56回：林勇（田中龍之介 役）
- 第9回：山本隆弘（元バレーボール全日本選手）
- 第10回・第30回・第39回：名塚佳織（清水潔子 役）
- 第11回・第50回：岡本信彦（西谷夕 役）
- 第12回・第41回：tacica（エンディングテーマアーティスト）
- 第13回：浪川大輔（及川徹 役）
- 第15回・第29回・第48回：田中一成（烏養繋心 役）
- 第16回・第24回・第46回・第54回：日野聡（澤村大地 役）
- 第17回：入野自由（菅原孝支 役）
- 第18回：梶裕貴（孤爪研磨 役）、石井マーク（灰羽リエーフ 役）
- 第20回：池田恭祐（犬岡走 役）
- 第21回：立花慎之介（夜久衛輔 役）
- 第31回：SPYAIR（オープニングテーマアーティスト）
- 第32回：諸星すみれ（谷地仁花 役）
- 第33回：逢坂良太（赤葦京治 役）
- 第34回：石井マーク（灰羽リエーフ 役）
- 第40回：BURNOUT SYNDROMES (オープニングテーマ)
- 第42回：古川慎（金田一勇太郎 役）、田丸篤志（国見英 役）
- 第43回：河西健吾（矢巾秀 役）
- 第44回：武内駿輔（京谷賢太郎 役）
- 第47回：名塚佳織（清水潔子 役）、諸星すみれ（谷地仁花 役）
- 第49回：木村昴（天童覚 役）
- 第51回：豊永利行（白布賢二郎 役）
- 第53回：土屋神葉（五色工 役）
- 第55回：竹内良太（牛島若利 役）

### 劇場アニメ
2022年8月13日に『ハイキュー!! FINAL』と題して、テレビアニメの続編となる劇場アニメ二部作の制作が発表された。
第1部は『劇場版ハイキュー!! ゴミ捨て場の決戦』（げきじょうばんハイキュー ゴミすてばのけっせん）のタイトルで、2024年2月16日に東宝の配給によりIMAX版とともに公開された。原作33巻 - 37巻で描かれた烏野高校対音駒高校戦の内容が映像化された。
第2部は『劇場版ハイキュー!! VS 小さな巨人』（げきじょうばんハイキュー ばーさす ちいさなきょじん）のタイトルで制作されることが、2025年3月2日開催の「ハイキュ―!! 10th イベント -NEXT STEP-」にて発表された。

#### スタッフ（劇場アニメ）
- 原作 - 古舘春一[134][136]
- 監督・脚本 - 満仲勧[136][137]
- 副監督 - 石川真理子[136][137]
- キャラクターデザイン - 岸田隆宏[136][137]
- 総作画監督 - 千葉崇洋[136][137]
- キーアニメーター - 高橋英樹[136]
- 美術監督・美術設定 - 立田一郎[136][137]
- 色彩設計 - 佐藤真由美[136][137]
- 撮影監督 - 中田祐美子[136]
- 編集 - 植松淳一[136]
- 音楽 - 林ゆうき[136]、橘麻美[136]
- 音響監督 - 菊田浩巳[136]
- チーフプロデューサー - 高橋敦司[136]、武井克弘[136]、藤尾明史[136]
- プロデューサー - 田口翔一朗[136]、菱山光輝[136]、池田亮太[136]、倉島真由美[136]、前田俊博[136]、本田祐[136]、森廣扶美[136]、三浦史[136]
- アニメーションプロデューサー - 松下慶子[136]
- アニメーション制作 - Production I.G[134][136]
- 製作 - 東宝[134][136]、集英社[134][136]、MBS[134][136]、電通[134][136]、Production I.G[134][136]、ソニー・ミュージックエンタテインメント[134][136]、ムービック[134][136]
- 配給 - 東宝[134][136]

#### 主題歌（劇場アニメ）
「オレンジ」
SPYAIRによる第1部主題歌。

#### 興行収入
2024年5月1日、公開から75日間で観客動員数699万人、興行収入100億円を突破したことが発表された。
|                                           | 動員数 （万人） | 動員数 （万人） | 動員数 （万人） | 興行収入 （億円） | 興行収入 （億円） | 出典・備考                                                                                 |
| 週末                                      | 週末            | 累計            | 週末            | 累計              |                   | 出典・備考                                                                                 |
| ----------------------------------------- | --------------- | --------------- | --------------- | ----------------- | ----------------- | ------------------------------------------------------------------------------------------ |
| 1週目の週末 （2024年2月16日・17日・18日） | 1位             | 152.9           | 152.9           | 22.3              | 22.3              | [ 141 ]                                                                                    |
| 2週目の週末 （2月23日・24日・25日）       | 1位             | 78.1            | 290.0           | 11.2              | 41.8              | [ 142 ]                                                                                    |
| 3週目の週末 （3月1日・2日・3日）          | 2位             | 38.0            | 359.7           | 5.3               | 51.5              | [ 143 ]                                                                                    |
| 4週目の週末 （3月8日・9日・10日）         | 1位             | 57.4            | 438.7           | 8.4               | 62.8              | [ 144 ]                                                                                    |
| 5週目の週末 （3月15日・16日・17日）       | 3位             | 24.5            | 491.6           | 3.6               | 70.5              | 週末動員は3位で、週末興収は2位。                                                           |
| 6週目の週末 （3月22日・23日・24日）       | 2位             | 35.4            | 550.4           | 5.3               | 79.0              | 週末動員は2位で、週末興収は1位。                                                           |
| 7週目の週末 （3月29日・30日・31日）       | 2位             | 33.4            | 610.4           | 4.9               | 87.5              | [ 147 ]                                                                                    |
| 8週目の週末 （4月5日・6日・7日）          | 3位             | 14.2            | 648.4           | 2.1               | 92.7              | [ 148 ]                                                                                    |
| 9週目の週末 （4月12日・13日・14日）       | 4位             |                 | 664.7           | 1.2               | 95.1              | [ 149 ]                                                                                    |
| 10週目の週末 （4月19日・20日・21日）      | 4位             |                 | 683.4           | 2.0               | 97.8              | [ 150 ]                                                                                    |
| 11週目の週末 （4月26日・27日・28日）      | 6位             |                 |                 | 0.9               | 99.5              | 4月29日（祝日）まで累計興収99.9億円、動員698.8万人。                                       |
| 12週目の週末 （5月3日・4日・5日）         | 3位             | 15.7            |                 | 2.3               | 102.8             | 5月6日（振替休日）まで累計興収103.3億円、動員722.8万人。 公開75日間で興行収入100億円突破。 |
| 13週目の週末 （5月10日・11日・12日）      | 9位             |                 | 730.1           | 0.6               | 104.4             |                                                                                            |
| 14週目の週末 （5月17日・18日・19日）      | 2位             | 14.1            | 746.6           | 2.1               | 106.9             | [ 152 ]                                                                                    |
| 15週目の週末 （5月24日・25日・26日）      | 9位             |                 | 756.8           | 0.7               | 108.3             |                                                                                            |
| 16週目の週末 （5月31日・6月1日・2日）     | 8位             |                 | 762.6           | 0.5               | 109.1             |                                                                                            |
| 17週目の週末 （6月7日・8日・9日）         | 圏外            |                 | 767.4           |                   | 109.8             |                                                                                            |
| 18週目の週末 （6月14日・15日・16日）      | 9位             |                 | 771.9           | 0.4               | 110.5             | [ 153 ]                                                                                    |
| 19週目の週末 （6月21日・22日・23日）      | 圏外            |                 | 776.0           |                   | 111.1             |                                                                                            |
| 20週目の週末 （6月28日・29日・30日）      | 圏外            |                 | 780.0           |                   | 111.7             |                                                                                            |
| 21週目の週末 （7月5日・6日・7日）         | 圏外            |                 | 783.3           |                   | 112.1             |                                                                                            |
| 22週目の週末 （7月12日・13日・14日）      | 圏外            |                 |                 | 0.3               | 112.5             | 7月15日（祝日）まで累計興収112.6億円、動員786.9万人。                                      |
| 23週目の週末 （7月19日・20日・21日）      | 圏外            |                 | 788.8           |                   | 112.9             |                                                                                            |
| 24週目の週末 （7月26日・27日・28日）      | 圏外            |                 | 791.2           |                   | 113.3             |                                                                                            |
| 25週目の週末 （8月2日・3日・4日）         | 圏外            |                 | 793.5           |                   | 113.6             |                                                                                            |
| 26週目の週末 （8月9日・10日・11日）       | 圏外            |                 | 795.7           |                   | 113.9             | 累計動員・興収は8月12日（振替休日）までのもの。                                            |
| 27週目の週末 （8月16日・17日・18日）      | 6位             |                 | 806.6           | 1.5               | 115.5             | [ 154 ]                                                                                    |

#### テレビ放送

##### 特別番組
劇場アニメ第1部の公開に併せて、『『劇場版ハイキュー!! ゴミ捨て場の決戦』公開記念特番』が以下の各局にて順次放送された。MCは令和ロマン、ゲストは田村保乃（櫻坂46）、栗原恵、サンシャイン池崎。
| 放送日                                                 | 放送時間                     | 放送局             | 対象地域・備考      |
| ------------------------------------------------------ | ---------------------------- | ------------------ | ------------------- |
| 2024年2月17日                                          | 土曜 1:53 - 2:23（金曜深夜） | 北海道放送         | 北海道              |
|                                                        | 土曜 2:23 - 2:53（金曜深夜） | IBC岩手放送        | 岩手県              |
|                                                        |                              | テレビユー福島     | 福島県              |
|                                                        |                              | TBSテレビ          | 関東広域圏          |
|                                                        |                              | 毎日放送           | 近畿広域圏 製作参加 |
|                                                        |                              | RKB毎日放送        | 福岡県              |
|                                                        |                              | 大分放送           | 大分県              |
|                                                        |                              | 南日本放送         | 鹿児島県            |
|                                                        | 土曜 3:00 - 3:30（金曜深夜） | BS-TBS             | BS放送              |
| 2024年2月17日                                          | 土曜 15:30 - 16:00           | 北陸放送           | 石川県              |
|                                                        | 土曜 16:30 - 17:00           | テレビ宮崎         | 宮崎県              |
|                                                        | 土曜 17:00 - 17:30           | 新潟放送           | 新潟県              |
| 2024年2月18日                                          | 日曜 1:55 - 2:25（土曜深夜） | 秋田放送           | 秋田県              |
| 2024年2月21日                                          | 水曜 0:55 - 1:25（火曜深夜） | 長崎放送           | 長崎県              |
|                                                        | 水曜 1:55 - 2:25（火曜深夜） | テレビ新広島       | 広島県              |
|                                                        | 水曜 2:25 - 2:55（火曜深夜） | RSK山陽放送        | 岡山県・香川県      |
| 2024年2月22日                                          | 木曜 2:25 - 2:55（水曜深夜） | チューリップテレビ | 富山県              |
| 2024年2月23日                                          | 金曜 1:00 - 1:30（木曜深夜） | 東北放送           | 宮城県              |
|                                                        | 金曜 1:27 - 1:57（木曜深夜） | テレビ山口         | 山口県              |
|                                                        | 金曜 1:28 - 1:58（木曜深夜） | 熊本放送           | 熊本県              |
|                                                        | 金曜 2:00 - 2:30（土曜深夜） | 静岡放送           | 静岡県              |
| 2024年2月24日                                          | 土曜 1:53 - 2:22（金曜深夜） | 青森テレビ         | 青森県              |
|                                                        | 土曜 1:53 - 2:23（金曜深夜） | 琉球放送           | 沖縄県              |
|                                                        | 土曜 1:55 - 2:25（金曜深夜） | テレビ山梨         | 山梨県              |
|                                                        | 土曜 2:23 - 2:53（金曜深夜） | テレビユー山形     | 山形県              |
|                                                        | 土曜 3:00 - 3:30（金曜深夜） | テレビ高知         | 高知県              |
| 2024年2月25日                                          | 日曜 1:33 - 2:03（土曜深夜） | あいテレビ         | 愛媛県              |
| 2024年2月26日                                          | 月曜 15:52 - 16:21           | 山陰放送           | 鳥取県・島根県      |
| 2024年2月29日                                          | 木曜 2:14 - 2:46（水曜深夜） | CBCテレビ          | 中京広域圏          |
| 毎日放送・TBSテレビ・BS-TBS では『アニメイズム』B2枠。 |                              |                    |                     |

##### 放送リスト
| 回数 | 放送局        | 放送日        | 放送時間 (JST) | 放送分数 | 備考            |
| ---- | ------------- | ------------- | -------------- | -------- | --------------- |
| 1    | WOWOWシネマ   | 2025年1月13日 | 21:00 - 22:30  | 90分     | テレビ初放送    |
| 2    | WOWOWプライム | 2025年1月16日 | 18:30 - 20:00  | 90分     | [ 157 ] [ 159 ] |
| 3    | アニマックス  | 2025年3月2日  | 11:00 - 12:40  | 100分    | [ 160 ] [ 161 ] |
| 4    | アニマックス  | 2025年3月23日 | 17:00 - 18:55  | 115分    | [ 160 ] [ 161 ] |
| 5    | アニマックス  | 2025年3月30日 | 20:00 - 21:40  | 100分    | [ 160 ] [ 161 ] |

## 舞台

### ハイパープロジェクション演劇「ハイキュー!!」
2015年の初演から2021年の“頂の景色・2”まで、適度な間隔を開けて定期的にシリーズが制作・公演が行われていた。演出はウォーリー木下（"烏野、復活！"以降は脚本も担当）、脚本は中屋敷法仁（"勝者と敗者"まで担当）が担当。

#### 演目
- ハイパープロジェクション演劇「ハイキュー!!」（2015年11月 - 12月、東京・大阪・宮城・東京凱旋）[163]
- ハイパープロジェクション演劇「ハイキュー!!」"頂の景色"（2016年4月 - 5月、大阪・東京）[164]
- ハイパープロジェクション演劇「ハイキュー!!」"烏野、復活！"（2016年10月 - 12月、東京・岩手・福岡・大阪・東京凱旋）[165]
- ハイパープロジェクション演劇「ハイキュー!!」"勝者と敗者"（2017年3月 - 5月、東京・宮城・大阪・福岡・東京凱旋）[166]
- ハイパープロジェクション演劇「ハイキュー!!」"進化の夏"（2017年9月 - 10月、東京・大阪・兵庫・宮城・福岡・東京凱旋）[167]
- ハイパープロジェクション演劇「ハイキュー!!」"はじまりの巨人"（2018年4月 - 6月、東京・兵庫・福岡・宮城・大阪・東京凱旋）[168]
- ハイパープロジェクション演劇「ハイキュー!!」"最強の場所(チーム)"（2018年10月 - 12月、東京・広島・兵庫・大阪・宮城・東京凱旋）[169]
- ハイパープロジェクション演劇「ハイキュー!!」"東京の陣"（2019年4月 - 5月、大阪・宮城・東京）[170]
- ハイパープロジェクション演劇「ハイキュー!!」"飛翔"（2019年11月 - 12月、東京・大阪・宮城・東京凱旋）[171]
- ハイパープロジェクション演劇「ハイキュー!!」"最強の挑戦者(チャレンジャー)"（2020年3月 - 5月、東京・兵庫・宮城・福岡・大阪・東京凱旋）[172] - 新型コロナウイルス感染拡大防止のため東京公演を除く全公演を中止。
- ハイパープロジェクション演劇「ハイキュー!!」"ゴミ捨て場の決戦"（2020年10月 - 12月、東京・大阪・宮城・福岡・東京凱旋）[173] - 大阪公演の一部公演を中止[174]。
- ハイパープロジェクション演劇「ハイキュー!!」"頂の景色・2"（2021年3月 - 5月、東京・宮城・大阪・兵庫・福岡・東京凱旋）[175] - 新型コロナウイルス感染症拡大による緊急事態宣言に伴い、東京凱旋公演を全公演中止[176]。大千秋楽の無観客公演での生配信を予定していたが、公演関係者に新型コロナウイルスの陽性反応が確認されたため中止[177]。

#### キャスト
赤背景は映像出演、青背景は代役。
|                       | 2015年 初演      | 2016年 "頂の景色" | 2016年 "烏野、復活！" | 2017年 "勝者と敗者" | 2017年 "進化の夏" | 2018年 "はじまりの巨人" | 2018年 "最強の場所" | 2019年 "東京の陣" | 2019年 "飛翔" | 2020年 "最強の挑戦者" | 2020年 "ゴミ捨て場の決戦" | 2021年 "頂の景色・2" |
| 烏野高校              | 烏野高校         | 烏野高校          | 烏野高校              | 烏野高校            | 烏野高校          | 烏野高校                | 烏野高校            | 烏野高校          | 烏野高校      | 烏野高校              | 烏野高校                  | 烏野高校             |
| --------------------- | ---------------- | ----------------- | --------------------- | ------------------- | ----------------- | ----------------------- | ------------------- | ----------------- | ------------- | --------------------- | ------------------------- | -------------------- |
| 日向翔陽              | 須賀健太         | 須賀健太          | 須賀健太              | 須賀健太            | 須賀健太          | 須賀健太                | 須賀健太            | -                 | 醍醐虎汰朗    | 醍醐虎汰朗            | 醍醐虎汰朗                | 醍醐虎汰朗           |
| 影山飛雄              | 木村達成         | 木村達成          | 木村達成              | 木村達成            | 影山達也          | 影山達也                | 影山達也            | -                 | 赤名竜之輔    | 赤名竜之輔            | 赤名竜之輔                | 赤名竜之輔           |
| 月島 蛍               | 小坂涼太郎       | 小坂涼太郎        | 小坂涼太郎            | 小坂涼太郎          | 小坂涼太郎        | 小坂涼太郎              | 小坂涼太郎          | -                 | 山本涼介      | 山本涼介              | 山本涼介                  | 山本涼介             |
| 山口 忠               | 三浦海里         | 三浦海里          | 三浦海里              | 三浦海里            | 三浦海里          | 三浦海里                | 三浦海里            | -                 | 織部典成      | 織部典成              | 織部典成                  | 織部典成             |
| 田中龍之介            | 塩田康平         | 塩田康平          | 塩田康平              | 塩田康平            | 塩田康平          | 塩田康平                | 塩田康平            | -                 | 鐘ヶ江洸      | 鐘ヶ江洸              | 鐘ヶ江洸                  | 鐘ヶ江洸             |
| 西谷 夕               | 橋本祥平         | 橋本祥平          | 橋本祥平              | 橋本祥平            | 渕野右登          | 渕野右登                | 渕野右登            | -                 | 北澤優駿      | 北澤優駿              | 北澤優駿                  | 北澤優駿             |
| 縁下 力               | 川原一馬         | 川原一馬          | 川原一馬              | 川原一馬            | 川原一馬          | 川原一馬                | 川原一馬            | -                 | 中谷優心      | 中谷優心              | 中谷優心                  | 中谷優心             |
| 木下久志              | -                | -                 | -                     | -                   | -                 | -                       | -                   | -                 | 長田翔恩      | 長田翔恩              | 森本将太                  | 森本将太             |
| 澤村大地              | 田中啓太         | 秋沢健太朗        | 秋沢健太朗            | 秋沢健太朗          | 秋沢健太朗        | 田中啓太                | 田中啓太            | -                 | 日向野祥      | 日向野祥              | 滝川広大                  | 滝川広大             |
| 菅原孝支              | 猪野広樹         | 猪野広樹          | 猪野広樹              | 猪野広樹            | 猪野広樹          | 田中尚輝                | 田中尚輝            | -                 | 一ノ瀬竜      | 一ノ瀬竜              | 一ノ瀬竜                  | 一ノ瀬竜             |
| 東峰 旭               | 冨森ジャスティン | 冨森ジャスティン  | 冨森ジャスティン      | 冨森ジャスティン    | 冨森ジャスティン  | 冨森ジャスティン        | 冨森ジャスティン    | -                 | 福田侑哉      | 福田侑哉              | 福田侑哉                  | 福田侑哉             |
| 烏野高校 顧問・コーチ |                  |                   |                       |                     |                   |                         |                     |                   |               |                       |                           |                      |
| 武田一鉄              | 内田滋           | 内田滋            | 内田滋                | 内田滋              | 内田滋            | 内田滋                  | 内田滋              | -                 | 鎌苅健太      | 鎌苅健太              | 鎌苅健太                  | 鎌苅健太             |
| 烏養繋心              | 林剛史           | 林剛史            | 林剛史                | 林剛史              | 林剛史            | 林剛史                  | 林剛史              | -                 | 小笠原健      | 小笠原健              | 小笠原健                  | 小笠原健             |
| 烏野高校 OB・OG       |                  |                   |                       |                     |                   |                         |                     |                   |               |                       |                           |                      |
| 嶋田 誠               | 山口賢人         | 山口賢人          | 山口賢人              | 山口賢人            | 山口賢人          | 山口賢人                | 山口賢人            | -                 | -             | 染川 翔               | 染川 翔                   | 染川 翔              |
| 滝ノ上祐輔            | 坂口慎之介       | 坂口慎之介        | -                     | -                   | -                 | -                       | -                   | -                 | -             | -                     | -                         | -                    |
| 田中冴子              | -                | -                 | -                     | -                   | 佐達ももこ        | 佐達ももこ              | 佐達ももこ          | -                 | -             | 安川里奈              | 安川里奈                  | 安川里奈             |
| 月島明光              | -                | -                 | -                     | -                   | 山川宗一郎        | -                       | -                   | -                 | -             | -                     | -                         | -                    |
| 烏養一繋              | -                | -                 | -                     | -                   | -                 | -                       | -                   | -                 | -             | -                     | -                         | 木村靖司             |
| 宇内天満              | -                | -                 | -                     | -                   | -                 | -                       | -                   | -                 | -             | -                     | -                         | 佐川大樹             |
| 烏野高校 マネージャー |                  |                   |                       |                     |                   |                         |                     |                   |               |                       |                           |                      |
| 清水潔子              | -                | -                 | -                     | -                   | 長尾寧音          | 長尾寧音                | 長尾寧音            | -                 | 大久保聡美    | 大久保聡美            | 大久保聡美                | 大久保聡美           |
| 谷地仁花              | -                | -                 | -                     | -                   | 斎藤亜美          | 斎藤亜美                | 斎藤亜美            | -                 | 山本樹里      | 山本樹里              | 山本樹里                  | 山本樹里             |
| 青葉城西高校          |                  |                   |                       |                     |                   |                         |                     |                   |               |                       |                           |                      |
| 及川 徹               | 遊馬晃祐         | 遊馬晃祐          | 遊馬晃祐              | 遊馬晃祐            | -                 | 遊馬晃祐                | 遊馬晃祐            | -                 | -             | 遊馬晃祐              | -                         | 遊馬晃祐             |
| 岩泉 一               | 平田雄也         | 小波津亜廉        | 小波津亜廉            | 小波津亜廉          | -                 | 小波津亜廉              | 小波津亜廉          | -                 | -             | -                     | -                         | 小波津亜廉           |
| 金田一勇太郎          | 坂本康太         | 坂本康太          | -                     | 坂本康太            | -                 | -                       | 坂本康太            | -                 | 坂本康太      | 坂本康太              | -                         | 坂本康太             |
| 国見 英               | 有澤樟太郎       | 有澤樟太郎        | -                     | 有澤樟太郎          | -                 | -                       | 神田聖司            | -                 | 神田聖司      | 神田聖司              | -                         | 神田聖司             |
| 矢巾 秀               | 和田雅成         | 山際海斗          | -                     | 山際海斗            | -                 | -                       | 山際海斗            | -                 | -             | -                     | -                         | -                    |
| 渡 親治               | 齋藤健心         | 齋藤健心          | -                     | 齋藤健心            | -                 | -                       | 齋藤健心            | -                 | -             | -                     | -                         | -                    |
| 花巻貴大              | 金井成大         | 金井成大          | -                     | 金井成大            | -                 | 金井成大                | 金井成大            | -                 | -             | -                     | -                         | -                    |
| 松川一静              | 畠山遼           | 白柏寿大          | -                     | 白柏寿大            | -                 | 白柏寿大                | 白柏寿大            | -                 | -             | -                     | -                         | -                    |
| 京谷賢太郎            | -                | -                 | -                     | -                   | -                 | -                       | 北村健人            | -                 | -             | -                     | -                         | -                    |
| 音駒高校              |                  |                   |                       |                     |                   |                         |                     |                   |               |                       |                           |                      |
| 孤爪研磨              | -                | -                 | 永田崇人              | 永田崇人            | 永田崇人          | 永田崇人                | -                   | 永田崇人          | -             | -                     | 永田崇人                  | 永田崇人             |
| 黒尾鉄朗              | -                | -                 | 近藤頌利              | 近藤頌利            | 近藤頌利          | 近藤頌利                | -                   | 近藤頌利          | -             | -                     | 近藤頌利                  | 近藤頌利             |
| 海 信行               | -                | -                 | 武子直輝              | -                   | 武子直輝          | -                       | -                   | 武子直輝          | -             | -                     | 武子直輝                  | -                    |
| 夜久衛輔              | -                | -                 | 後藤健流              | -                   | 後藤健流          | -                       | -                   | 後藤健流          | -             | -                     | 後藤健流                  | -                    |
| 山本猛虎              | -                | -                 | 川隅美慎              | -                   | 川隅美慎          | -                       | -                   | 川隅美慎          | -             | -                     | 川隅美慎                  | -                    |
| 福永招平              | -                | -                 | 梶原颯                | -                   | 梶原颯            | -                       | -                   | 石上龍成          | -             | -                     | 石上龍成                  | -                    |
| 犬岡 走               | -                | -                 | 中村太郎              | -                   | -                 | -                       | -                   | -                 | -             | -                     | 中村太郎                  | -                    |
| 灰羽リエーフ          | -                | -                 | -                     | -                   | 石倉ノア          | -                       | -                   | 石倉ノア          | -             | -                     | タホリ玲央                | -                    |
| 芝山優生              | -                | -                 | -                     | -                   | -                 | -                       | -                   | -                 | -             | -                     | 木村風太                  | -                    |
| 猫又育史              | -                | -                 | -                     | -                   | -                 | -                       | -                   | -                 | -             | -                     | 大高洋夫                  | -                    |
| 山本あかね            | -                | -                 | -                     | -                   | -                 | -                       | -                   | 重石邑菜          | -             | -                     | 重石邑菜                  | -                    |
| 灰羽アリサ            | -                | -                 | -                     | -                   | -                 | -                       | -                   | 楓                | -             | -                     | 楓                        | -                    |
| 伊達工業高校          |                  |                   |                       |                     |                   |                         |                     |                   |               |                       |                           |                      |
| 青根高伸              | -                | -                 | 新井將                | -                   | -                 | 新井將                  | -                   | -                 | 新井將        | 新井將                | -                         | 新井將               |
| 二口堅治              | -                | -                 | 木村 敦               | -                   | -                 | 木村敦                  | -                   | -                 | 木村敦        | -                     | -                         | -                    |
| 茂庭 要               | -                | -                 | 釣本南                | -                   | -                 | -                       | -                   | -                 | -             | -                     | -                         | -                    |
| 鎌先靖志              | -                | -                 | 橋本全一              | -                   | -                 | -                       | -                   | -                 | -             | -                     | -                         | -                    |
| 笹谷武仁              | -                | -                 | 松本祐一              | -                   | -                 | -                       | -                   | -                 | -             | -                     | -                         | -                    |
| 作並浩輔              | -                | -                 | 廣野凌大              | -                   | -                 | 廣野凌大                | -                   | -                 | 廣野凌大      | 廣野凌大              | -                         | -                    |
| 黄金川貫至            | -                | -                 | -                     | -                   | -                 | 羽富和大                | -                   | -                 | 羽富琉偉      | 羽富琉偉              | -                         | 羽富琉偉             |
| 常波高校              |                  |                   |                       |                     |                   |                         |                     |                   |               |                       |                           |                      |
| 池尻隼人              | -                | -                 | 松田 裕               | -                   | -                 | -                       | -                   | -                 | -             | -                     | -                         | -                    |
| 梟谷学園高校          |                  |                   |                       |                     |                   |                         |                     |                   |               |                       |                           |                      |
| 木兎光太郎            | -                | -                 | -                     | -                   | 吉本恒生          | 東拓海                  | -                   | 桜庭大翔          | -             | 桜庭大翔              | -                         | 桜庭大翔             |
| 赤葦京治              | -                | -                 | -                     | -                   | 結木滉星          | 髙﨑俊吾                | -                   | 髙﨑俊吾          | -             | 髙﨑俊吾              | -                         | 髙崎俊吾             |
| 木葉秋紀              | -                | -                 | -                     | -                   | 東拓海            | -                       | -                   | 東拓海            | -             | 東拓海                | -                         | 東拓海               |
| 鷲尾辰生              | -                | -                 | -                     | -                   | 三宅 潤           | -                       | -                   | 瀬羅 純           | -             | -                     | -                         | -                    |
| 猿杙大和              | -                | -                 | -                     | -                   | 松波優輝          | -                       | -                   | 松波優輝          | -             | -                     | -                         | -                    |
| 小見春樹              | -                | -                 | -                     | -                   | 高根正樹          | -                       | -                   | 畠山紫音          | -             | -                     | -                         | -                    |
| 条善寺高校            |                  |                   |                       |                     |                   |                         |                     |                   |               |                       |                           |                      |
| 照島遊児              | -                | -                 | -                     | -                   | -                 | 船木政秀                | -                   | -                 | -             | -                     | -                         | -                    |
| 母畑和馬              | -                | -                 | -                     | -                   | -                 | 森永彩斗                | -                   | -                 | -             | -                     | -                         | -                    |
| 二岐丈春              | -                | -                 | -                     | -                   | -                 | 鈴木遥太                | -                   | -                 | -             | -                     | -                         | -                    |
| 沼尻凛太郎            | -                | -                 | -                     | -                   | -                 | 荒田至法                | -                   | -                 | -             | -                     | -                         | -                    |
| 飯坂信義              | -                | -                 | -                     | -                   | -                 | 安川集治                | -                   | -                 | -             | -                     | -                         | -                    |
| 土湯 新               | -                | -                 | -                     | -                   | -                 | 松原凛                  | -                   | -                 | -             | -                     | -                         | -                    |
| 和久谷南高校          |                  |                   |                       |                     |                   |                         |                     |                   |               |                       |                           |                      |
| 中島 猛               | -                | -                 | -                     | -                   | -                 | 柳原 凛                 | -                   | -                 | -             | -                     | -                         | -                    |
| 川渡瞬己              | -                | -                 | -                     | -                   | -                 | 正田尚大                | -                   | -                 | -             | -                     | -                         | -                    |
| 白石優希              | -                | -                 | -                     | -                   | -                 | 木村優良                | -                   | -                 | -             | -                     | -                         | -                    |
| 花山一雅              | -                | -                 | -                     | -                   | -                 | Goku                    | -                   | -                 | -             | -                     | -                         | -                    |
| 鳴子哲平              | -                | -                 | -                     | -                   | -                 | 本川翔太                | -                   | -                 | -             | -                     | -                         | -                    |
| 秋保和光              | -                | -                 | -                     | -                   | -                 | 蓮井佑麻                | -                   | -                 | -             | -                     | -                         | -                    |
| 白鳥沢学園高校        |                  |                   |                       |                     |                   |                         |                     |                   |               |                       |                           |                      |
| 牛島若利              | -                | -                 | -                     | -                   | -                 | 有田賢史                | 有田賢史            | -                 | -             | -                     | -                         | -                    |
| 瀬見英太              | -                | -                 | -                     | -                   | -                 | -                       | 瀬良祐介            | -                 | -             | -                     | -                         | -                    |
| 大平獅音              | -                | -                 | -                     | -                   | -                 | -                       | 横山真史            | -                 | -             | -                     | -                         | -                    |
| 天童 覚               | -                | -                 | -                     | -                   | -                 | -                       | 加藤健              | -                 | 加藤健        | 加藤健                | -                         | 加藤健               |
| 五色 工               | -                | -                 | -                     | -                   | -                 | -                       | 菊池修司            | -                 | 菊池修司      | 菊池修司              | -                         | -                    |
| 白布賢二郎            | -                | -                 | -                     | -                   | -                 | -                       | 佐藤信長            | -                 | 佐藤信長      | 佐藤信長              | -                         | -                    |
| 川西太一              | -                | -                 | -                     | -                   | -                 | -                       | 辻凌志朗            | -                 | -             | -                     | -                         | -                    |
| 山形隼人              | -                | -                 | -                     | -                   | -                 | -                       | 高橋駿一            | -                 | -             | -                     | -                         | -                    |
| 鷲匠鍛治              | -                | -                 | -                     | -                   | -                 | -                       | 川下大洋            | -                 | 川下大洋      | 川下大洋              | -                         | 川下大洋             |
| 戸美学園高校          |                  |                   |                       |                     |                   |                         |                     |                   |               |                       |                           |                      |
| 大将優                | -                | -                 | -                     | -                   | -                 | -                       | -                   | 福澤侑            | -             | -                     | 福澤侑                    | -                    |
| 高千穂恵也            | -                | -                 | -                     | -                   | -                 | -                       | -                   | 辻 大樹           | -             | -                     | -                         | -                    |
| 沼井和馬              | -                | -                 | -                     | -                   | -                 | -                       | -                   | 杉本海凪          | -             | -                     | -                         | -                    |
| 広尾倖児              | -                | -                 | -                     | -                   | -                 | -                       | -                   | 佐藤たかみち      | -             | -                     | -                         | -                    |
| 先島伊澄              | -                | -                 | -                     | -                   | -                 | -                       | -                   | 高田晃宏          | -             | -                     | -                         | -                    |
| 赤間颯                | -                | -                 | -                     | -                   | -                 | -                       | -                   | 高橋里央          | -             | -                     | -                         | -                    |
| 潜尚保                | -                | -                 | -                     | -                   | -                 | -                       | -                   | 小林優太          | -             | -                     | -                         | -                    |
| 稲荷崎高校            |                  |                   |                       |                     |                   |                         |                     |                   |               |                       |                           |                      |
| 宮 侑                 | -                | -                 | -                     | -                   | -                 | -                       | -                   | -                 | 松島勇之介    | 松島勇之介            | -                         | 松島勇之介           |
| 宮 治                 | -                | -                 | -                     | -                   | -                 | -                       | -                   | -                 | -             | 神里優希              | -                         | 神里優希             |
| 北 信介               | -                | -                 | -                     | -                   | -                 | -                       | -                   | -                 | -             | 高田 舟               | -                         | 高田 舟              |
| 大耳 練               | -                | -                 | -                     | -                   | -                 | -                       | -                   | -                 | -             | 磯野大                | -                         | -                    |
| 尾白アラン            | -                | -                 | -                     | -                   | -                 | -                       | -                   | -                 | -             | 大日向コリン          | -                         | -                    |
| 銀島 結               | -                | -                 | -                     | -                   | -                 | -                       | -                   | -                 | -             | 縣豪紀                | -                         | -                    |
| 角名倫太郎            | -                | -                 | -                     | -                   | -                 | -                       | -                   | -                 | -             | 楚南 慧               | -                         | -                    |
| 赤木路成              | -                | -                 | -                     | -                   | -                 | -                       | -                   | -                 | -             | 野間理孔              | -                         | -                    |
| 鴎台高校              |                  |                   |                       |                     |                   |                         |                     |                   |               |                       |                           |                      |
| 星海光来              | -                | -                 | -                     | -                   | -                 | -                       | -                   | -                 | 輝山立        | -                     | -                         | 輝山立               |
| 昼神幸郎              | -                | -                 | -                     | -                   | -                 | -                       | -                   | -                 | -             | -                     | -                         | 江本光輝             |
| 白馬芽生              | -                | -                 | -                     | -                   | -                 | -                       | -                   | -                 | -             | -                     | -                         | 新谷デイビッド       |
| 諏訪愛吉              | -                | -                 | -                     | -                   | -                 | -                       | -                   | -                 | -             | -                     | -                         | 三小田芳樹           |
| 野沢 出               | -                | -                 | -                     | -                   | -                 | -                       | -                   | -                 | -             | -                     | -                         | 林勇輝               |
| 上林鯨一郎            | -                | -                 | -                     | -                   | -                 | -                       | -                   | -                 | -             | -                     | -                         | 古田伊吹             |
| 別所千源              | -                | -                 | -                     | -                   | -                 | -                       | -                   | -                 | -             | -                     | -                         | 財津優太郎           |
| 井闥山学院高校        |                  |                   |                       |                     |                   |                         |                     |                   |               |                       |                           |                      |
| 佐久早聖臣            | -                | -                 | -                     | -                   | -                 | -                       | -                   | -                 | つわぶき峻    | -                     | -                         | -                    |
| 新山女子高校          |                  |                   |                       |                     |                   |                         |                     |                   |               |                       |                           |                      |
| 天内叶歌              | -                | -                 | -                     | -                   | -                 | -                       | -                   | -                 | 橋爪愛        | -                     | -                         | -                    |
| 狢坂高校              |                  |                   |                       |                     |                   |                         |                     |                   |               |                       |                           |                      |
| 桐生 八               | -                | -                 | -                     | -                   | -                 | -                       | -                   | -                 | -             | -                     | -                         | 川﨑優作             |

### 劇団「ハイキュー!!」
演出は須賀健太、脚本は伊藤マサミ、音楽は和田俊輔が担当。

#### 演目
- 劇団「ハイキュー!!」旗揚げ公演（2023年8月、東京）[178]
- 劇団「ハイキュー!!」“出逢い”（2025年5月 - 6月、東京・大阪）[179]

#### キャスト
|                       | 2023年 旗揚げ公演 | 2025年 “出逢い” |
| 烏野高校              | 烏野高校          | 烏野高校        |
| --------------------- | ----------------- | --------------- |
| 日向翔陽              | 加藤憲史郎        | 加藤憲史郎      |
| 影山飛雄              | 若林星弥          | 若林星弥        |
| 月島蛍                | 灰塚宗史          | 灰塚宗史        |
| 山口忠                | 吉野俊矢          | 吉野俊矢        |
| 田中龍之介            | 熊沢学            | 熊沢学          |
| 西谷夕                | 中西智也          | 中西智也        |
| 縁下力                | 益川和久          | 益川和久        |
| 木下久志              | 中村晴彦          | 木村和磨        |
| 成田一仁              | 柊斗              | 柊斗            |
| 澤村大地              | 磯野亨            | 磯野亨          |
| 菅原孝支              | 野島大貴          | 野島大貴        |
| 東峰旭                | 河野凌太          | 河野凌太        |
| 烏野高校 顧問・コーチ |                   |                 |
| 武田一鉄              | 原嶋元久          | 大野瑞生        |
| 烏養繋心              | 碕理人            | 碕理人          |
| 烏野高校 OB・OG       |                   |                 |
| 嶋田誠                | -                 | 坂田大夢        |
| 滝ノ上祐輔            | -                 | 上山航平        |
| 烏養一繋              | -                 | 木村靖司        |
| 青葉城西高校          |                   |                 |
| 及川徹                | 藤林泰也          | -               |
| 岩泉一                | 鈴木恋            | -               |
| 金田一勇太郎          | 徳田皓己          | -               |
| 国見英                | 坂田大夢          | -               |
| 花巻貴大              | 中原弘貴          | -               |
| 松川一静              | 上山航平          | -               |
| 音駒高校              |                   |                 |
| 孤爪研磨              | -                 | 湊丈瑠          |
| 黒尾鉄朗              | -                 | 大村征弥        |
| 海信行                | -                 | 奥村等士        |
| 夜久衛輔              | -                 | 高橋祐理        |
| 山本猛虎              | -                 | 横山統威        |
| 福永招平              | -                 | 高岩芯泰        |
| 犬岡走                | -                 | 耀              |
| 猫又育史              | -                 | 大高洋夫        |

## トレーディングカードゲーム
ハイキュー!!バボカ!!
タカラトミーから発売。
スターターデッキ
- HVD-01 ハイキュー!!バボカ!!スターターデッキ Ver.烏野　2014年5月24日に発売。
- HVD-02 ハイキュー!!バボカ!!スターターデッキ第2弾 ver.ライバル　2014年7月5日に発売。
- HVD-03 ハイキュー!!バボカ!!スターターデッキ第3弾 Ver.烏野は爆発的に進化する。　2015年9月26日に発売。
- HVD-04 ハイキュー!!バボカ!!スターターデッキ第4弾 Ver.全国に行くのは青城だよ　2015年9月26日に発売。
- HVD-05 ハイキュー!!バボカ!!スターターデッキ第5弾 Ver.強豪!!梟谷学園グループ　2015年10月17日に発売。

拡張パック
- HV-01 ハイキュー!!バボカ!!拡張パック第1弾 烏野高校排球部　2014年5月24日に発売。
- HV-02 ハイキュー!!バボカ!!拡張パック第2弾 因縁の再戦　2014年7月5日に発売。
- HV-03 ハイキュー!!バボカ!!拡張パック第3弾 ＶＳ大王様　2014年8月9日に発売。
- HV-04 ハイキュー!!バボカ!!拡張パック第4弾 激闘決着!!　2014年12月26日に発売。
- HV-05 ハイキュー!!バボカ!!拡張パック第5弾 リエーフ見参！　2015年4月25日に発売。
- HV-06 ハイキュー!!バボカ!!拡張パック第6弾 レッツゴートーキョー!!　2015年11月21日に発売。
- HV-07 ハイキュー!!バボカ!!拡張パック第7弾 全国への挑戦　2015年12月26日に発売。
- HV-08 ハイキュー!!バボカ!!拡張パック第8弾 宿命のライバル　2016年2月20日に発売。
- HV-09 ハイキュー!!バボカ!!拡張パック第9弾 宣戦布告　2016年5月21日に発売。
- HV-10 ハイキュー!!バボカ!!拡張パック第10弾 いざ決勝戦へ!!　2016年10月29日に発売。
- HV-11 ハイキュー!!バボカ!!拡張パック第11弾 コンセプトの戦い　2016年12月24日に発売。

## コンピューターゲーム
ハイキュー!! 繋げ！頂の景色!!
ニンテンドー3DS用ソフトとして、バンダイナムコゲームスより2014年9月25日に発売。ジャンルは青春バレーボールアドベンチャー。
ハイキュー!! Cross team match!
ニンテンドー3DS用ソフトとして、バンダイナムコエンターテインメントより2016年3月3日に発売。ジャンルは青春体験シミュレーション。
ハイキュー!!ドンピシャマッチ!!
App StoreやGoogle Playから購入できるゲームアプリとして、バンダイナムコエンターテインメントより2016年8月6日に発売。ジャンルは育成バレーボールシミュレーションゲーム。
ハイキュー!! TOUCH THE DREAM
アニメ『ハイキュー!!』の新作スマホ向けゲームとして2022年11月告知、2023年2月28日にGホールディングスよりリリース。キャラクターを育成してドリームチームを結成する育成バレーボールシミュレーションゲーム。
ハイキュー!!FLY HIGH
アニメ『ハイキュー!!』の新作スマホ向けゲームとして2024年1月告知、同時にクローズドβテスト募集と事前登録開始。2024年3月28日にProphet Gamesの開発しKLabよりリリース。ジャンルはチーム育成バレーボールゲーム。Garenaにより北米、ラテンアメリカ、ヨーロッパ、東南アジアにも配信。

## リアル脱出ゲーム
リアル脱出ゲーム×ハイキュー!!『大王様の試練からの脱出』
アニメ『ハイキュー!!』とリアル脱出ゲームのコラボレーションで、2023年5月31日販売開始、同6月20日ゲームプレイ開始の体験型ゲーム。オンラインで自宅で遊べるキット通販型で、スマートフォン・PC・タブレットでの通信環境がプレイに必須だった。2025年2月24日販売終了し、ゲームの配信も同3月31日に配信終了となった。